# Histoire de la thérapeutique du rhume
Le rhume est la maladie humaine la plus courante, et les facteurs influençant la susceptibilité à développer des symptômes du rhume sont étudiés depuis des milliers d’années. L'histoire de la thérapeutique du rhume constitue une très vaste littérature scientifique, ethnographique et folklorique.
La Grèce et la Rome antique expliquaient le rhume en termes de pathologie humorale, développée dans le corpus hippocratique, et popularisée par Galien au IIe siècle, selon laquelle une perturbation des humeurs provoque un écoulement de mucus ou pituite par le nez depuis le cerveau, ce que l'on appelait « catarrhe ». D'autre part, une idée bien ancrée, attribuait à un hypothétique refroidissement de la température corporelle au contact des éléments, une prédisposition au rhume. Le refroidissement de la surface corporelle comme cause des symptômes du rhume ou comme moyen d'augmenter la sensibilité à l'infection, bien que réfutée par Benjamin Franklin (1706-1790), en 1773, a persisté tout au long des XIXe siècle et du XXe siècle, et même à l'heure actuelle, est toujours proposé, bien qu'avec peu de preuves et d'explications scientifiques, comme un mécanisme pouvant influencer la sensibilité à l'infection et au rhume. La théorie humorale antique a progressivement été réfutée, en ce qui concerne les catarrhes, d'abord par Jean-Baptiste Van Helmont (1579-1644) dans son Catarrhi deliramenta, puis définitivement par Conrad Victor Schneider (1614-1680), dans son De catarrhis, ce qui constitue une première révolution conceptuelle du rhume, la seconde provenant de la révolution pasteurienne.
La connaissance virale du rhume n'a véritablement pris son essor qu'en 1946, avec la Common Cold Unit (CCU) de David Tyrrell à Salisbury, financée par le British Medical Research Council.
Les pratiques médicinales traditionnelles basées sur l'utilisation de plantes ont constitué la base de la plupart des premiers médicaments suivies par des études cliniques, pharmacologiques et chimiques ultérieures. Maladie spontanément résolutive, la médication du rhume a été du ressort des charlatans et des confiseurs pour passer dans le champ des médecins, apothicaires et pharmaciens. De tous les remèdes symptomatiques disponibles en vente libre ou sur ordonnance, aucun n'a jamais traité la cause sous-jacente du rhume.
Le rhume est une maladie des plus courante chez l'homme. Spontanément résolutive, on ne lui a par ailleurs jamais trouvé de remède efficace. De manière générale, le repos permet aujourd'hui d'endiguer la maladie en une semaine, voire deux, en n'oubliant pas de boire beaucoup de liquide. Elle peut se prolonger par de la toux. Le rhume pouvait avoir des conséquences bien plus grave par le passé, s'il était négligé devant les activités usuelles du quotidien, à commencer par les activités rémunératrices. Le rhume a été très tôt appelé « common cold » en anglais (début XVIIIe siècle) ; d'après le médecin anglais William Buchan (1729–1805) dans Domestic Medicine, en 1775, le mot « common », dont on fait suivre le mot « cold » (équivalent de notre « refroidissement ») était donné par les gens eux-mêmes pour minimiser l'importance de cette maladie par rapport aux tâches domestiques ; il est traduit par son traducteur français, le médecin Jean-Denis Duplanil (1740-1802), par le mot « simple » : on penserait y trouver le mot « banal », pour « rhume banal », la manière dont on appelle aujourd'hui le rhume, qui a une autre origine plus récente (avec une connotation de vulgaris?).
Le rhume évoque les symptômes provoqués par plus de 200 virus et qui n'ont cessé de muter à travers le temps. Un journaliste scientifique a suggéré que la pandémie russe de 1889 habituellement attribuée à la grippe, était peut être due à un coronavirus, qui aujourd'hui ne provoque rien de plus grave qu’un simple rhume ; et il est possible que le maladie à coronavirus de 2019 suive la même trajectoire ne provoquant dans un avenir plus ou moins proche que de simples rhumes. Se projeter dans le passé ou l'avenir, considérant le rhume, amène à considérer un paysage microbien changeant et une humanité dont l'immunité a évolué, de même que son environnement et ses précautions d'hygiène.

## Théorie humorale antique

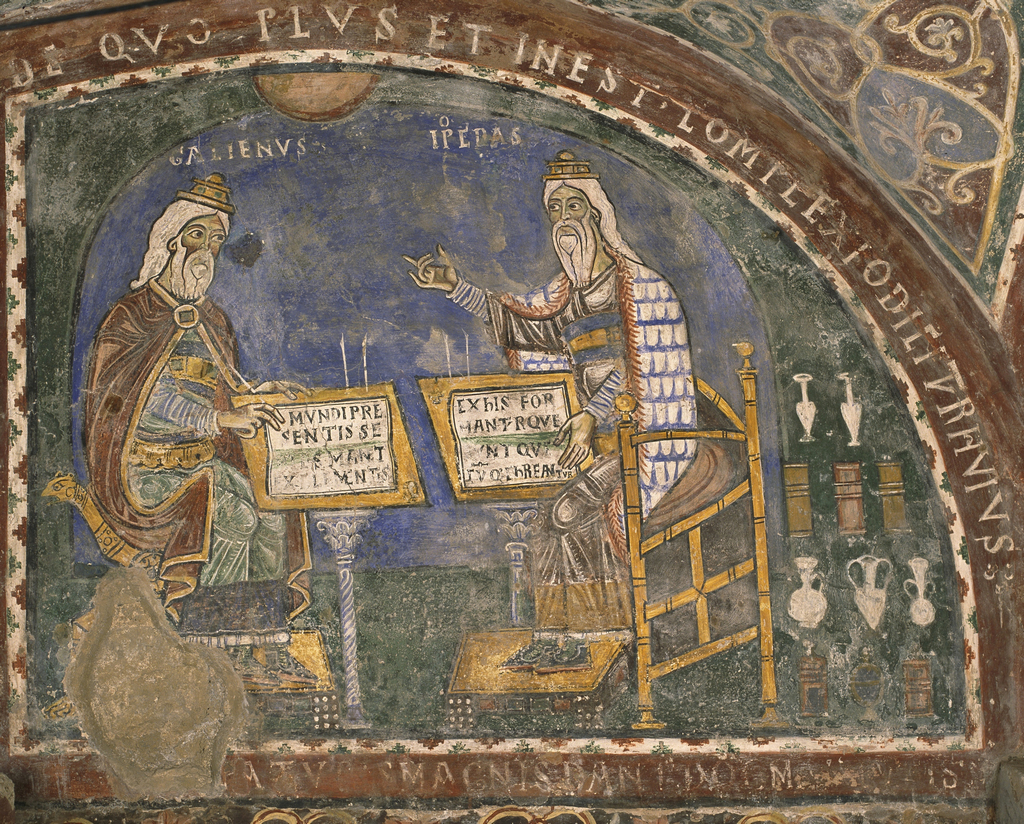
Fresque de la Cathédrale Santa Maria d'Anagni en Italie, datant du XIIIe siècle, représentant Hippocrate et Galien.

### Maladie et saison chez les anciens
Le rhume se produit plus fréquemment entre l'automne et le début du printemps et, de nos jours à raison de deux à quatre épisodes de rhume par an chez l'adulte ; cette saisonnalité du rhume l'a durablement associé au froid et à l'humide et a sans nul doute inspiré les anciens, qui associaient communément les saisons aux maladies. Déjà les dans les Aphorismes (αφορισμοι) d'Hippocrate, portant sur les divers aspects de l’art médical, il existe des remarques sur les relations entre le climat et la santé (Aph. III, 1), les saisons étaient désignées par ὀρέων / horéōn, qui va donner « heure » ; les quatre saisons habituelles sont identifiées par les Grecs à cette époque, que l'on retrouve de manière quasi identique chez Hérodote, : « Ce sont surtout les vicissitudes des saisons qui engendrent les maladies, et principalement dans les saisons les grandes variations de froid, de chaud et aussi, par la même raison des autres qualités. »

La théorie populaire des quatre éléments (terre, feu, eau et air) proposée par Empédocle », ici rapportée aux quatre qualités élémentaires, utilisées en médecine.

« Si le vent est du nord, il y a des toux, des maux de gorge » (Aph. III, 5) . La toux est désignée par βήξ / bêks , et les maux de gorge par φάρυγξ / phárux, qui va donner en latin « pharynx » , Hippocrate a coutume de nommer la partie elle-même pour désigner l'état de souffrance de cette partie; les écoulements de mucus sont désignés par « catarrhes » (de καταρρέω, s'écouler) ; les catarrhes avec toux (κατάῤῥοοι βηχώδεες), on peut supposer les pneumonies, emportent les vieillards. « En automne, les maladies sont très aiguës et en général très meurtrières. Mais le printemps est très salubre et la mortalité n'y est pas considérable. » (Aph. III, 9) ; « si l'hiver est sec et boréal et le printemps pluvieux et austral, il surviendra nécessairement en été des fièvres aiguës, des ophtalmies et des dysenteries, surtout chez les femmes et chez les hommes dont la constitution est humide. » ; « Mais si l'hiver est austral, pluvieux et doux […], il survient des ophtalmies sèches et des dysenteries ; chez les vieillards, des catarrhes qui les enlèvent promptement.» (Aph. III, 12) ; « si l'été est sec et boréal et l'automne pluvieux et austral, en hiver il survient des céphalalgies, des toux, des enrouements, des coryzas, et chez quelques-uns des phtisies. » (Aph. III, 13) . Le rhume est désigné par Κόρυζα / kórūza qui a donné en latin « coriza » et en français « coryza », un des noms scientifiques du rhume).
« Quant aux constitutions de l'année, en somme les sèches, sont plus saines et moins meurtrières que les pluvieuses. » (Aph. III, 15). Les quatre qualités élémentaires — chaud, froid, sec humide — étaient familières des médecins grecs, et ils établissaient une opposition importante entre les climats générés par vent du nord, froid et généralement sec, appelé Borée ; et le vent du sud, chaud et généralement humide, appelé Notos. « Dans les saisons, lorsque pendant la même journée il survient [habituellement] tantôt du froid, tantôt du chaud, il faut s'attendre aux maladies automnales.» (Aph. III, 4); les médecins hippocratique pouvaient pousser la précision jusqu'à considérer une seule journée. « Les changements de chaud et de froid entre les saisons ou à l’intérieur des saisons, voire à l’intérieur d’une journée, entraînent des maladies » et sont donc nocifs pour l'homme; « il en est de même de l’excès de sécheresse ou de l’excès d’humidité, bien que la sécheresse soit moins grave que l’humidité. ».
Les rhumes (coryza) sont dans les Aphorismes des maladies de l'hiver, mais les saisons n'étant pas étanches, ils peuvent se prolonger à d'autres saisons.
Dans le Traité des Airs, des Eaux et des Lieux (Περί Αέρων, Υδάτων και Τόπων), les périodes de l'année les plus dangereuses sont celles où les changements de saisons sont les plus grands, deux saisons qui se suivent définies par des qualités contraires : sèche/humide et froids/chaudes,.
Les connaissances climatiques mais aussi astronomiques et topographiques des médecins grecs sont démontrées dans les Épidémies I et III (επιδημιών), rédigées par un médecin hippocratique itinérant sur l'île de Thasos, fin du Ve siècle av. J.-C.: l’homme est pris dans une totalité marquée par le milieu dans lequel il vit, son physique, son moral et ses maladies « ou plus exactement une partie de ses maladies, que l’auteur lui-même appelle les maladies locales, et qu’il oppose aux maladies communes »
L’influence des saisons sur l’homme varie d'un individu à l'autre, avec pour chaque individu une prédisposition pour l'une ou l'autre saison. C’est ce qui est dit dans l’Aphorisme III, 2 de Hippocrate: « Parmi les natures il y en a qui sont bien ou mal disposées pour l’été, mais d’autres pour l’hiver ». L'âge est aussi un facteur influençant la maladie, ce qui est dit dans l'Aphorisme III, 18 : La nature (φύσις, Phusis), est un concept large, utilisé ici par les médecins. Dans le corpus hippocratique elle trouve un aboutissement dans la théorie des quatre humeurs, où la nature de l'homme est mise en relation avec chaque saison.

### Maladie et Nature de l'homme chez les anciens

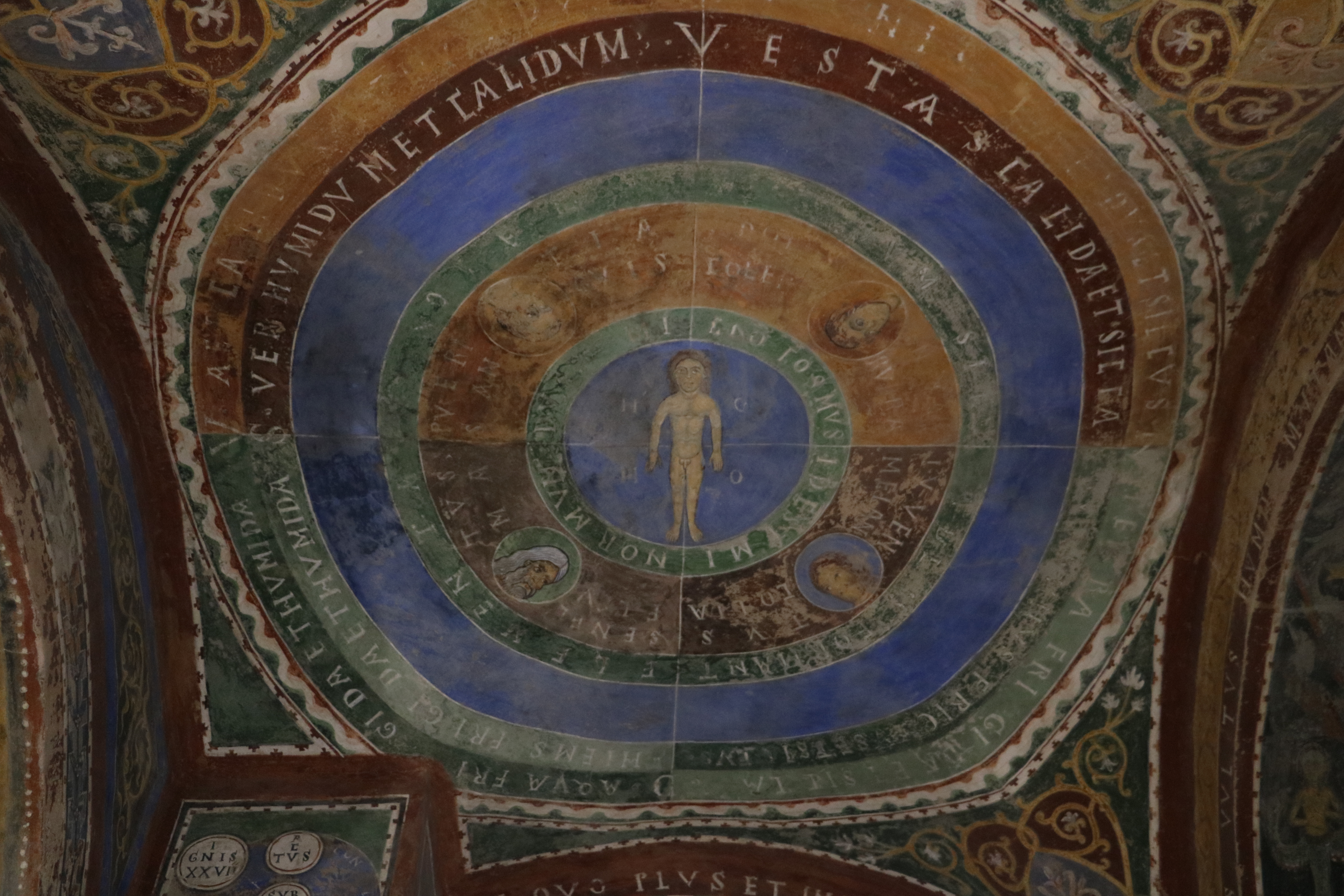
Fresque de la voûte de la crypte de la Cathédrale Santa Maria d'Anagn, datant du XIIIe siècle, représentant l’homme dans l’univers.
dans ces cercles concentriques qui sont divisés en quatre quadrants, la circonférence centrale en bleu représente le ciel séparant le monde d’en haut, ou grand monde, du monde d’en bas ou petit monde c’est-à-dire l’homme. Le cercle juste au-dessus du ciel est celui des saisons. On peut lire en partant du quart nord-ouest jusqu’au quart sud-ouest, dans le sens des aiguilles d’une montre, les quatre saisons désignées en latin. par leur nom et les deux qualités élémentaires qui les définissent […] Quant aux humeurs, elles sont indiquées respectivement dans les quarts où elles prédominent :[…].. Il s’y ajoute dans le monde d’en haut le cercle des quatre éléments de l’Univers ayant les mêmes qualités élémentaires que les saisons (air, feu, terre, eau) et, dans le monde de l’homme, les quatre âges où prédomine chacune des quatre humeurs (enfance, jeunesse, âge mûr, vieillesse)

La théorie des quatre humeurs, la théorie la plus connue attribuée à Hippocrate, est exposée dans le traité De la Nature de l’homme (Περί φύσιος ανθρώπου). Les quatre humeurs de la médecine hippocratique sont le sang (αἷμα / haima), le phlegme (φλέγμα / phlegma) ou pituite (du latin pituita), la bile jaune (ξανθὴ χολή / xanthe chole) et la bile noire ou atrabile (μέλαινα χολή / melaina chole). « Chacune de ces quatre humeurs, définie par deux qualités élémentaires, est mise en relation avec chacune des quatre saisons, définie aussi par deux qualités élémentaires. Chaque humeur est en harmonie avec chaque saison. De la sorte, les humeurs à l’intérieur du corps suivent un cycle annuel, au rythme des saisons. ». Le phlegme, humide et froid, s'impose en hiver, saison humide et froide ; le sang, humide et chaud, s'impose au printemps, saison humide et chaude ; la bile jaune, humeur sèche et chaude, s'impose en été, saison sèche et chaude. La bile noire, sèche et froide, s'impose en automne, saison sèche et froide,:

« Donc toutes ces humeurs existent constamment dans le corps humain; seulement elles y sont, par l'influence de la saison actuelle, tantôt en plus grande, tantôt en moindre quantité, chacune selon sa proportion et selon sa nature. »

- La théorie des quatre humeurs ou tempéraments se définit par la prédominance d'une des quatre humeurs tout au long de la vie : flegmatique, sanguine, bilieuse et mélancolique[6];
- Le cycle des humeurs au cours de la vie divisé en les Quatre âges de la vie (prédominance du sang pendant la jeunesse, de la bile jaune pendant la force de l'âge, de la bile noire pendant l'âge mûr et du phlegme pendant la vieillesse)[6];
- Enfin les quatre humeurs sont connectées avec les quatre éléments de l'univers : feu, air, eau, terre[6]. La doctrine galénique avait soumis à la loi des nombres toutes les données de la science de son temps : les quatre humeurs correspondent quatre tempéraments , aux quatre qualités, aux quatre saisons, aux quatre âges de la vie, et enfin aux quatre éléments qui dominaient cet édifice artificiel mais gracieux. La Nature de l'homme établit un système cohérent à succès dont l'influence se prolongera après Hippocrate; et aura un essor considérable non seulement en Orient, mais aussi en Occident, puis au Moyen Âge[11]. La théorie n'a connu sa forme définitive, notamment avec la théorie correspondante des quatre tempéraments — savoir sanguins, phlegmatiques bilieux, mélancoliques, — qu'à une époque tardive. Le système complet tel qu'il peut se comprendre dans son entièreté peut se résumer de cette manière[12] :

| Humeurs         | Saison    | Âges       | Éléments | Organe            | Qualités élémentaires | Tempéraments              |
| Sang            | Printemps | Enfance    | Air      | Foie              | Chaud et humide       | Sanguin                   |
| Bile jaune      | Été       | Jeunesse   | Feu      | Vésicule biliaire | Chaud et sec          | Colérique                 |
| Bile noire      | Automne   | Âge adulte | Terre    | Rate              | Froid et sec          | Mélancolique              |
| phlegme/pituite | Hiver     | Vieillesse | Eau      | Cerveau / Poumons | Froid et humide       | Flegmatique / lymphatique |

La morve du rhume peut être aisément reconnue dans le phlegme, ou son nom latin, la pituite,:

### Cerveau et catarrhes des anciens
Hippocrate dans le Livre Sur les glandes (Περί αδένων) - compte le cerveau parmi les glandes, ou du moins l'assimile à ces organes: le cerveau pompe le liquide dans toutes les parties du corps, et le renvoie à toutes les parties ; c'est le va-et-vient du phlegme (φλέγμα) ou pituite, important aussi pour la conservation de la santé. Si cette prétendue fonction ne s'exécute pas régulièrement, il naît deux sortes d'affections , les unes sur le cerveau, les autres sur le reste du corps. Dans le même sens, le cerveau, dans le livre Des Chairs (Περί σαρκών), est la métropole du froid et du visqueux. Du cerveau partent sept catarrhes qui causent de graves maladies. C'est surtout dans les livres de l'École de Cnide que cette théorie des catarrhes venant de la tète règne sans partage. Le Deuxième Livre des Maladies (Περι Νουσων Το Δευτερον) attribue, l'inflammation de la gorge, des amygdales, de la luette, au phlegme qui, mis en mouvement dans la tète, coule en bas avec abondance.
Aristote (384 et mort en 322 av. J.-C.) influencé par l'école de Cos a opposé le cerveau au cœur : le cœur est le siège des fonctions de la sensibilité et d'intelligence, et est chaud par opposition au cerveau qui est froid et humide ; et d'autant plus froid et humide que la chaleur résultant de l'activité du cœur est importante. Les principes de vie selon Aristote se trouvent dans la partie du corps bornée par la tête, l’abdomen et les membres, ce qu’Aristote appelle le « corps nécessaire ». Se méprenant sur la nature des fonctions cérébrales Aristote fait du cerveau un organe de refroidissement et d’humidification. La doctrine naïve et populaire qui situe dans le cœur le siège des perceptions et de l'intelligence est redevable au cardiocentrisme (en) d'Aristote, dont l'autorité a perpétué dans la mémoire des hommes pendant près de deux mille ans,. Aristote établit une analogie avec la pluie : l'eau s'évapore et se condense dans la tête pour retomber en catarrhes. Galien va opposer le cérébrocentrisme au cardiocentrisme : la pituite devient la partie excrémentielle du spiritus animalis, l'esprit animal dans les ventricules du cerveau. Cette conception totalement assumée par le monde médiéval dérive de la pneuma ou πνεΰμα ψυχικóv / pneuma psychikon antique (les traducteurs latins en on fait des spiritus),.
L'expression de « rhume de cerveau » sous laquelle était et est encore quelquefois appelée la forme la plus commune du rhume (coryza), rappelle l'erreur des auteurs anciens qui croyaient que les liquides épanchés dans ces conditions provenaient des enveloppes du cerveau : au XVIe siècle, pour Costanzo Varolio, le cerveau, membrum molle et aqueumn, regorge d'humidité, c'est-à-dire de phlegme ou de pituite; « les glandules appendues aux cavités ventriculaires du cerveau collectent, comme des éponges, les produits excrémentiels provenant ici de la nutrition du cerveau et qui doivent être éliminés hors de l'économie; rassemblée dans les ventricules comme dans des cloaques, la pituite descend par infunfibulum au palais et est rejetée par la bouche et parles narines. ».
Conrad Victor Schneider (1614-1680) en faisant voir l'indépendance complète de la muqueuse qui tapisse le fond du nez plaça définitivement dans cette membrane le siège de l'inflammation « catarrhale », la membrane est appelée « membrane de Schneider » ou « membrane pituitaire »: cette dernière expression issue partiellement de la pituite antique. Mais avant que la fonction du cerveau ne soit infirmée, une recherche intensive a suivi, à la Renaissance, initiée par Galien pour trouver les canaux qui permettent de drainer la pituite des ventricules du cerveau vers la « glande pituitaire », et de celle-ci, à travers la selle turcique, dans les fosses nasales et le pharynx, ce qui finalement mènera à la découverte du canal crâniopharyngien et la tige pituitaire, totalement déconnectés de cette fonction.
Le phlegme ou pituite, liquide incolore et plus ou moins ténu ou filant, se portait sur les yeux, le nez, la gorge, la poitrine, les intestins , etc. où elle formait une fluxion ou un écoulement. Les catarrhes (de κᾰτᾰ- / cata, « vers le bas » + ῥέω / rhéō, « couler, courir, couler, jaillir ») ou fluxions devaient se concevoir à l'origine selon l'idée d'un écoulement qui se faisait des parties supérieures du corps aux inférieures. Par l'action du froid les chairs et les veines de la tête se condensaient et se rétrécissaient de manière que l'humeur qui y était contenue se répandait partout où elle pouvait ; les catarrhes qui étaient causés par le chaud s'écoulaient vers d'autres régions. Des sept catarrhes, les trois premiers apparents à la vue descendaient vers les narines, les oreilles et les yeux ; le quatrième, la poitrine par la trachée artère, y occasionnant pneumonie et phthisie ; la cinquième, la moelle épinière ; la sixième constituait une forme particulière d'hydropisie et la septième enfin correspondait à la sciatique et aux douleurs articulaires. Cette doctrine perdurera dans l'antiquité et tout le Moyen Âge ; le catarrhe des narines sera appelé « gravedo » par Galien, soit le rhume, et le catarrhe de la gorge, « raucedo », qui rappelle la raucité de la gorge.
On dissertera longuement sur les qualités de l'humeur catarrhale à laquelle on attribuera des caractères variés : réputée chaude ou froide, âcre ou douce, épaisse ou fluide, rare ou abondante, maligne ou bénigne, etc. La théorie catarrhales fut remise en question par Jean-Baptiste Van Helmont (1579-1644) dans son Catarrhi deliramenta, puis définitivement par Conrad Victor Schneider (1614-1680), dans son De catarrhis, ce qui mit fin à la théorie catarrhale. Toutefois certaines affirmations de Jean-Baptiste Morgagni (1682-1771) montrent que la théorie avait encore des adeptes bien plus tard. Le mot catarrhe n'exprime plus aujourd'hui que l'inflammation de telle ou telle partie du corps : le catarrhe oculaire, une conjonctivite ; le catarrhe nasal, un coryza ; le catarrhe pulmonaire, une bronchite ; le catarrhe intestinal une entérite, etc.

### Thérapeutique antique
Les Grecs et les Romains, ainsi que les établissements médicaux musulmans et d’Europe occidentale qui ont adopté et adapté la philosophie médicale classique, croyaient que chacune des humeurs décrites par le corpus hippocratique augmentait et diminuait dans le corps, en fonction du régime alimentaire et de l’activité. Lorsqu’un patient souffrait d’un excédent ou d’un déséquilibre de l’une des quatre humeurs, sa personnalité et/ou sa santé physique pouvaient être affectées négativement. La crase (κρασία) galénique servait à définir le tempérament justement équilibré. La santé se définissait comme le juste équilibre (εὐκρασία / eukrasia) et la maladie comme le déséquilibre (δυσκρασία / dyskrasía). La crase galénique est rarement, une crase des humeurs, mais une crase des qualités primaires, chaud, froid, sec et humide. L'objectif du traitement était donc de débarrasser le corps d'une partie de l'excès d'humeur par des techniques telles que la purge, la saignée, la catharsis, la diurèse et d'autres. La saignée était déjà une procédure médicale importante au premier siècle, mais la saignée a pris encore plus d'importance lorsque Galien de Pergame a déclaré que le sang était l'humeur la plus répandue. Le volume de sang extrait variait de quelques gouttes à plusieurs litres sur plusieurs jours, selon l'état du patient et la pratique du médecin.
Mais des régimes et médicaments pouvaient être aussi prescrits.

#### Médication
Si les humeurs se portaient au loin sur un autre organe elles y déterminaient une maladie. L'humeur intempérée qui produisait la maladie était d'abord à l'état de crudité, et elle devait se retirer au moyen d'une élaboration naturelle qualifiée de « coction » ou de « maturation », et dans ce travail lent et successif s'il survenait un phénomène vital particulier on lui donnait le nom de « crise ». Si le travail s'accomplissait sans rien offrir de spécial la maladie réalisait la terminaison par résolution. Quand elle a lieu la crise consiste donc dans l'évacuation de l'humeur intempérée ou dans la transformation de cette humeur qui doit être rejetée au dehors. On a un exemple de cette transformation dans le coryza (ou rhume, mais aussi la variole, la bronchite et les abcès , etc.). C'est à favoriser les crises que devait s'appliquer le médecin et il ne devait pas intervenir à la période de crudité des maladies sous peine de nuire au malade ; il devait attendre un peu que la maladie soit bien déterminée pour en diriger les actes. Ce qui est démontré par l'aphorisme « Naturam morborum curationes ostendunt quo natura vergit eo ducendum » (La nature des maladies est démontrée par les remèdes que la nature tend à apporter). Dans Épidémie I:

« Pour toutes les affections périlleuses, il faut examiner dans les humeurs évacuées les coctions favorables, quelles qu’elles soient, et d’où qu’elles viennent, ou les dépôts louables et critiques. Les coctions indiquent la promptitude de la crise et la certitude du salut ; mais les humeurs qui n’éprouvent point de coction et qui se tournent vers des dépôts fâcheux, annoncent l’absence de crise, ou les souffrances, ou la longueur du mal, ou la mort, ou les rechutes ; c’est à d’autres signes que l’on doit demander laquelle de ces issues prévaudra. Il faut dire les antécédents de la maladie, connaître l’état présent, prédire les événements futurs ; s’exercer sur ces objets ; avoir, dans les maladies, deux choses en vue : être utile ou du moins ne pas nuire. L’art se compose de trois termes : la maladie, le malade et le médecin. Le médecin est le desservant de l’art : il faut que le malade aide le médecin à combattre la maladie »

L'éternuement est utile, mais lorsque le coryza et l'éternuement se montrent comme prodrome ou comme épiphénomène dans les maladies du poumon, c'est mauvais. Toute expectoration qui ne calme pas la douleur est funeste.
Dans les crises, dit Hippocrate, les humeurs de ténues deviennent épaisses, les transparentes un peu troubles, et les aqueuses ou pituiteuses tout à fait purulentes. Les crises existaient surtout dans les maladies aiguës du quatrième au soixantième jour, car passé ce terme la maladie était devenue chronique et sous cette forme, il n y avait plus de crise à attendre, elles se terminaient sans phénomènes critiques, quelle qu'en doive être la fin heureuse ou malheureuse. Il y a des crises salutaires et des crises défavorables, mais quand on emploie le mot « crise » tout seul, il signifiait en général un événement heureux ; c'est du moins ainsi qu'il a été ordinairement employé par Galien et par tous ceux qui ont adopté ses opinions. Ces crises sont complètes ou incomplètes et s'observent dans les appareils de sécrétion, sur les muqueuses à la peau, dans le tissu cellulaire ou séreux, enfin dans les glandes. Ce sont des fluxions comme dans les engorgements des glandes ou du tissu cellulaire des membres des hémorragies, des flux séreux, les flux muqueux ou purulents sur les muqueuses, etc..Les exhalations muqueuses sont les crises des phlegmasies aiguës des muqueuses: la sécrétion purulente épaisse qui succède au coryza et à la bronchite.
On a reproché à tort à la médecine hippocratique une inaction qui consiste à dire n'« intervenez que lorsque vous savez pourquoi vous agissez ». La crise hippocratique exige en effet une forme d’inaction du médecin, « de ne pas agir sur le champ (ἀρτίως, qui s’oppose à εὐθὺς), de ne pas faire faire de mouvement (μὴ κινέειν), de ne pas apporter de nouveautés (μηδὲ νεωτεροποιέειν), de ne pas apporter de nouveau remèdes ». Ce qui est dit dans les Aphorismes:
« Τὰ κρινόμενα καὶ τὰ κεκριμένα ἀρτίως, μὴ κινέειν, μηδὲ νεωτεροποιέειν, μήτε φαρμακείῃσι, μήτ´ ἄλλοισιν ἐρεθισμοῖσιν, ἀλλ´ ἐᾷν. »
— Hippocrate, Aphorismes, 1, 20

« Ce qui est en train de faire crise, ou qui a fait une crise récemment, ne pas le mettre en mouvement, et ne pas lui faire subir des choses trop nouvelles, ni par des évacuants, ni par d’autres excitants, mais le laisser en l’état. »
— Vivien Longhi, Les notions modernes et actuelles de “ crise ” et la κρισις médicale des Grecs : remarques sur un écart.
La médecine grecque a fait un usage immodéré, et dans certains cas fatal au patient de deux plantes toxiques appelées ellébore blanc (Veratrum album L.) et ellébore noir (Helleborus cyclophyllus Boissier) :Veratrum album L a une action sur le système nerveux, Helleborus cyclophyllus est un purgatif violent. Hippocrate considérait comme évident que l'on puisse évacuer à volonté l'une des quatre humeurs constitutives de la nature de l'homme, la pharmacopée hippocratique est dès lors très riche en remèdes purgatifs, diurétiques, vomitifs, expectorants, sternutatoires, sudorifiques, emménagogue, etc. « donnez à un homme un médicament phlegmagogue, il vomit de la pituite: un médicament cholagogue, il vomit de la bile » (ἢν γάρ τινι διδῷς ἀνθρώπῳ φάρμακον ὅ τι φλέγμα ἄγει, ἐμέεταί σοι φλέγμα) ; un médicament phlegmagogue est un médicament qui attire le phlegme, l'auteur ne précise pas ici comment il pouvait obtenir des évacuations sélectives. On parle de la purgation de la tête seule dans l'apoplexie, la jaunisse et quelques maladies chroniques dans les céphalalgies invétérées. On fait respirer le suc de céleri ou la décoction de plantes aromatiques on on fait priser de la poudre de myrrhe, d'ellébore blanc, etc. Ces remèdes donnaient un coryza aigu ou chronique avec sécrétion plus ou moins abondante et l'on pensait que c'était une purgation du cerveau. C'est aux médecins cnidiens que l'on doit la première idée de purger le poumon et la poitrine dans l'empyème, la phtisie, par le cathétérisme du larynx et les insufflations de poudres dans les bronches conduisant au poumon malade. Après avoir fait tirer la langue autant que possible on faisait entrer dans la trachée une liqueur irritante capable d'exciter la toux et d'obliger le poumon à expulser le pus qu'il renfermait. On employait la décoction d'arum avec un peu d'huile de sel et de miel, l'ellébore, la fleur de cuivre, etc..

Aux premiers siècles de notre ère, les médecins et encyclopédistes gréco-romains étaient unanimes à penser avec Dioscoride (25-90) sur les propriétés de l’ellébore; et cette réputation perdurera pendant plus de deux millénaires en Europe. Le danger des évacuants est souligné de dans le traité De la Nature de l’homme:

« Les mêmes accidents se manifestent avec les médicaments phlegmagogues : on vomit d'abord de la pituite, puis de la bile jaune, puis de la noire, enfin du sang pur, et alors on meurt; car le médicament, une fois introduit dans le corps, commence par entraîner ce qui y est le plus conforme à sa nature, puis attire et évacue le reste. »

#### Saignées
Hippocrate est le premier des auteurs qui parle de la saignée, mais il n'en est pas l'inventeur, car le degré de perfection où elle était arrivée de son temps annonce une origine plus ancienne. Il pratiquait la saignée du bras, du pied, du jarret, du front, de la langue, de l'occiput, etc.; n'hésitait pas à ouvrir ou à brûler de petites artères et appliquait souvent des ventouses scarifiées. Ici comme pour la diététique et la purgation il se laissait guider par la théorie et par la raison. La saignée était pour Hippocrate un moyen d'ôter le superflu des vaisseaux ou des parties engorgées, et il l'employait aussi pour détourner ou pour rappeler le sang de parties où il ne doit pas être.
D'après Guy Patin (1630-1672), grand défenseur de la médecine galénique, deux saignées et force lavements venaient à bout du rhume. La Chronique médicale rapporte qu'il se serait fait saigner lui-même sept fois pour un rhume ; il saigne aussi sa femme douze fois pour une pneumonie. En 1809 il y avait toujours de très vieux médecins pour raconter que dans leur jeunesse, dès qu'ils étaient atteints d'un rhume, ils se faisaient tirer du sang, et que leurs deux bras étaient couverts de cicatrices de saignées, « qui avaient toujours promptement réussi ». Autour de 1775, la gazette de santé convenait que dans le cas du rhume/grippe qu'à moins d'une urgence extrême, il était dangereux de saigner dans les engorgements muqueux qui tiennent du catarrhe ordinaire : « Le meilleur de tous les remèdes a été & est encore de n'en faire aucun. »

#### Diététique antique et médiévale
La médecine hippocratique a développé une diététique, à côté d'une pharmacie plus traditionnelle. Dans le traité Du régime Salutaire (Περί διαίτης υγιεινής) d'Hippocrate, il est recommandé,: 

« en hiver, manger le plus, boire le moins; la boisson sera du vin aussi pur qu'il sera possible ; les aliments seront du pain et tous mets rôtis; en cette saison, on usera aussi peu que possible de légumes; de la sorte le corps sera à son maximum de sécheresse et de chaleur »

Anthimus (534 après J.-C.) dans son traité de diététique — De Observatione Ciborum — fait primer la diététique sur les médicaments: fidèle aux préceptes hippocratique, aux flegmatiques (fleumaticus) il recommande le raifort et l'ail ; contre la raucité de la voix les figues de Carie ; l'ail, plante considérée comme réchauffante, laxative et diurétique, est conseillée « aux malades souffrant d'un excès de phlegme, humeur froide et visqueuse » : « L'ail est bon pour les flegmatiques et pour ceux qui ont l'estomac froid, et, au cours d'une longue route, il est très bon. Il agit aussi contre les diverses « eaux », mais que ceux qui souffrent des reins n'en usent qu'avec modération ».
Le Moyen Âge a adopté une conception propre du mot diaeta. Les nourritures ont donné lieu à de nombreuses questions scolastiques relatives « à la nature de l'aliment, à sa différentiation d'avec les médicaments, au rôle du sang ou encore au processus de la digestion ». La théorie humorale est assumée. Les nutriments disposent d'un tempérament spécifique que « le bon sens ou des principes analogiques permettent en général de définir »: les fruits frais sont pour la plupart froids et humides et les poissons parce qu'ils vivent dans l'eau sont humides ; les animaux sauvages parce qu'ils vivent en liberté sont plus secs que les domestiques, etc. Aux colériques, il convient de donner des nourritures colériques, aux flegmatiques des choses froides et humides comme les poissons (fleumaticus a fleumaticis), aux personnes en bonne santé des aliments semblables à leur complexion et aux malades, dont la complexion est déséquilibrée, des nourritures contraires,.
Dans Haven of Health de Thomas Cogan (en), en 1584, un des premiers manuels de vulgarisation médicale écrits en anglais, les aliments sont classés selon qu’il sont chauds, froids, humides ou secs : les concombres sont froids et humides (« cool as a cucumber » dit une expression en anglais) et sont à déconseiller aux personnes flegmatiques,:
« Cucumbers be likewiſe colde and moyſt in the ſeconde degree, they are pared, ſlyced thinne and ſerued to the Table: with Uineger and Pepper in the Sommer ſea: ſon, and eaten with Putton, and pꝛooued to hee cooling and comfoztable to ſuch as labour with their bodies, oz haue hote aud ſtrong ſtomackes. But for flegmaticke and delicate perſons which doe no labour they bee vnwhole⸗ ſome, and engender a cold and thick humoꝛ in the veynes, which ſeldome oz neuer is turned into good bloud , and ſometime bzingeth in feuers. They are good to abate carnall luſt... »
— Thomas Cogan, Haven of Health

« Les concombres sont également froids et humides au second degré, ils sont parés, coupés en fines tranches et servis à table : avec de l'ail et du poivre dans la mer d'été ; et mangés avec du pain, et censés être rafraîchissants et réconfortants pour ceux qui travaillent avec leur corps, ou qui ont des estomacs chauds et forts. Mais pour les personnes flegmatiques et délicates qui ne travaillent pas, ils sont en quelque sorte en mauvaise santé et engendrent une humeur froide et épaisse dans les veines, qui se transforme rarement en bon sang, et qui brûle parfois en feux. Ils sont bons pour calmer la luxure charnelle... »
— traduction littérale, Haven of Health
Une idée selon laquelle la nature recèlerait des secrets au service de l’homme s’est aussi développée partout dans le monde dès l'antiquité, que l'on appelle communément « théorie des signatures » et qui a été quelquefois fatale à ses adeptes : l’homme se devait d'apprendre à déchiffrer la nature pour en obtenir les bienfaits. : ainsi la pulmonaire, présente dans les herbularii monastiques, aux feuilles évoquant les alvéoles pulmonaires, passait pour adoucissante et pectorale; et le saule, les pieds dans l'eau, devait soigner les rhumatismes,. Au XVIe siècle, Paracelse (1493-1541), promoteur de la théorie des signatures, déclarera que la forme ronde de la tête du pavot somnifère en faisait un médicament pour soigner les maux de tête.
Les Européens au Moyen Âge ont porté aux nues les épices orientales (notamment le poivre, le gingembre et la cannelle), sur base d'une mystification liée au Paradis terrestre : les européens croyaient que les épices orientales étaient cultivées dans le Paradis situé en Extrême-Orient, et qu'elles étaient amenées sur Terre par les quatre fleuves  qui coulent du Paradis. Les épices orientales aux propriétés chaudes et sèches étaient utilisées pour soigner diverses maladies, notamment celles causées par le froid et l'humidité. Elles étaient considérées comme des médicaments beaucoup plus précieux et efficaces que les ingrédients médicinaux locaux, qui étaient non seulement faciles à se procurer mais aussi relativement bon marché.
Au cours des XVIe siècle et XVIIe siècle un débat opposa Espagnols, Français et Italiens sur la catégorie de médecine humorale à donner au cacao, nouvelle substance importée des Amériques. Le cacao fut d'abord classé par les anciens médecins espagnols comme froid et sec, parce qu'il était amère et huileux. Toutefois Nicolas Lemery, écrivit en 1759 que le chocolat, pouvait adoucir les sérosités trop âcres qui descendent du cerveau sur la poitrine. On reconnait aujourd'hui certaines propriétés antitussives du chocolat lié à la théobromine. Un autre débat a concerné la quinquina, venue des Amériques (l'Herbe des jésuites), un antipyrétique, dont Louis XIV a déclenché la mode pour soigner les fièvres.
En 1754, les régimes galéniques pouvaient être pris en dérision, ici par le jésuite, prédicateur, poète baroque polonais Hiacynt Przetocki (pl),:
« Nie chcesz ryb, powiadając: „Flegmę we mnie rodzą.

Muszę kaszleć, stąd głowie i piersiom mi szkodzą.”

Żal mi cię, ale słuchaj mojej, głupi, mowy:

Zjedz ryby, flegmę wypluj. A tak będziesz zdrowy. »
— Hiacynt Przetocki, Postny Obiad Albo Zabaweczka. Nim Poście w Kuchni gotowo Będzie o iedenastey godzinie na Pułzegarzu. Dla młodych y starych a niecierpliwych żołądków, podczas Morowego Powietrza, wypędzaiąc z głowy melancholią Wymyslona.

« Vous ne voulez pas de poisson en disant : « Il engendre du phlegme en moi.

me fait tousser et provoque de graves douleurs à la tête et à la poitrine. 

Je suis désolé pour toi, imbécile, maintenant écoute moi : 

Mange du poisson, crache ton phlegme – et tu sera en bonne santé. »
— traduction littérale

## Le flegmatique et psychologie de l'enrhumé
Selon la matière médicale médiévale, le tempérament et la disposition de chaque homme étaient déterminés par l'une des quatre humeurs ou fluides élémentaires de son corps. Si le sang prédominait, l'homme était d'un tempérament sanguin ; si bile jaune, colérique ; si bile noire, mélancolique ; si phlegme, flegmatique (ou lymphatique, lorsque Olof Rudbeck et Thomas Bartholin identifieront le système lymphatique, vers 1653, et à la suite des découvertes de Schneider, la lymphe remplacera le phlegme dans la théorie humorale). Ce sont les Quatre tempéraments. L'idée des tempéraments entrait dans le plan de la doctrine galénique qui avait soumis à la loi des nombres toutes les données de la science de son temps : les quatre tempéraments correspondaient aux quatre humeurs, aux quatre qualités, aux quatre saisons, aux quatre âges de la vie, et enfin aux quatre éléments. Le tempérament lymphatique est le plus mal défini.
Dans Les maladies sacrées (περί ιερής νούσου), Hippocrate rapporte qu'un excès de phlegme provoquait une forme de folie placide, où la personne est dénuée de toute émotion ; le contraire de la folie délirante provoquée par un excès de bile jaune,. Plus on faisait sortir de matière plus il se faisait de clarté dans l'esprit (comme l'aurait exprimé un proverbe allemand « Viel Rotz viel Verstand ») .
La psychologie du rhume n'est pas un thème négligé, le type d'abattement que l'on rencontre en cas de rhume lié à l'infection virale pourrait aussi être lié à l'hiver (la « déprime hivernale » ). Tout ceci ressemble au type d'abattement placide décrit par Hippocrate, et pourrait lier le tempérament flegmatique hippocratique à l'apparente dépression occasionnée par le rhume, si celle-ci ne ressemblait à de la mélancholie, placée sous le signe de la bile noire. La déprime liée au rhume est exprimée de cette manière par le poète anglais Osbert Sitwell (1892-1969), On a common Cold :
« Common, indeed! Why, a common cold alters the very existence of him who suffers from it; not only, I mean, his mode of life but also the appearance and feeling of it, so that passing events, the very view from the window, are now seen by eyes that have not looked upon such things before. Pathos, together with a slightly hysterical humour, suddenly invade every accustomed act of our everyday existence. The very pleasures of life are transmuted as at the touch of a witch's finger: cigarettes become at the best tasteless, at the worst a torture of burning brown paper, emitting suffocating fumes; food holds no interest for us, and our animal appetites, if we are wise, become entirely centred on hotwater bottles and hot punch.... »
— Osbert Sitwell, On a common Cold

« Banal en effet! Un rhume banal altère l'existence même de celui qui en souffre, non seulement son mode de vie, mais aussi son apparence et son ressenti, de sorte que les événements qui passent, la vue même de la fenêtre, sont maintenant vus par des yeux qui n'avaient jamais vu de telles choses auparavant. Le pathétique, joint à un humour légèrement hystérique, envahit soudain chaque acte habituel de notre existence quotidienne. Les plaisirs mêmes de la vie se transmutent comme au toucher d'un doigt de sorcière : les cigarettes deviennent au mieux insipides, au pire une torture de papier brun brûlant, émettant des fumées suffocantes ; la nourriture ne nous intéresse plus, et nos appétits animaux, si nous sommes sages, se concentrent entièrement sur les bouillottes et le punch chaud... »
— traduction littérale, On a common Cold
Martial Victor Montaudon en 1822 a décrit les lymphatiques de cette manière:
« Les sujets lymphatiques ont en général des passions modérées ; […] ; rarement sont ils tourmentés par les fureurs de l'ambition ; bons et généreux ils ne portent point cependant dans la société ce caractère de franchise propre à l'inconstance et à la légèreté du sanguin ; ils aiment les hommes, ils admirent leurs vertus, mais ils craignent les méchants et détestent leurs vices, ce qui les engage souvent à fuir la société ; rarement trouve t-on parmi eux de grands scélérats […]. Enthousiastes par réflexion, les sujets d'un tempérament lymphatique ne sont pas insensibles aux doux noms de patrie et de liberté quoiqu'on nous les ait représentés comme des êtres apathiques et indifférents à toutes idées grandes et généreuses. […] peu propres aux exercices militaires , ennemis de l'art de la guerre, ils n'en montrent pas moins beaucoup de courage dans les circonstances difficiles de la vie civile. »
À côté de la comédie réaliste, se développe au tournant du XVIIe siècle la Comédie des humeurs satirique, souvent amère, associée, en Angleterre à l'œuvre de Ben Jonson. Pour Jonson, la prédominance d'une humeur dans un individu conférait à celui-ci « une excentricité, une bizarrerie caractérielle nettement comique ». Le mot humoral s'est traduit ici facilement par « humour », qui s'est transmis au français. La plupart des agissement des protagonistes de la comédie à cette époque, que ce soit chez Jonson, Shakespeare ou Molière se concevaient comme guidés par la dyscrasie des humeurs.
Philinte, dans Le Misanthrope de Molière, flegmatique auto-proclamé devant Alceste colérique (« Mon phlegme est philosophe autant que votre bile. »), est aussi souvent présenté comme incarnant le modèle de l'« honnête homme », idéal moral du XVIIe siècle européen, dont les salons littéraires vont devenir le lieu de forge et d'élaboration, versé dans l'art de la conversation. La littérature fait généralement de l'« honnête homme » un modèle de comportement raisonnable et tempéré. La notion d'« honnêteté » mêle aussi les notions de juste milieu, ou de médiocrité,,. La réponse d'Alceste est éclairante sur le caractère des flegmatiques::

« Mais ce phlegme, Monsieur, qui raisonnez si bien,

Ce phlegme pourra-t-il ne s’échauffer de rien ?

Et s’il faut, par hasard, qu’un ami vous trahisse,

Que, pour avoir vos biens, on dresse un artifice,

Ou qu’on tâche à semer de méchants bruits de vous,

Verrez-vous tout cela sans vous mettre en courroux ? »

— Moliere, Le Misanthrope, Acte I
L'argumentaire développé par Sganarelle dans son Éloge du tabac de Dom Juan, autre pièce de Molière, s'épuise (notamment la juxtaposition antinomique contenue dans l'expression « passion des honnête gens ») devant les nuances que Molière apporte dans le Misanthrope à la valeur supposée de l'« honnête homme », identifié par son phlegme.

## Les éternuements

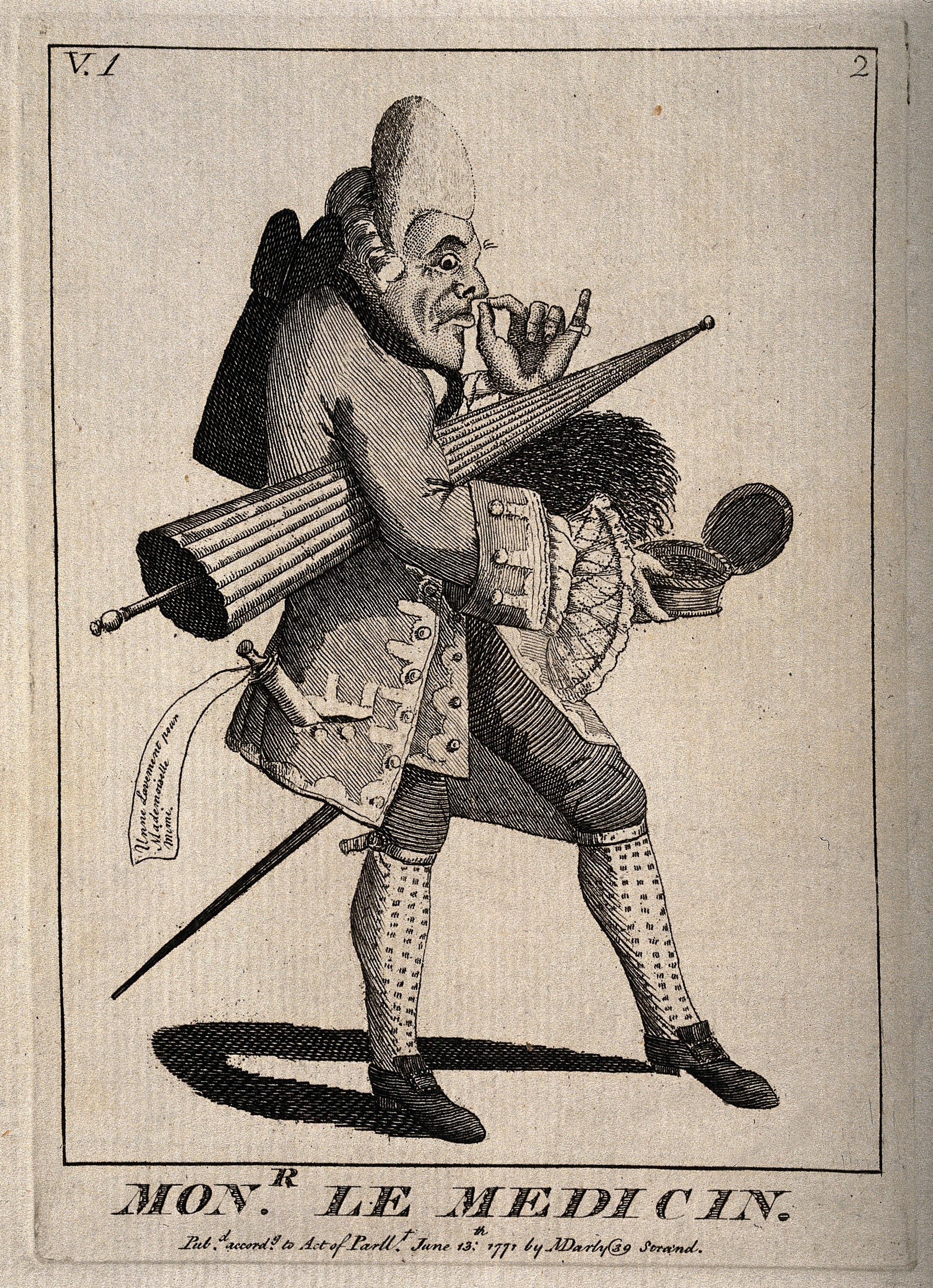
Monr.le Medicin. Unne [sic] lavement pour Mademoiselle Mimi. Médecin prisant. M. Darly, Pubd. accord. à l'Acte du Parlement. 13 juin 1771. British Museum, Catalogue of political and personal satires, vol. IV, London 1883,

Le rhume implique généralement un écoulement nasal, une congestion nasale et des éternuements. Le rhume souvent se propage par les germes de la toux et des éternuements, qui peuvent survivre sur les mains et les surfaces impactées pendant 24 heures. Expulsion d’air puissante et involontaire, les éternuements sont le moyen utilisé par le corps pour éliminer les irritants du nez ou de la gorge, dans le cas du rhume ou de la grippe, des virus. Bien que le symptôme puisse apparaître assez ennuyeux, il ne résulte généralement pas d’un problème de santé grave. Les éternuement étaient vus favorablement dans la médecine antique. Chez Hippocrate, l'éternuement (πταρμόν), associé à l’idée d’évacuation spontanée des humeurs, une « purge du cerveau », était synonyme de rétablissement de la santé. Le monde grec antique a développé une sémiologie du corps humain dans laquelle les éternuements prennent une place particulière. Contrairement à la toux (et au rhume), Aristote attribue une origine divine aux éternuement. On essayait rapporte Aristote, de ranimer les mourants en leur donnant un médicament qui les fasse éternuer ; et s'ils ne pouvaient, c'est qu'ils étaient perdus (Problèmes XXXIII, 9). Dans Les problèmes d'Aristote, la section. XXXIII. Du nez:

« Le pet est le vent qui sort du bas des intestins et le rot vient du ventre d'en haut tandis que l'éternuement vient de la tête. C'est parce que cette dernière région est la plus sacrée que nous vénérons comme sacré le vent qui en sort. »

Clément d’Alexandrie (150-215), Père de l'Église, cinq siècles plus tard limitera la portée de cet éternuement (comme du rôt), :
Dans la médecine humorale, les errhins, mot largement en désuétude, sont des médicaments qui sont appliqués dans les cavités nasales pour augmenter la sécrétion des muqueuses nasales. Lorsqu'en plus de cet effet ils favorisent les éternuements, ils sont appelés sternutatoires. Ils font partie des anacatharses (ἀνακάθαρσις), rassemblant les « émétiques, les sternutatoires, les errhines, les masticatoires, & les mercuriaux » , dont la fonction est la purgation par le haut: poudre de myrrhe, d'ellébore blanc, etc. Dans le Nâçerî célèbre traité d'hippologie rédigé en l’an 1333, par Abou Bakr Ibn Badr Eddîn Ibn El Moundir El Baïtar, le poivre a été utilisé en sternutatoire (pour les chevaux) (le jetage est l'équivalent du coryza chez les chevaux):
Le tabac sera employé en sternutatoire. Presque tous les auteurs qui ont écrit sur l'histoire du tabac des anciens Haïtiens ont confondu le cohoba, que les habitants autochtones de Haïti prenaient au moyen d'un tube bifurqué par le nez, avec le tabac. L'erreur remonterait à l'ouvrage de Gonzalo Fernández de Oviedo y Valdés, la Historia general de las India de 1526 ; Oviedo ne peut parler du tabac que par ouï-dire. Il n'y a pas de mentions évidentes de pratique d'utilisation du tabac en sternutatoire en Amérique du Sud, mais des pratiques de prise d'intoxicants plus puissants que le tabac, par des inhalateurs spéciaux (tube bifurqué ou tube à priser composite) probablement courantes dans toute l'Amérique du Sud,. Toutefois c'est plus ou moins selon cette légende que le tabac fut vendu par Jean Nicot en 1562, à Catherine de Médicis, destiné à un usage médicinal en sternutatoire. Le tabac est alors recommandé pour toutes les maladies de la tête provoquées par le rhume (liées à la pituite). Catherine de Médicis fut la première à l'utiliser, et cet éminent patronage décida du succès de la plante, que l'on appela « Herba Regina », Herbe à la Reine et que Catherine de Médicis tentera de rebaptiser Médicée (Medicæa). C'est aux prétendus effets sanitaires du tabac que l'on doit son « introduction honorable en Europe ». Les reines et les cardinaux s'inclinèrent devant les dictons des médecins, qui semblaient considérer la plante comme un remède divin pour la plupart des maladies, et proposèrent si rapidement diverses applications, qu'elle a été baptisée « Herba Santa » et « Herba Panacea », etc. Tenu en honneur par la cour, le tabac fut tenu en abomination par les protestants.
Dans The Trial of Tobacco de 1610 du médecin anglais Edmund Gardiner, :
« Sternutatories especially those which are made of Tabacco being drawne up into the nostrels cause sneesing confuming and spending away grosse and slimie humors from the ventricles of the braine. »
« Les sternutatoires, en particulier ceux qui sont faits de Tabac aspiré dans les narines, provoquent des éternuements, confondent et éliminent les humeurs grossières et visqueuses des ventricules du cerveau. »

Le manuel de Edmund Gardiner montre également que l'ellébore blanc est toujours en usage en 1610.

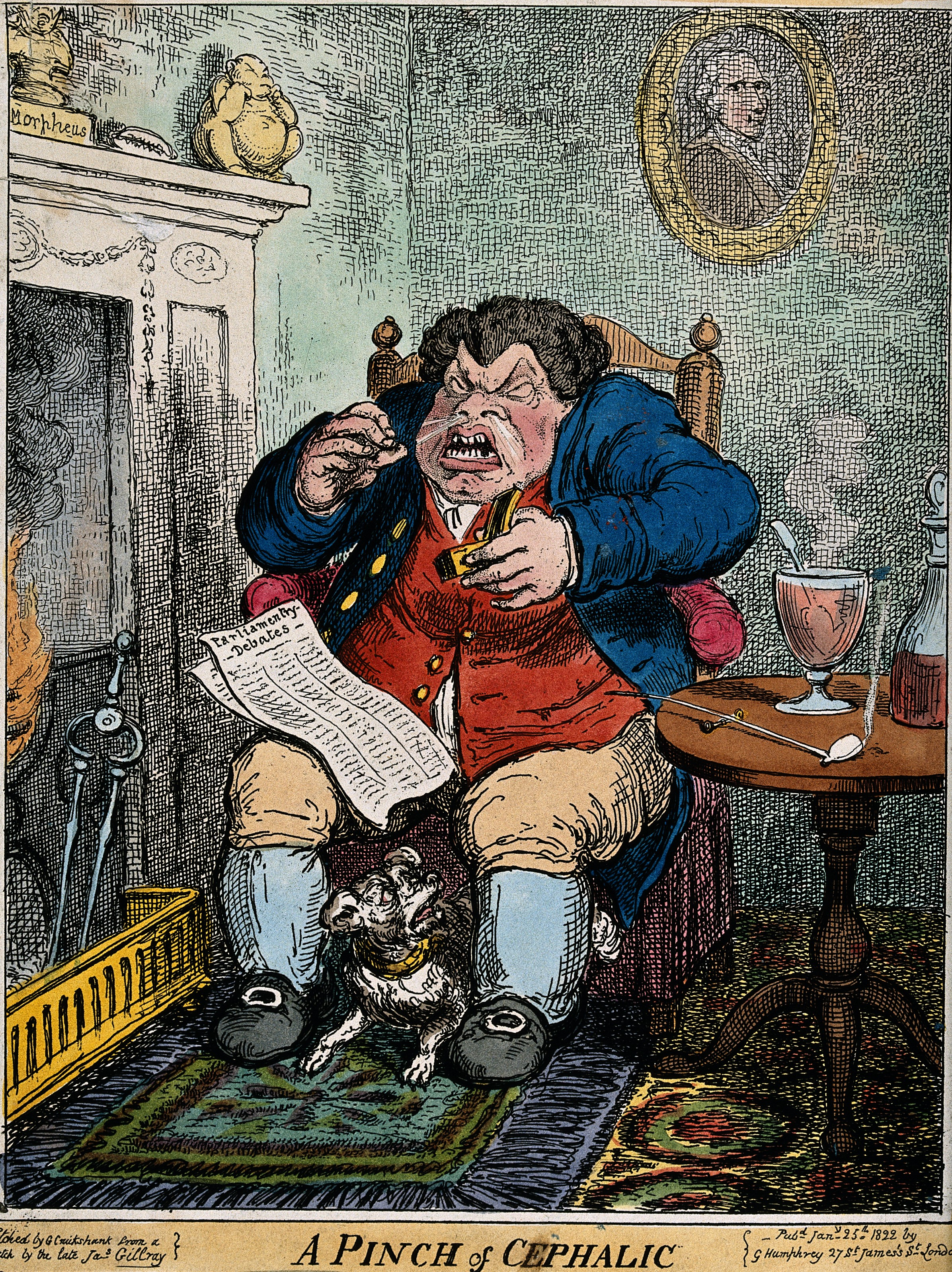
« Parliamentry debates ». Une pincée de céphalique (pinch of cephalic) gravure par George Cruikshank d'après un croquis de James Gillray.

Possible détournement de son usage médicinal, on estime qu'au Moyen Âge déjà, les milieux aristocratiques, pour « s'éclaircir les idées » ont commencé à faire usage de sternutatoires dans un but récréatif : des poudres de poire, de myrrhe, d'euphorbe ou d'autres plantes ; éternuer en société était à la mode. À partir du XVIIe siècle, les tabacs à priser vont emprunter le même chemin, teints, quelquefois parfumés et même additionnés de gingembre, de moutarde ou de poivre, dans le but de déclencher de « violentes et distinguées sternutations »,. Cette pratique n'était pas déconnecté de la pratique médicale : ainsi dans un Traité du tabac en sternutatoire de 1655 par un certain Louis Ferrant, une rimaille en forme d'approbation reprend la plupart des aspects de la médecine hippocratique. Loin des punchlines courtes de la publicité moderne, la rimaille en vers de mirliton compte plus de cinquante vers. Le caractère un peu outrancier des vers proposés par le traité, n'ont pas pour vocation d'encenser ou de flatter la médecine humorale : écrit à la même époque que Le Malade imaginaire (1673), le thème de la médecine comme pour le théâtre faisait rire, attirait le public et garantissait le succès:

« 
Docte Ferrant si l'on syndique ,

Ton beau traité qui nous explique ,

Et nous enseigne la praticque ,

D'user de la poudre Errhinique ;

Ce sera quelque for Critique ,

De qui l'humeur Melancholique,

Malicieuse & satyrique ,

Fait a toutes choses la nicque ,

  Ne crains pas , qu'on docte s'applique ,

Soit par malice, soit par picque ,

A faire une censure inicque ,

De ton discours scientificque ,

Puisqu'il prouve en bonne Logique ,

Que le TABAC de l'Amerique ,

Qui se cueille prés de Mexique ,

En tirant vers le Pole Arctique ,

Quoy qu'il soit par fois Emetique ,

Est pourtant un doux Cathartique ,

Pour chasser l'humeur Phlegmatique ,

De la region Cephalique ;

Qui souvent faict l'homme Hydropique ,

Luy donne le mal Arthritique ,

Le rend tantost Paralitique ,

Tantost le rend Epileptique ,

Apoplectique & Lethargique ,

Et tantost mesme Pulmonique ,

Cause le sommeil Narcotique ,

Et la thumeur Oedematique ,

Bref mille maux que nous indique ,

La Medecine Theorique ,

Qu'on divise en Diagnostique ,

Prognostique & Terapeutique.

  Lesieur TOUBEAU dans sa Boutique,

Peut donc faire vente publique ,

De ton livre où la Rethorique ,

Par raison sçavante & Physique ,

Nous persuade fans replique ,

Que le TABAC est Soterique ,

Et remede Phlegmagogique ,

Mesme en quelque façon Bechique ,

  Encor qu'il ne soit pas antique ,

Il est maintenant Catholique ,

  Or sa qualité qui Mordique ,

(Sans estre toutefois Caustique)

Est faite moins Acrimonique ,

Par le meslange methodique ,

De quelque essence Aromatique ;

Et pris en quantité modique ,

Il eft doucement Hypnotique ,

 Et partant en forme authentique ,

J'ose attester la Republique ,

Que son livre est tres veridique ,

Qu'il ne contient rien d'Heretique ,

Rien qui puise blesser l'Ethique 

Ny les loix de la Politique.
 »

Le tabac est décrit dans le traité comme chaud et sec, et les qualités sternutatoires du tabac sont identiques à d'autres substances alors en usage : mastic, pyrèthre, staphisaigre, racine d'iris, poivre, muscade, gingembre, sauge, romarin, thym, lavande, laurier, marjolaine, anagallis, ellébore, euphorbe, orge brûlé, suc de roses, romaine un peu brûlée.
Il est abondement question des errhines et des sternutatoires dans le De catarrhis de Schneider qui ne fait qu'en modifier les précautions d'emploi : les poudres à usage interne et externe doivent être préparées très finement pour pouvoir être absorbées rapidement, mais les agents pour éternuements (errhina, sternutatoria) doivent être préparés grossièrement pour qu'ils restent uniquement sur la muqueuse inférieure du nez et ne pénètrent pas dans les sinus frontaux (sinus frontales). Le De catarrhis réfute l'idée galéniste et hippocratique selon laquelle la pituite pourrait provenir du cerveau, et par là, l'idée même de « purge du cerveau », qui retrouvera toutefois à ressurgir ici et là :
Il n'était pas encore question de cancer lié au tabac au XVIIe siècle, tout au plus y avait-il des considérations cosmétiques ( « Le tenir dans sa bouche ou le mascher ſouvent, Cela est déplaisant, L'haleine en est gaflée; ») . Alors que sa cancérogénicité a été soupçonnée au XVIIIe siècle, on a supposé que le tabac à priser, qui n'est mis que passagèrement en contact avec l'entrée des fosses nasales, d'où il était chassé par l'éternuement, ne pouvait produire qu'une action irritante. Plusieurs chirurgiens ont cependant pu observer chez les priseurs différentes pathologies : cancer du nez, irritations chroniques, végétations épithéliales de l'entrée des narines ou de la lèvre supérieure, enfin certains cancers du pharynx ou de la face postérieure du voile du palais causés par le mucus nasal devenu le véhicule habituel du suc de tabac dans l'arrière-bouche du priseur.
La prise de tabac, associée aux milieux aristocratiques, a été réprouvée en France par les Révolutionnaires.
Par destination on voit que les sternutatoires (les errhines, rassemblant alors les cubèbe, sanguinarine, saponine, Veratrin (de) présente dans Veratrum album, le sempiternel hellébore blanc), qui renvoient à la pratique antique de « purger le cerveau » figurent encore dans le Manuel Merck de diagnostic et thérapeutique publié pour la première fois par la société pharmaceutique Merck & Co. en 1899, période où les termes médicaux d'« errhines »et de « sternutatoires » semblent disparaître des pharmacopées occidentales.
La théorie des éternuement modifiée par le De catarrhis, fait l'objet d'un traité par Martin Schoock (1614 - 1669) le De Sternutatione tractatus copiosus, de 1665.

## L'os cribleux

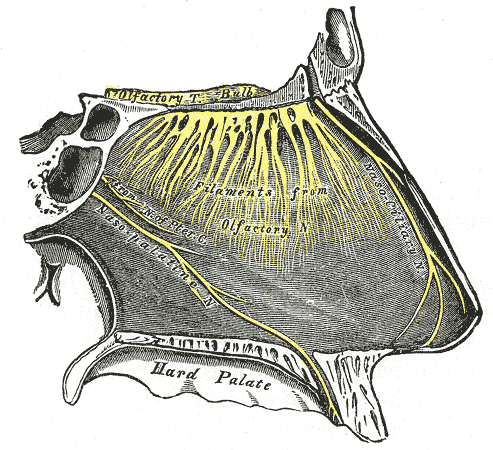
Henry Gray (1918) Anatomy of the Human Body. 1918. Nez. Innervation à travers la lame criblée de l'ethmoïde jusqu'au bulbe olfactif.

Galien (De usu partium Lib.9 Cap.3) et les savants jusqu'à la Renaissance ont cru que la pituite qui sortait des ventricules du cerveau passait par l'infundibulum jusqu'à l'hypophyse et de la vers la gorge. Sous le cerveau, derrière le chiasma optique, se trouve une petite saillie creuse qui communique avec les ventricules, que tous les anatomistes connaissaient sous le nom d'infundibulum et que l'on appelle désormais « tige pituitaire » ; elle se termine par de la matière grise appelée glande pituitaire ou colatoire (ces expressions datent au moins d'Ambroise Paré), soit l'hypophyse. Galien propose donc que la pituite sécrétée dans le système ventriculaire, coulait dans l'hypophyse, d'où elle était portée dans le naso-pharynx par une quantité de petits conduits, à travers la selle turcique (selle turque) de l'os sphénoïde.
Ailleurs chez Galien qui s'occupe de comprendre l'olfaction (De usu partium Lib.8 Cap.7), c'est la lame criblée de l'ethmoïde qui est décrite comme lieu de passage de la pituite, équipée de trous juste assez larges pour livrer passage aux faisceaux de fibres nerveuses qui composent le nerf olfactif. Galien en accord avec Hippocrate suppose que l'os est spongieux, que la membrane qui recouvre la lame criblée est une passoire, et qu'elle livre passage par le nez à l’air et aux odeurs (l'organe de l'olfaction se trouve dans le cerveau, à l'intérieur des ventricules) ; cette fonction se fait à l'inspiration, mais à l'expiration se produit aussi l’évacuation de mucus depuis le cerveau.
Un débat intense a agité les milieux universitaires concernant le lieu du passage de la pituite, du cerveau vers le naso-pharynx auquel vont participer André Vésale (De humani corporis fabrica.lib.7. cap.II.), Realdo Colombo (De re anatomica, 1559), Gabriel Fallope (Observationes anatomicae, 1572), Juan Valverde de Amusco (en) (Historia de la composicion del cuerpo humano, 1556), Isbandis de Diemerbroeck (Opera omnia anatomica et medica, 1685), Jacques Dubois, Jean Riolan (Anthropographia, 1618), Caspar Hofmann, Giulio Cesare Casseri (Placentini de fabrica nasi, sect. 3. cap. 6), Franciscus de le Boë, Francisco Pozzi, André du Laurens, etc.; mais rien de définitif n'a été décidé. Vésale a nié la perméabilité de la selle turcique et avancé que la pituite cérébrale s'éliminait par le foramen déchiré (Foramen lacerum). Isbandis de Diemerbroeck se rangeant à l'opinion de Galien s'est opposé de manière virulente à la proposition de Vésale. On retrouve le même soutien à Galien chez Dubois, Riolan, Hofmann, Casseri, de le Boë et Pozzi,.
Johann Neander, médecin et poète de Brême, en collaboration avec Isaac Elsevier (de), a publié en 1626 une Tabacologia, première description en langue allemande du tabac, de son extraction, de sa transformation et de son utilisation médicale et pharmaceutique. Il a été traduit en 1626 en un « Traité du tabac ou nicotiane, panacée, petun : autrement Herbe à la Reyne ». Neander résume systématiquement dans cet ouvrage, les avis de plusieurs de ses collègues spécialistes, dont certains ont été spécialement repris en entièreté pour la publication. Le traité reprend une epistola du professeur de dissection et de chirurgie de Université de Leyde, Adriaen van Valkenburg (Hadrianus Falckenburgius, 1581-1650), dont l'histoire a essentiellement retenu qu'il concevait que la fumée du « tabac pouvait atteindre le cerveau par des trous »,. Valkenburg sur une vingtaine de page du traité de Neander, offre un résumer des connaissances anatomiques de l'époque sur le sujet, et notamment le lieu d'écoulement de la pituite entre le cerveau, le nez et la bouche. La question principale qui se pose ici est de savoir « si par un trop long usage », une croute noirâtre pourrait être engendrée dans le cerveau par la pratique qui consiste à fumer le tabac. Valkenburg énumère principalement les « petits trous de l’os ethmoide ou cribleux » (la lame criblée de l'ethmoïde) ; mais il énumère aussi tous les lieux de passage entre le nasopharynx et le cerveau par lesquels la pituite et dans l'autre sens la fumée de tabac seraient susceptible de pénétrer. Il rappelle aussi le lieu de passage de la pituite suggéré par Galien au IIe siècle dans son De usu partium, via la glande pituitaire.
Valkenburg, a trouvé qu'il était dangereux pour la santé de fumer le tabac :

« Je tiens pour certain que la fumée des fucilles de Tabac ſeches bruſlées receuë par le nez ou par la bouche, penetre, non ſeulement juſques aux deux menynges ou membranes du cerveau, pour grande que ſoit leur eſtendue, mais encores s'inſinue dans ceſte cavité notable, & toute continue, qui ſe retrouve dans la ſubſtance du cerveau, divifée par les Anatomiftes pour une plus grande intelligence en quatre ventricules, & ſe gliſſe dans la propre ſubſtance du cerveau, ou pores, & conduits inſenſibles d'iceluy. »

En 1626, jusqu'en 1655 le lieu de passage de la pituite qui avait la vedette était donc l'« os cribleux » (la lame criblée de l'ethmoïde), théorie réfutée par Conrad Victor Schneider dans son Osse cribriformi, & sensu ac organo odoratus de 1655, puis de manière définitive dans son De catarrhis de 1660-62. Schneider affirme la continuité de la dure-mère, et réfute l'idée de toute communication ouverte entre le cerveau et le nasopharynx. La révolution initiée par Schneider concernait aussi la fonction de l'odorat, dont l'organe principal n'était plus localisé dans le cerveau mais dans la muqueuse nasale.
Jean Royer de Prade (1624-168.) produira en 1668 une tabacologie médicale cartésienne, Le Discours du tabac qui rend compte de la révolution conceptuelle amenée par le De catarrhis de Schneider. Il tranche en ce sens de la Tabacologia de Neander,,.

## De Schneider à Sténon
La théorie humorale antique, en ce qui concerne les catarrhes, a été réfutée par Jean-Baptiste Van Helmont (1579-1644) dans son Catarrhi deliramenta de 1648. Les vues de Jean-Baptiste Van Helmont (1580-1644) sur les catarrhes, sont restées largement isolées de celles de ses pairs, en raison de l'obscurité et de l'idiosyncrasie de son travail. Van Helmont a nié que les mucosités soient un produit des processus digestifs du cerveau, les attribuant plutôt à un agent local qu'il a appelé « custos » (« gardien ») à la base du cerveau. Malgré cela, et malgré son importance dans le démantèlement de la théorie catarrhale, il semble avoir accepté le passage du mucus à travers l'os ethmoïde,.

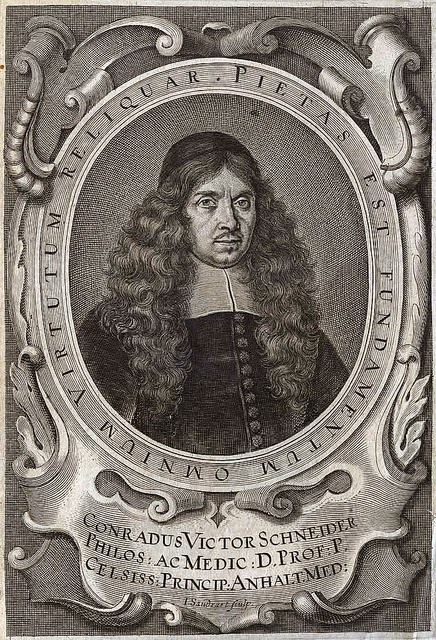
Conrad Viktor Schneider (1614-1680)

Le premier défi efficace qui conduira au renversement de l'idée lancée deux mille ans plus tôt par Les maladies sacrées d'Hippocrate, que du mucus puisse résider dans les ventricules du cerveau, est venu de Schneider en 1655 et en 1660-1662 lorsque son ouvrage plus important, mais très fastidieux, De catarrhis, Wittebergae, est paru. Le médecin de Wittenberg, Conrad Victor Schneider (1614-1680) fut le premier à prouver que le mucus ne se forme pas dans le cerveau et qu'il n'est pas sécrété dans la cavité nasale via l'os ethmoïde. Il reconnait qu'il n'existe pas de connexion anatomique ouverte entre le cerveau et l'espace aérien nasal. Schneider découvrit la muqueuse naso-sinusienne comme lieu de production du mucus et réfute ainsi l'hypothèse de la production et de la sécrétion de mucus cérébral d'Hippocrate, de Galien et de Vésale. En reconnaissance des travaux de Schneider la muqueuse nasale a été nommée « membrana Schneideria », la membrane de Schneider (en) ; ou membrane schneidérienne ; on l'appelle toujours aussi « membrane pituitaire » pour rappeler la pituite antique,.

Dans ses Observationes anatomicae de 1662 , l'anatomiste danois Nicolas Sténon (1638-1686) a répondu très activement aux idées de Schneider, les peaufinant et en les poursuivant a fait un travail minutieux sur les glandes lacrymales, dans lequel il a nié l'origine cérébrale des larmes : Sténon découvre les minuscules conduits des glandes lacrymales et donne immédiatement la seule explication correcte de la sécrétion des larmes, lorsqu'il soutient que les larmes sont le produit des glandes lacrymales et qu'elles ont leur origine dans le sang artériel par l'influence des nerfs sur les glandes ; que la fonction normale du liquide lacrymal est de maintenir la surface de l'œil et des paupières lisses ; et que ce liquide passe ensuite ensuite par les points lacrymaux, les canaux lacrymaux, qui ont également été observés pour la première fois par Sténon ; ainsi que et par les conduits naso-lacrymaux jusqu'au nez ; passage qui pouvait être débordé lorsque le liquide lacrymal était sécrété en abondance excessive, par exemple pendant le processus de pleurs. 
Alors que les études sur les glandes émergeaient comme un nouveau domaine de recherche anatomique Sténon peut aussi affirmer que du tissus glandulaire se trouvait sur la membrane muqueuse mise en évidence par Schneider. Enfin dans le même traité, il affirme également que le cérumen est également une sécrétion glandulaire, les glandes situées entre la peau et le cartilage.
De séjours à Paris de novembre 1664 à septembre 1665, Nicolas Sténon prononce début de l'année 1665 son célèbre Discours sur l'anatomie du cerveau , devant une assemblée de savants réunie à l'Académie Melchisédech Thévenot, qui va orienter la recherche neuroscientifique pour les années qui suivent.
Un certain nombre de penseurs scientifiques même les plus émancipés — parmi lesquels Vieussens, Willis, qui produit en 1664 son Cerebri anatome, et René Descartes, dont L'Homme, ouvrage posthume rédigé dans les années 1630 vient d'être publié par Claude Clerselier — étaient encore sous la domination complète de l'idée d'esprits animaux, censés remplir les ventricules cérébraux. Descartes et ses disciples notamment, en dépit d'une connaissance médiocre de l'anatomie du cerveau, avaient élaboré des modèles complexes pour expliquer les fonctions cérébrales, notamment en choisissant le corps pinéal comme siège de l'âme (res cogitans), qu'ils croyaient capable de s'incliner, influençant la dispersion des esprits animaux dans des nerfs spécifiques connectés aux ventricules du cerveau. La grande valeur du Discours repose notamment sur la clarté et la franchise avec laquelle Sténon, à propos du cerveau, voit et admet sa propre incertitude et l'ignorance de son temps; à la suite de quoi certains auteurs comme Jacques-Bénigne Winslow (1669-1760), Albrecht von Haller (1708-1777) ou Michele Attumonelli (1753-1826), pourront faire de même à propos du cerveau une déclaration d'ignorance, « aveu qui relevait d'un refus de localiser abusivement les facultés de l'âme à partir d'une connaissance anatomique partielles ». Le Discours de Sténon se caractérise par une affirmation de refus clair des constructions anatomiques et physiologiques de Descartes La publication du Discours en 1669 s'accompagne d'illustrations, dont une coupe sagittale du cerveau, probablement parmi les plus précises jamais réalisées.

## Exit la pituite
Galien donne la première étude topographique des ventricules cérébraux qu'il incorpore dans sa théorie pneumatique. Du cœur, l'esprit vital (πνεῦμα ζωτικὸν / pneuma zootikon), atteint le rete mirabilis (« structure bovine mais non humaine ») s'y transforme en esprit psychique (πνεῦμα ψυχικὸν / pneuma psychikon, en latin « spiritus animalis », les esprits animaux) dans lequel sont distinguées : une partie utile rassemblée dans les ventricules du cerveau, qui passe par le système nerveux pour aboutir aux organes des sens et aux muscles ; une partie excrémentielle selon deux formes: l'une gazeuse s'éliminant par les sutures crâniennes et les sinus aériens du crâne; l'autre, liquide, la pituite qui s'élimine par le nasopharynx. Différentes théories affectent à chacun des 3 ventricules les facultés psychique : imagination, cogitation, mémoire. Tout le Moyen Age a brodé sur ces données fondamentales. Cette théorie s'oppose à celle de Descartes qui voulait l'âme ou le sens commun (sensus communis) à un seul endroit. Selon Gaspar Bauhin les esprits animaux s'écoulaient à travers les nerfs dans tout le corps, opinion qui a probablement influencé Descartes. Descartes, lui-même à propos des esprits animaux — dans Les Passions de l'âme, « un certain air ou vent très subtil » (art.VII), des « corps très petits, et qui se meuvent très vite, ainsi que les parties de la flame qui sort d'un flambeau » (ibid. Art.X) — inspirera Henry More, Thomas Hobbes, Nicolas Malebranche, et Bossuet.
La théorie des esprits animaux suscite des doutes parmi certains « intellectuels lucides » à la fin du XVIIe siècle et au début du XVIIIe siècle, parmi lesquels Sténon et Johann Jakob Wepfer (1620-1695), dont les travaux sur l'apoplexie ont contribué à initier la discipline de la neurologie cérébrovasculaire. Schneider a nié l’existence du rete mirabilis dans le cerveau humain (De Cat. L. II. c. 18 : Nullum in humano capite invenitur Rete mirabile.). Vésale, bien qu'affirmant l'absence de rete mirabilis chez l'homme, n'était pas parvenu à trancher le débat sur son apparition et sa fonction réelles, faute d'hypothèse alternative sur les mécanismes de soutien des fonctions cérébrales. Dans son De Musculis Glandulis observationum specimen de 1664, Sténon a nié que le cœur, simple muscle (dans la foulée du De motu cordis de Harvey, il nie au passage les théories ébullitionniste de Descartes), puisse être à l'origine des esprits vitaux,. La théorie des esprits animaux, thème central de la physiologie de Descartes, sera principalement dénoncée par Sténon dans son Discours sur l'anatomie du cerveau de 1665-1669, et aussi dans ses Elementorum myologiae specimen seu Musculi descriptio geometrica de 1667.
Dans le traité de L'Homme de 1664 (cinquième Partie), ouvrage posthume de Descartes, la pituite est un épaississement des esprit animaux qui se produit dans la maladie : « en ces larges espaces qui sont au dessous de sa base, entre les narines et le gosier ; Tout de même que la fumée se convertit facilement en suie, dans les tuyaux des cheminées, mais non pas jamais dans le foyer où est le feu. »?
Thomas Bartholin dans son Anatomia reformata de 1651 avait critiqué le choix de Descartes pour la glande pinéale, comme emplacement de l'âme. Cette critique dans ses Institutiones anatomicae de 1651 était formulée en six points ; le troisième portait sur l'emplacement hasardeux de la glande : « située là où se trouvent les excréments qui passent par les deux ventricules antérieurs et le troisième ventricule » - les « espèces » « en seraient souillées si la glande pinéale était le siège du sens commun. ». Cette objection avait rencontré une réponse de Louis de La Forge dans l'édition de Cerselier de L'Homme : La Forge avait notamment opposé :

« A la vérité je demeure d'accord que la glande est dans la place, non pas des excréments, mais où se fait la séparation des excréments. »

— Descartes, Les traitez de l'homme et de la formation du foetus
Schneider montre dès 1655, que jamais la pituite ne s'est trouvée ni dans les ventricules ni ailleurs dans le cerveau. Dans le Liber specialissimus de 1664 (Lib. specialiss. Cap. 3 : Nullum vestigium muci in cerebro.), il montre aussi que chez les chevaux atteints de morve, aucune trace de morve n’est trouvée dans le cerveau, ce qui montre que seule la muqueuse est la partie affectée.

En 1668, Jean Royer de Prade qui se réclame de Descartes dans son introduction du Discours du tabac, vole au secours Descartes, tentant de concilier les discours cartésien, schneidérien et tabagique; la pituite bien évidemment ne saurait demeurer dans les ventricules du cerveau, :

« Si la pituite, qui est acre, salée, et souvent corrompue, séjournait dans ces ventricules, comme il arrive souvent au jugement de ceux de l'opinion contraire, […]
Elle ôterait au cerveau sa blancheur, qu'il ne quitte point; elle infecterait continuellement la partie la plus éminente de l'homme, et ferait un cloaque du siège de l'âme, »

— Jean Royer de Prade., Discours du tabac. p.41. 1668
ailleurs

« Cela ſuppoſe, le Tabac en poudre penetre dans les cavitez du nez, & de là dans la bouche, & envoye par leurs veines ſa vertu droit au cœur, & du cœur par les arteres à la teſte & à toutes les autres parties du corps. Alors ſon principal effet eſt l’excretion de la pituite, (pour continuer à me ſervir de ce mot de l’Ecole, uſité depuis ſi longtemps, quoy qu’en effet il ſoit aujourd’huy comme rejeté) puis que ny la pituite, ny la bile, ny la melancholie ne font point conſiderées comme veritables parties du ſang, mais comme des excrements qui doivent en être continuellement ſeparez, ou par la nature, ou par l’art ; ce qui rend l’uſage du Tabac, à l’égard de la pituite, d’autant plus utile & plus neceſſaire. Il avance donc ou bien il augmente de cette façon l’évacuation de cette humeur »

— ibid., p.58.
Le nom qui tend à s'imposer par la suite est mucus, comme production des muqueuses, du latin « mucus », morve.

## Le rhume de Sganarelle
Dom Juan de Molière en 1665, commence par une adresse au public, dans laquelle Sganarelle prononce un éloge paradoxal sur les vertus médicinales et sociales du tabac et particulièrement du tabac à priser. Les références à la médecine humorale et catarrhale — la « purge du cerveau » —sont évidentes. Ce texte a soulevé bien des interrogations.

« Quoi que puisse dire Aristote et toute la philosophie, il n’est rien d’égal au tabac : c’est la passion des honnêtes gens, et qui vit sans tabac n’est pas digne de vivre. Non seulement il réjouit et purge les cerveaux humains, mais encore il instruit les âmes à la vertu, et l’on apprend avec lui à devenir honnête homme. Ne voyez-vous pas bien, dès qu’on en prend, de quelle manière obligeante on en use avec tout le monde, et comme on est ravi d’en donner à droite et à gauche, partout où l’on se trouve ? On n’attend pas même qu’on en demande, et l’on court au-devant du souhait des gens : tant il est vrai que le tabac inspire des sentiments d’honneur et de vertu à tous ceux qui en prennent. »

L'allusion relative à une hypothétique connaissance du tabac par Aristote ressemble à une boutade qui prolongerait une conversation entendue.

### Patin vs Molière
On l'a vu, un débat contemporain de la pièce s'attache surtout à remette en question l'idée même de « purge du cerveau » et à fortiori la prise de tabac, introduit par Schneider en 1660 dans son De catarrhis. Potentiellement il rend obsolètes toutes considérations antérieures sur le tabac.
L'argumentaire qui suit introduit l'« honnête homme », déjà évoqué plus haut, associé ailleurs dans Le Misanthrope au personnage de Philinte, flegmatique auto-proclamé. On pourrait se hasarder à une lecture humorale de cette suite comme cela a du être déjà tenté : le type de soins préconisé par l'Éloge du tabac, une « purge du cerveau », s'applique dans la médecine humorale à une personne dont le caractère est placé sous le signe de la pituite, donc les flegmatiques.

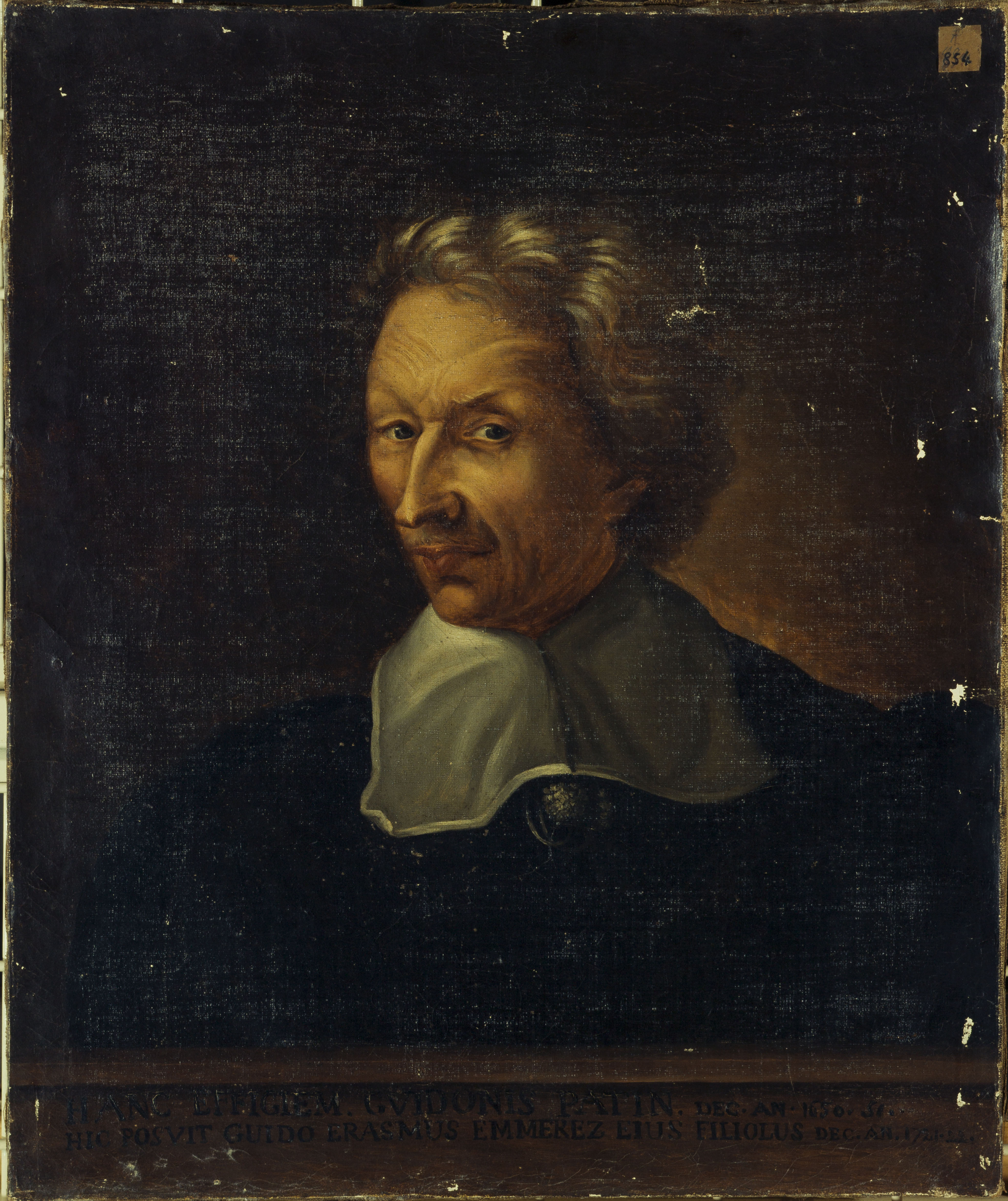
Portrait anonyme de Gui Patin peint après 1722 - Musée Carnavalet Paris France. Patin est le possible modèle du personnage de Diafoirus dans le Malade Imaginaire.

Pour un observateur attentif aux développements de la médecine (comme souvent Molière), cette « purge du cerveau » et a fortiori par le tabac à priser est en 1665 un objet médical obsolète, alors que l'idée selon laquelle le nez pourrait être l'émonctoire du cerveau (l'expression « rhume de cerveau » n'est pas une métaphore) a été réfutée cinq ans plus tôt par Schneider dans un ouvrage en six tomes, le second s'intitulant sans ambiguïté : Liber secundus quo Galenici catarrhorum meatus, perspicue falsi revincuntur (« Livre deuxième où sont réfutés les méats galéniques des catarrhes, qui sont à l’évidence faux »). L'ouvrage est indispensable à toute bibliothèque médicale sérieuse, comme celle de Guy Patin (1601-1671), docteur régent de la Faculté de médecine de Paris, et possible modèle du personnage de Diafoirus dans le Malade Imaginaire. Il en témoigne dans une lette du 5 juin 1663, à l'adresse de Charles Spon, médecin de Lyon. Un petit traité en deux volumes (Osse cribriformi, & sensu ac organo odoratus , etc., Wittenberg, 1655) dans lequel sont consignés les premiers germes des idées de Schneider, se trouve également en possession de Patin, dès 1658 (lettre à Johann Daniel Horst (de), archiatre à Darmstadt, du 8 mars 1658). Ce qui l'autorise probablement à survoler le très long et fastidieux traité de 1660-62 (plus de 3 500 pages) :

« Victor Conradus Schneiderus a fait cinq tomes de Catarrhis in‑4o où il tâche de raffiner sur les défluxions et sur les larmes, mais tout cela est bien long ; c’est un professeur en médecine de Wittemberg en Saxe. »

— Guy Patin, Correspondance complète de Guy Patin et autres écrits, édités par Loïc Capron. À Charles Spon, le 5 juin 1663.
Gui Patin par la suite ne tarit pas d'éloge pour le traité, dans une lettre à Johann Georg Volkamer de Nuremberg du 6 septembre 1664 (« J’ai ici les cinq livres de Schneider de Catarrhis, lesquels je loue et approuve. Si vous connaissez cet auteur, je vous prie de le saluer de ma part. ») : et le 28 novembre 1664 dans une nouvelle lettre à Horst : « J’admire le travail érudit et le soin scrupuleux qu’a mis le très distingué Schneider à écrire de Catarrhis ; puisse Dieu nous conserver un si grand homme durant de nombreuses années. ». Gui Patin, en dehors de sa clientèle, de son professorat au Collège Royal de France, de ses obligations envers la Faculté de médecine, fut, avant tout, l'homme de son étude et de sa riche bibliothèque comptant plus de 1 000 volumes (bibliothèque souvent enrichie par la contrebande). Il possède en outre la Tabacologia de Neander de 1626, et d'autres ouvrages d'auteurs qui ont marqué leur intérêt pour le tabac : Jean Barclay (Euphormion de 1605), Raphael Thorius (en) (Hymnus Tabaci de 1628) et Agostino Mascardi (Ethicæ prolusionesde 1639) et de Jean Chrysostome Magnen, ses Exercitationes de tabaco et de manna, de 1658.
Si les satires de Molière contre la médecine et les médecins de son temps ont besoin de pièces justificatives, c'est dans Gui Patin qu'on en trouve habituellement, aussi alimentées probablement par des rancunes personnelles. L'époque de Molière et de Gui Patin est aussi celle des idées de Descartes (1596-1650), du mysticisme de Paracelse (1493-1491), de la iatrochimie de Franciscus de le Boë (1614-1672), de la circuation sanguine de William Harvey (1578–1657), de Girolamo Cardano, des théories vitalistes, van helmontistes ou iatrochimiques, etc.. Les doctrines humorales, heurtées antérieurement par Paracelse, et ébranlées alors par Van Helmont, s'étaient réfugiées surtout dans l'École de Paris. Défendues, dans le siècle précédent, par Jean Fernel (1506-1558) et Louis Duret (1527-1586), elle avait alors pour grand prêtre Jean Riolan (1577-1657) . Elle opposait Galien, pour combattre l'École de Montpellier, qui s'était rangée aux côtés de Paracelse. Gui Patin, qui a placé Galien et Fernel sur un piédestal, montre une animosité même à ses amis de l'École de Paris qui prôneraient la purge plutôt que la saignée. Il montre une aversion tout ce qui est nouveau, écarte les vues de Van Helmont d'un « C'était un méchant pendard flamand qui est mort enragé » (à Charles Spon, le 16 avril 1645), le tabac (« une herbe narcotique qui a de la malignité », à Gilles Ménage, le 20 juillet 1651), la quinquina (« Les fous y ont couru parce qu'on la vendait bien cher: mais l'effet ayant manqué, on s'en moque aujourd'hui. », à Spon, le 16 décembre 1653), et puis surtout, avec Riolan, il s'oppose avec véhémence à la circulation sanguine de Harvey. Du coup Diafoirus père, dans le Malade imaginaire (1673), s'enthousiasme de son fils parce qu'il « s’attache aveuglément aux opinions de nos anciens, et que jamais il n’a voulu comprendre ni écouter les raisons et les expériences des prétendues découvertes de notre siècle, touchant la circulation du sang, et autres opinions de même farine. ».
Et les découvertes de Schneider : il semble que Patin pourtant réputé réfractaire à tout ce qui pourrait saper les fondements de la médecine galénique, a tout simplement décidé ici qu'un pan entier du galénisme pouvait être abandonné; il est vrai qu'un débat sur le sujet était ancien; le cours professé en 1584 à la Faculté de Médecine de Paris par Jean Riolan était sans équivoque galénique; mais depuis la médecine galénique prenait l'eau de toutes part : Riolan s'était opposé aux idées de Vésale, Riolan avec Patin s'était insurgé contre les circulateurs, Riolan s'insurge aussi contre le système lymphatique (1653),.
Deux astres (le De catarrhis et l'Éloge du tabac) se sont croisés dans le même ciel au même moment sans subir l'attraction l'un de l'autre ni s'influencer ; c'est que l'un d'eux devait être de poids insignifiant. Certains comme Gustave Michaut ont affirmé que Molière a dans ses pièces répété les brocards que de tout temps ont a agité face à la médecine, que ce soit chez Aristophane, Philémon, Athénée, Plaute, ou plus tard chez les auteurs des farces comme Rabelais et Montaigne ; d'autres ont affirmé le naturalisme de Molière,.
La révocation de la théorie catarrhale si elle n'est pas entérinée par l'ensemble du corps médical, autorise déjà une modification de la théorie des éternuements, réalisée par un traité de Martin Schoock contemporain du Dom Juan, le De Sternutatione tractatus copiosus de 1665, et qui prenant modèle du De catarrhis ne peut qu'infirmer l'idée de « purge de cerveau » proposée par Sganarelle ; l'éternuement est devenu nasal ; l'ouvrage de Schoock est commenté dans le premier numéro du Journal des savants de Denis de Sallo du 5 janvier 1665. Le De catarrhis trouve aussi à s'exprimer dans une tabacologie médicale cartésienne dédiée à l'abbé Bourdelot, le Discours du tabac de 1668 de Jean Royer de Prade, qui est régulièrement citée pour expliquer l'Éloge du tabac, mais dont la date d'édition est postérieure de trois ans au Dom Juan :  
« Dans toutes les parties de notre monde, il s'est acquis une très grande estime. Il a la voix des cours aussi bien que celle des peuples. Il captive les plus hautes puissances. Il a part aux inclinations même des dames les plus illustres. Il est la passion de divers prélats, qui semblent n'en avoir point d'autres et qui ne peuvent pécher par excès qu'en l'usage innocent qu'ils en font à toute heure.

Aussi la plupart des médecins, pour lui faire l'honneur qu'il mérite, veulent qu'il soit reçu dans le cerveau et lui assignent même logement qu'à l'âme. Car selon leur opinion étant attiré par le nez, il prend pour entrer dans la tête le chemin qu'ils assignent à la pituite pour en sortir, et de cette façon il s'insinue dans les trous de l'os cribleux, […] 

Mais le Tabac ne saurait tenir ces diverses voies que l'on lui trace, et c'est une vérité désormais certaine, après ce que le fameux Schneider a si doctement écrit du cerveau dans son Traité des catheres. »
— Jean Royer de Prade. Discours du tabac. 1668
Le moliériste François Rey sert ici de passe-droit à ce texte qui se retrouve aussi documenté dans ses Éphémérides, publiées par le CNRS. Rey y signale au passage que les conditions de publication du Discours du tabac sont à rapprocher de celles dans lesquelles a été publié l’Arsace de Royer de Prade jouée par la troupe de Molière en 1662, alors qu'elle était au service de Monsieur, et dont il est également question dans le privilège d'impression du Dom Juan. François Rey a vu aussi dans l'Éloge du tabac, « une sorte de dédicace » ou « un clin d'œil » au prince de Condé, lui-même grand consommateur de tabac à priser, qui soutenait activement le combat de Molière pour faire autoriser son Tartuffe.
Une nouvelle glande, la glande conaire ou pinéale (conarium), apparaît dans le Discours du tabac de Jean Royer de Prade, et qui n'apparaissait pas dans le traité de Neander. C'est depuis Descartes (1596-1650), le « logement qu'à l'âme », particulièrement dans ses Passions de l'âme de 1649, théorie éphémère qui ne survivra pas au siècle. Avec le développement de la secte cartésienne, les contemporains de Molières furent probablement témoins de toutes les associations possibles entre la prise de tabac et les propriétés nouvelles de la glande pinéale dans la physiologie de Descartes. ; elles seront développées en 1690, de manière satirique, dans le Voyage du monde de Descartes de Gabriel Daniel (1649-1728), sorte de « bad trip » cyranesque auquel on accède par la prise du « tabac cartésien ». Les trois songes fondateur de Descartes racontés par Adrien Baillet, dans lesquels Descartes avoue avoir « un peu plus fumé qu'à l'ordinaire » sera du pain bénit pour ses détracteurs à commencé par Daniel.
Ensuite Jean Royer de Prade produit une Histoire du tabac en 1677, qui a reçu l'approbation médicale de Armand-Jean de Mauvillain.
Si Molière connaissait le De Catarrhis, la dynamique de la pièce serait changée : l'Éloge du tabac, ce pourrait être Sganarelle, dans les habits d'un vieux médecin racheté à des receleurs (Acte III, scène I). Hélé par « cinq ou six paysans et paysannes » qui sont venus lui demander son avis sur différentes maladies ; il se met à ânonner sur le vin émétique, le séné et la casse (des purgatifs mais pas la saignée). Il ânonne aussi sur le tabac à priser, selon la propagande médicale qui a circulé à cette époque, et que Molière sait fausse. Il n'oublie pas à l'instar de son maître de jouer les « enjoleus », donnant aux paysans de l'« honnête homme » ; et son public de se mettre à glousser et se donner du coude en partageant le tabac à pipe. Le caractère profane et naïf du discours de Sganarelle est renforcé par l'ordonnancement des mots dans l'expression « réjouit et purge les cerveaux humains » : pour s'en tenir à un discours galénique, la réjouissance devrait être la conséquence de la catharsis (la « purge »), ce qu'une corruption de la citation de Dom Juan, dans la Revue d'hygiène et de police sanitaire de 1926 montre obligeamment (« il purge et réjouit les cerveaux humains »); ainsi que la mise en vers de Thomas Corneille de 1683 (« Il purge, réjouit, conforte le cerveau »). Cette inversion pourrait éventuellement montrer encore une fois, que Sganarelle ânonne par dessus un discours médical .
Le jeu de Sganarelle peut être rapproché du jeu de ces montreurs-bonimenteurs, et vendeurs d'Orviétan qui apparaissent la même année dans L’Amour médecin de septembre 1665. « qui vit sans tabac n'est pas digne de vivre », alexandrin blanc qui confère à la phrase « un caractère indiscutable de vérité universelle » ; le début en forme de punchline courte de la publicité moderne — « Quoique puissent dire Aristote et toute la Philosophie, il n'est rien d'égal au tabac » — Édouard Thierry en 1881, dans un texte inséré au Moliériste, a vu dans l'Éloge du tabac une « réclame » : pour la première représentation de Dom Juan le dimanche gras du 15 février 1665, c'était un couplet de circonstance, vis-à-vis de la Compagnie des Indes (1664-1706), « en travail de sa création », Molière de cette manière se serait mis sous le patronage de Colbert.
Molière s'est-il montré « impie » à l'encontre des médecins en ce qui concerne le vin émétique ?En ce qui concerne la pratique de se « purger le cerveau » par le tabac, il ne pouvait que se montrer impie envers son public :
Dans l'Acte V, Scène II, Dom Juan introduit l'« homme de bien », un thème récurrent de Dom Juan:  

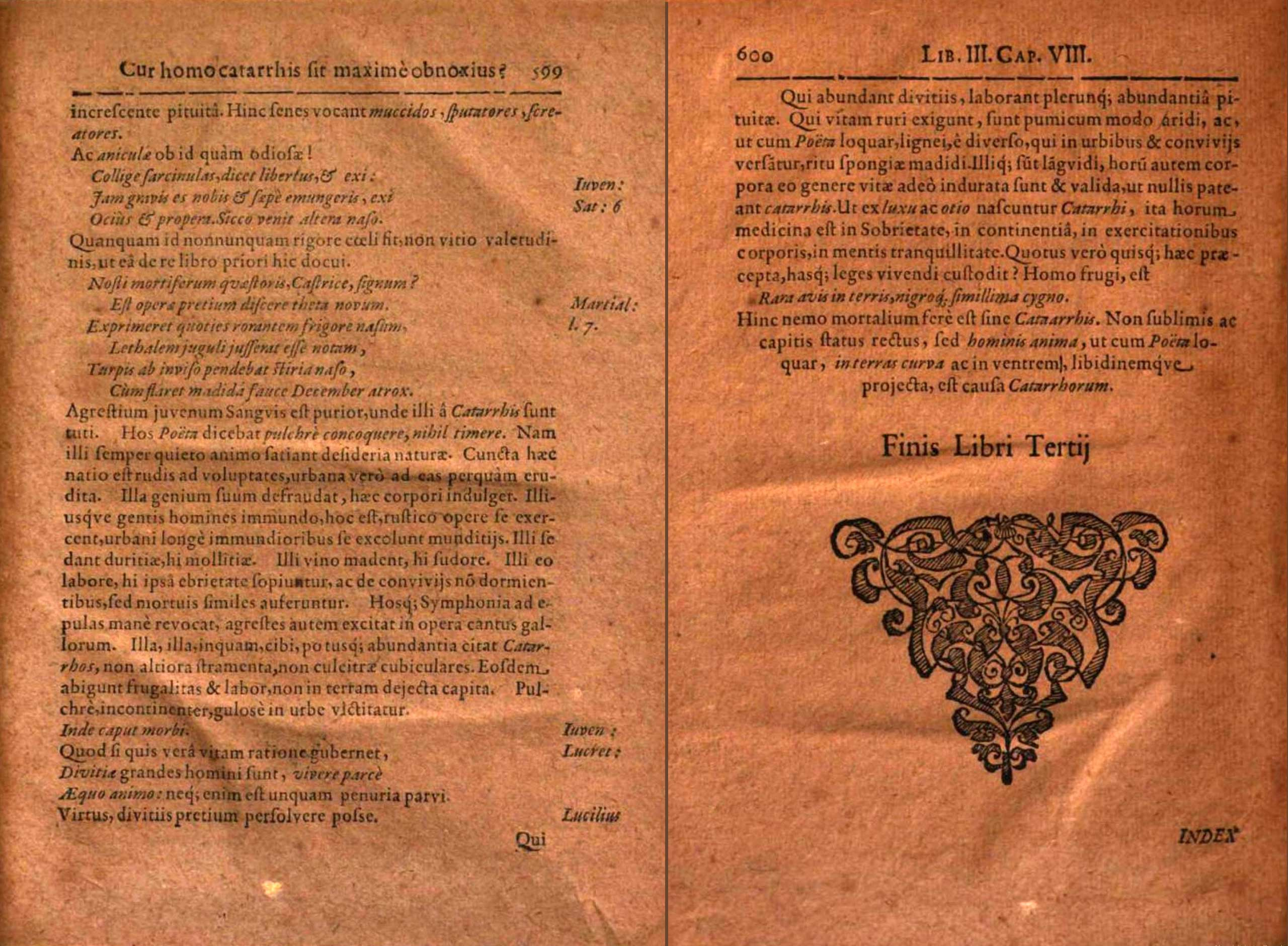
Conrad Victor Schneider. De Catarrhis. 1660. Volume III. Chapitre VIII, Pages 599-600

« Il n'y a plus de honte maintenant à cela: l'hypocrisie est un vice à la mode, et tous les vices à la mode passent pour vertus; le personnage d'homme de bien est le meilleur de tous les personnages qu'on puisse jouer aujourd'hui, et la profession d'hypocrite a de merveilleux avantages... »

Dom Juan va mourir, mais il apparaît avec le même panache qu'un Cyrano, l'un drapé de lumière, l'autre d’obscurité.

### Molière vs Schneider
La juxtaposition de « passion » et « honnêtes gens » dans l'Éloge du tabac semble antinomique, les flegmatiques ne sont en effet agités généralement que par des passions modérées. Le tabac semble devenir le trait d'union entre « honnêtes hommes », dont la prise est encouragée et répétée, un peu de manière hystérique et pressée, très peu les manières suggérées par l'idéal de modernité de l'« honnête homme ». Sous un ton badin de flatterie pour une toxicomanie qui avait gagné les faveurs de toutes les strates de la société, se cache un message qui suscite encore aujourd'hui beaucoup de perplexité. Entre l'épicurisme sautillant de l'Éloge du tabac et celui vénéneux de Dom Juan (« pourceau d'Épicure », « vrai Sardanapale »), il existe une gradation de valeurs morales, que l'on peut aussi rapporter à un traité de médecine qui devait dans son essence demeurer galénique. Un passage du De catarrhis (Les pages qui clôturent le Volume III, Chapitre VIII) a reçu un bref éclairage dans une lettre du médecin écossais William Small (en) à Benjamin Franklin, du 10 août 1771. Schneider y exprime un poncif de la pensée médicale et de la réflexion moraliste, qui établit un lien de cause à effet « entre le mode de vie et la santé, entre la dégénérescence des mœurs et la maladie ». Il introduit l'« Honnête Homme » (« homo frugi ») mais ici par le cognomen antique rare « frugi », trainant derrière lui la parfaite illustration du « Vieux Romain » de l'époque républicaine et de Caton, et que l'on peut énoncer comme égal à l'« Honnête Homme » du XVIIe siècle français,,. Pour illustrer sa pensée (comme c'était la pratique au XVIIe siècle), il fait largement appel à des citations de la littérature latine romaine, et particulièrement les satiriques ; des auteurs que n'aurait probablement pas reniés Molière : entre autres la poésie satirique de Juvénal (Satira VI), Martial (Épigrammes, Livre VII, 37, À Castricus, sur le Thêta), Catulle (À Furius), Lucius et Lucrèce. Catulle (-84,-54) est introduit dans le De catarrhis par une citation sortie de Ad Furium, « pulchrè concoquere, nihil timere. (« digère bien, ne crains rien ») », texte qui manière caustique associe la santé à la frugalité (ici dans l'indigence) , — A te sudor abest, abest saliva , Mucusque , et mala pituita nasi.— sueur, salive, mucus et mucosités (mauvaises pituite) du nez sont inconnus au pauvre hère de Furius:

« Furius, toi qui n'as ni valet, ni coffre-fort, ni lit, ni toit, ni foyer, mais un père aux dents tranchantes, et une belle-mère, sèche comme du bois et non moins bien endentée, le beau trio que vous formez à vous trois, et comme vous vous convenez à merveille! Vous vous portez bien, vous digérez encore mieux; vous ne craignez ni incendie, ni chute d'édifice, ni complots, ni poisons, ni dangers quelconques. Il est vrai que le soleil, le froid et la faim vous ont collé la peau sur les os, et qu'on voit le jour à travers. Mais vous n'en êtes que plus heureux. Sueur, salive, catarrhes, tous ces fléaux te sont inconnus. Autre recherche de propreté qui n'est pas indifférente: une salière n'est pas plus nette que ce que tu sais; car tu ne vas pas à la garde-robe dix fois en un an, encore n'en résulte-t-il que de vrais cailloux, ce qui t’épargne les frais de serviette. Comptes-tu pour rien tous ces avantages? Cesse donc d’étourdir la fortune de tes vœux indiscrets, et sens tout le prix de ton bonheur. »

— Catulle, Ad Furium
Il était habituel pour les médecins au XVIIe siècle de puiser dans les auteurs antiques et particulièrement les satiriques (Horace plutôt que Juvénal, Martial) pour illustrer d'exemples concrets leurs démonstrations,. Cette pratique se trouve aussi dans les correspondances de Gui Patin. L'Angleterre, dans la foulée de Ben Jonson, a aussi mis en place des techniques humoristique qui se retrouvent dans les traités médicaux, quelquefois de façon si parfaite — en 1621, l'Anatomie de la mélancolie de Robert Burton — qu'il était devenu souvent difficile de faire la part du sérieux et de la plaisanterie. Cette conclusion du Volume III du De Catarrhis devait conférer un peu de légèreté, à un ouvrage que l'on a généralement considéré (quoique essentiel, voir immortel) comme long et fastidieux, et selon Hermann Boerhaave (1668-1738), « rempli de fouillis inutile de citations et d’érudition vide de sens ».
« De même que les catarrhes naissent des excès et de l'oisiveté, de même le remède est dans la sobriété, dans la continence, dans les exercices physiques et dans la tranquillité mentale. Est-ce que tout le monde respecte ces préceptes, ces lois de vie ? » et Schneider de conclure Homo frugi est (« L'honnête homme est ») « Rara avis in terris nigroque simillima cygno (« Un oiseau rare sur la terre, très rare comme un cygne noir ») », un extrait de la Satira VI de Juvénal, qui montre cruellement au poète et à Postumus qui veut se marier, qu'il est vain et illusoire de chercher l'oiseau rare.

### Considérations économiques
Dans les Provinces-Unies, la Compagnie néerlandaise des Indes orientales notoirement s'était appuyée sur les médecins pour promouvoir ses produits d'importation; « Fumer du tabac sans cesse, boire environ 100 tasses de thé par jour ou, si nécessaire, du café et consommer beaucoup d’opium. Fumer du tabac, est l’art de vivre longtemps et en bonne santé. » ; telle était la propagande véhiculée par les traités de médecine de Cornelis Bontekoe (1647-1685). Bien que servant de publicité pour le thé et le tabac, le Theetractaat de 1678 et « Van de middelen » étaient tous deux des appels au devoir chrétien de vivre selon les principes moraux et les règles de la vraie médecine; Bontekoe était un cartésien enthousiaste, du moins selon ses propres convictions, ce qui lui valu d'être expulsé de l'Université de Leyde en 1675,. De manière générale le tabac faisait vendre, et beaucoup de médecins et philosophes faisaient volontiers la promotion du tabac, en lui appliquant du moins les recommandations d'usage d'un médicament en vente libre. On trouve dans le De tabaco exercitationes quatuordecim de 1648, de Jean Chrysostome Magnen, une belle formule en latin « utere non abutere », qui prévient ses lecteurs de tout abus du précieux panacée. Magnem fait dans son traité du tabac la publicité de son de Atomis, témoignage important de la pensée atomiste au XVIIe siècle, et inversement dans les rééditions du de Atomis, la publicité de son De tabaco. Déjà les effets nocifs du tabac étaient établis et minimisés : Magnen fut l’un des premiers à tenter et réussir à extraire le principe actif du tabac ; il produit un concentré représentant 1,2% de la plante, qualifiée de essenza ottima, de eterea, de vero astro, poison violent qu'il propose aussitôt pour euthanasier les patients incurables. Les principes toxiques des plantes étaient considéré par Magnem comme des déchets. La dualité des drogues, remède et poison, est désignée en grec par le mot φάρμακον / pharmakon auquel on attribuait jadis un troisième sens de « charme magique ». Une citation de La Rochefoucauld, contemporaine du Dom Juan montre que cette dualité était assumée du temps de Molière, à l'égale des préoccupations du temps sur le poids des vertus,: 

« Les vices entrent dans la composition des vertus, comme les poisons entrent dans la composition des remèdes : la prudence les assemble et les tempère, et elle s’en sert utilement contre les maux de la vie. »

En France, par une déclaration royale du 17 novembre 1629, le tabac est devenu une source de revenus pour la Couronne : l'engouement que suscite le tabac en fait un produit idéalement taxable, et le tabac est intégré à la liste des produits imposables. Mais le privilège royal de 1629 explique que déjà le tabac montre des effets délétères sur les sujets du Royaume, : la Couronne brandit l'étendard sanitaire, tout en encaissant les dividendes de l'importation du tabac: État et tabac, les deux versants d'une vallée où coule l'hypocrisie. En retard sur le reste de l'Europe, la consommation de tabac était en France jusque dans les années 1670, en voie de s’établir ; de 1670 à 1770, l’économie fortement intégrée au commerce international, ne ressemble plus au mode de production féodal, et l'exploitation du tabac (à l'instar du sucre, et d'autre produits d'importation) s'appuie sur le capital marchand ; l'idée de Colbert, sur le modèle hollandais, par un produit dont on sait l'avenir prometteur, était de rendre excédentaire la balance commerciale de la France : les Antilles françaises devraient produire du tabac dans l'intérêt exclusif de la métropole,.  Cette première ferme du tabac de Colbert et la Compagnie des Indes seront un échec, et le commerce du tabac, à partir de 1730, s'appuiera sur les importation tout venant et bon marché des plantation américaines de Virginie orientale, dont l'exploitation s'est faite de plus en plus par des esclaves. Les agents français de la ferme du tabac, à Londres ou à Glasgow se contentent d'utiliser le réseau commercial anglais ; les navires arrivent sous licence et repartent sur lest ; le paiement se fait par lettres de change à court terme sur Amsterdam.
Édouard Thierry en 1881, dans un texte inséré au Moliériste, a vu dans l'Éloge du tabac une « réclame » : pour la première représentation de Dom Juan le dimanche gras du 15 février 1665, c'était vis à vis de la Compagnie française des Indes occidentales (1664-1706) un couplet de circonstance :

« On sourit généralement de ce petit hors d'œuvre Il semble manquer d'à propos vis à vis des tristesses du bon Gusman et du malheur de sa maîtresse ; il était cependant un à propos le 15 février 1665, mais vis à vis de la Compagnie des Indes en travail de sa création cinq jours avant le don de 300 000 livres envoyé par le Roi à l'entreprise naissante un mois juste avant l'assemblée des grands actionnaires autrement dit des intéressés de 6 000 livres laquelle assemblée se tint dans l'appartement même du Roi pour la nomination des douze directeurs résidant à Paris et choisit comme Président Colbert représentant naturel des intérêts du Roi et de la Cour. 
Le gentil prélude en l'honneur du tabac à priser n'était donc pas un faux départ ou un simple caprice de l'auteur. C'était un couplet de circonstance, une allusion à une mode qui commençait, comme nous avons vu commencer, avec la royauté de 1830, la grande fortune du tabac en cigares; c'était, ne nous le dissimulons pas, ce qu'on appellerait aujourd'hui une réclame pour la Compagnie des Indes; grâce à cette réclame, Molière mettait sa pièce nouvelle sous le patronage de Colbert. »

— Dans Le Moliériste 1881
L'expression « économie politique » serait née sous la plume de Antoine de Montchrestien en 1615, et bien avant la Richesse des nations d'Adam Smith, « d'autres savoirs », ce sont intéressés aux différents aspects particuliers de l'économie : production, distribution et consommation des biens. Jean de La Fontaine, dans La Cigale et la Fourmi notamment, se serait montré réactionnaire par rapport à la politique économique de négoce international de Colbert . « Plus généralement, c'est l'ensemble des discours des Fables sur la thésaurisation matérielle qui paraît en porte-à-faux avec les discours du mercantilisme de plus en plus influents sur la scène politique européenne. ». La Cigale et la Fourmi arrive second dans les commentaire des économistes sur les recueils d'apologues, la Fable des abeilles de Bernard Mandeville, par ailleurs traducteur de La Fontaine, arrivant première.

## Lent déclin de la médecine humorale
Les premières critiques de la théorie hippocrato-galénique se sont faites à travers les progrès de l’anatomie, dont la révolution initiée par André Vésale (1514-1564) en Italie, et l’opposition violente de Paracelse (1493-1541), vis-à-vis de Galien. On attribue à ces deux personnalités le renouvellement de la médecine galénique. La médecine humorale s'est avérée dure à remplacer ; son imbrication dans la chrétienté l'explique en partie ; elle fait partie du jardin clos médiéval dans lequel pouvait notamment s'épanouir la vie monastique.
L'effondrement de la théorie catarrhale antique à la suite de Schneider n'a pas pour autant signifié la fin de la théorie humorale. Olof Rudbeck (1630-1702) et Thomas Bartholin (1616-1680) avaient séparément découvert le système lymphatique, vers 1653. Chimiatre allemand originaire de Wittenberg, Michael Ettmüller (1644 - 1683) fût l'un des premiers qui s'empara du « fluide lymphatique » qui a remplacé sur le champ la pituite dans le rôle que les anciens lui avaient attribué dans la production des maladies,. Il n'existe, dans aucune langue, de traduction des œuvres complètes d'Ettmuller, mais seulement quelques-uns de ses traités : Dans Méthode de consulter et de prescrire les formules, de médecine de 1698, se trouve une description complète du « rûme catarrheux » , débarrassée de la théorie catarrhale antique, mais galénique malgré tout. Les remèdes sont ceux de la iatrochimie allemande dans lesquels on retrouve sans surprise le pavot somnifère et des ingrédients plus surprenants comme la poudre d'écrevisse, des dents de sanglier préparée, du sel volatil de la mâchoire de brochet et du sel volatil d'urine

Michael Ettmüller, Méthode de consulter et de prescrire les formules, de médecine, chez Thomas Amaulry, 1698. page 489 à 500
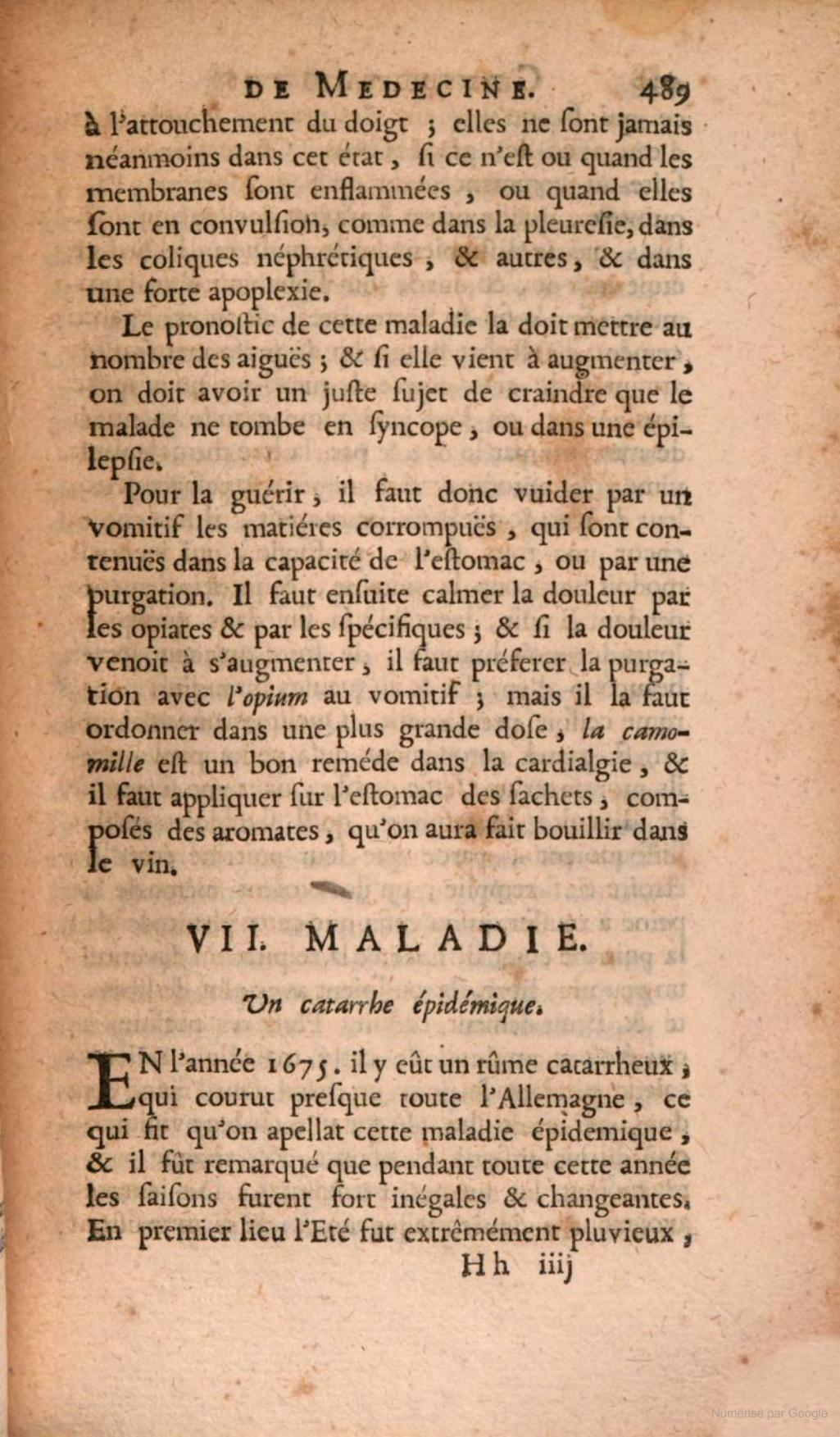
489
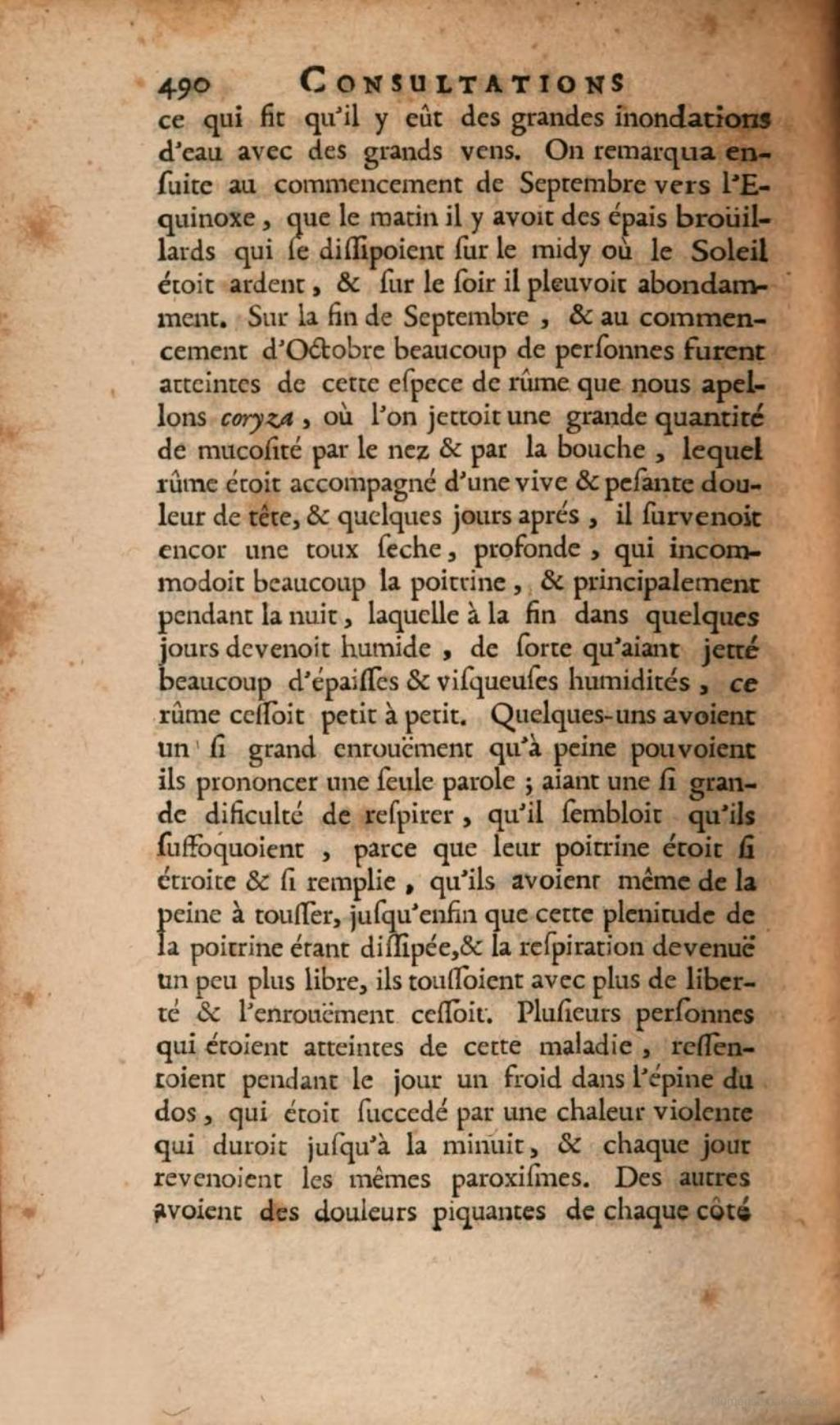
490
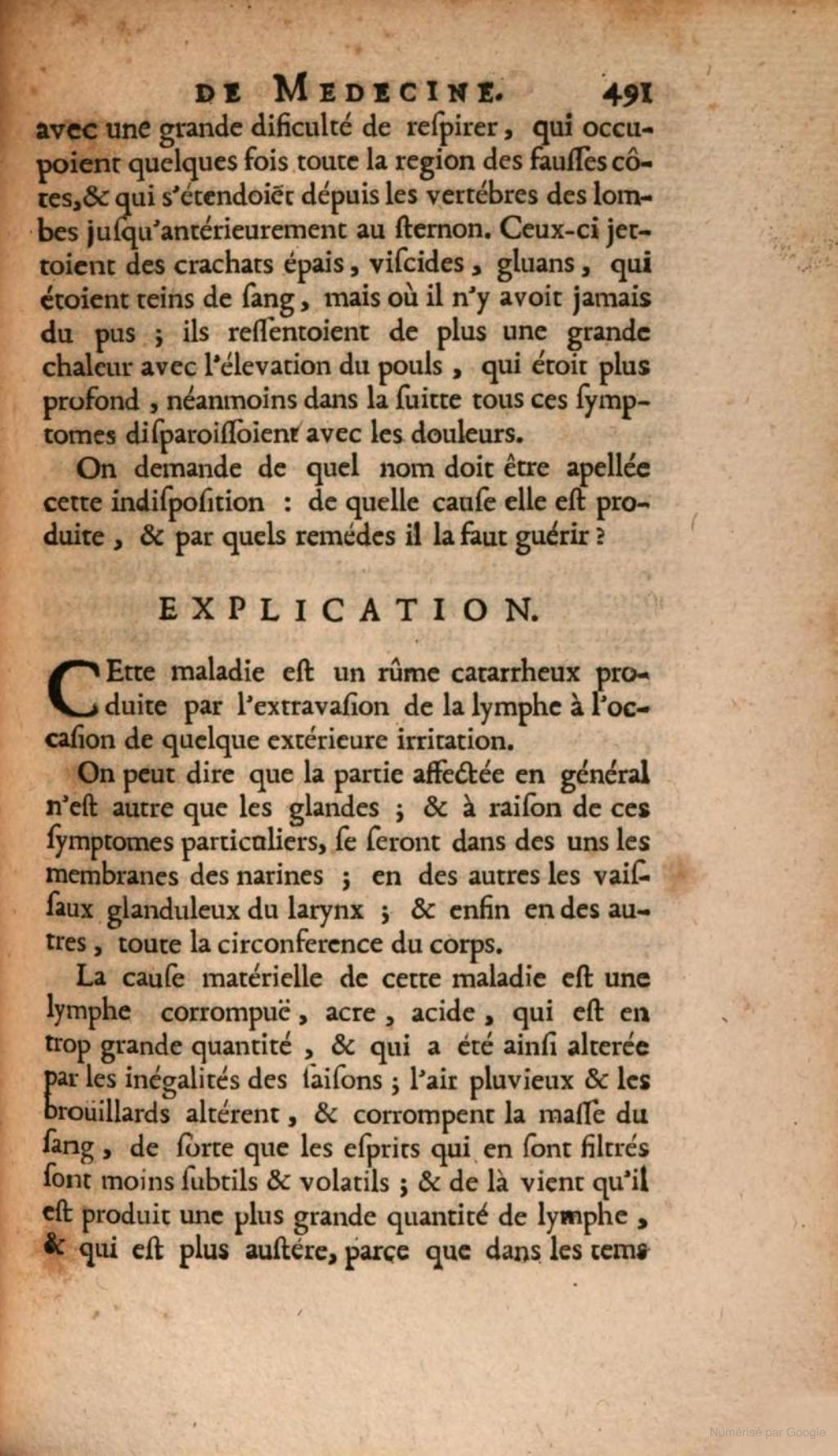
491
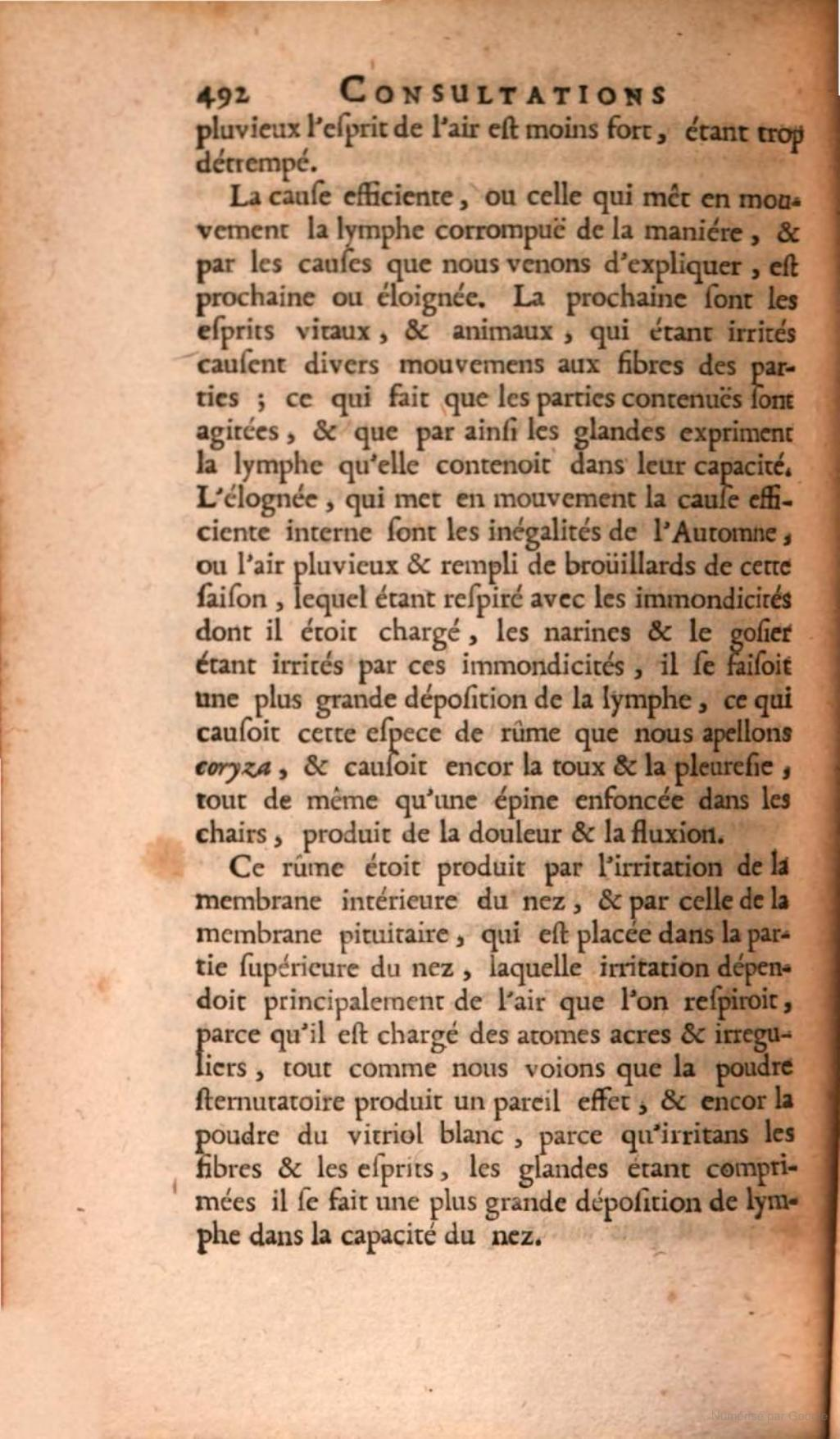
492
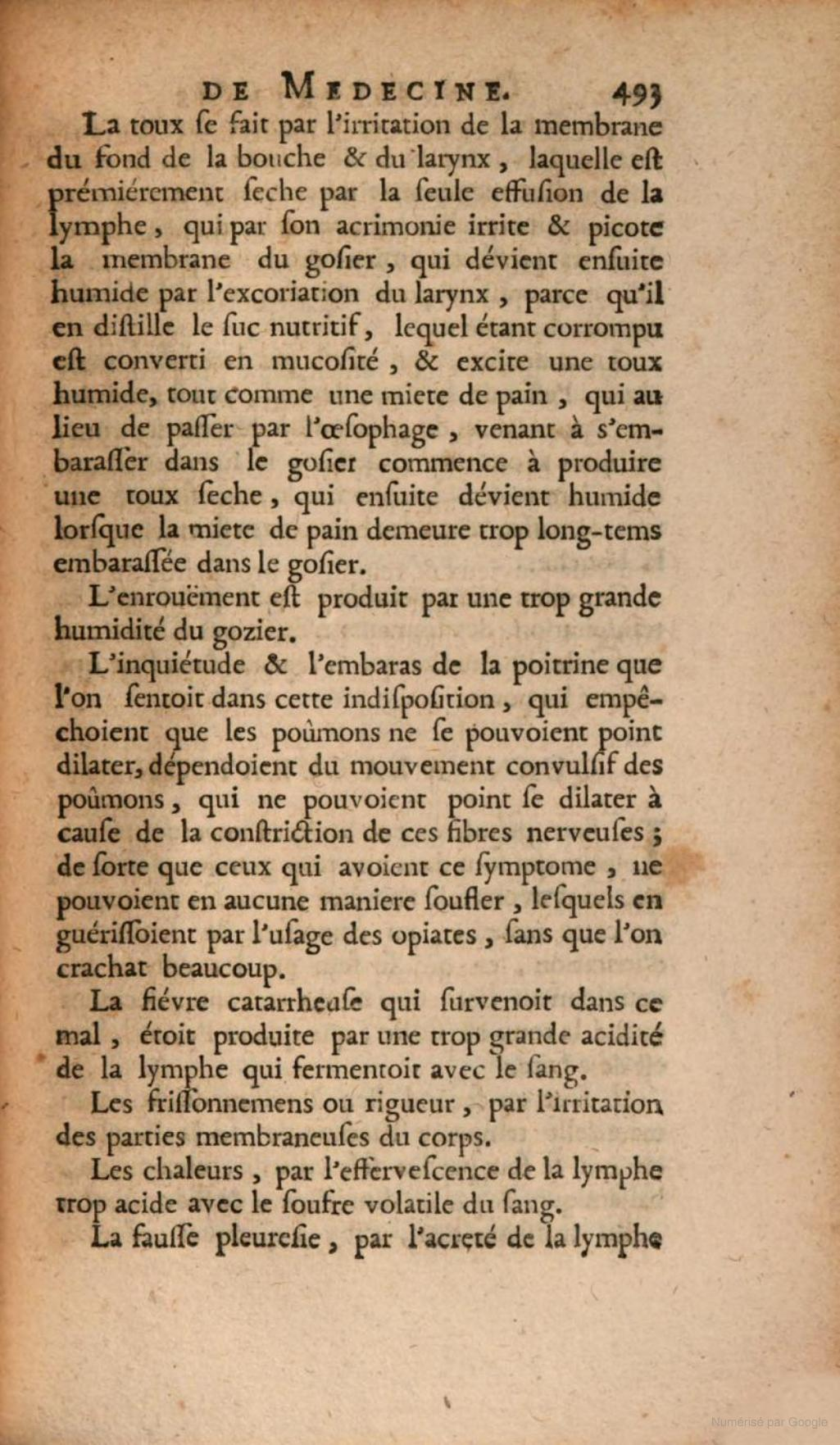
493
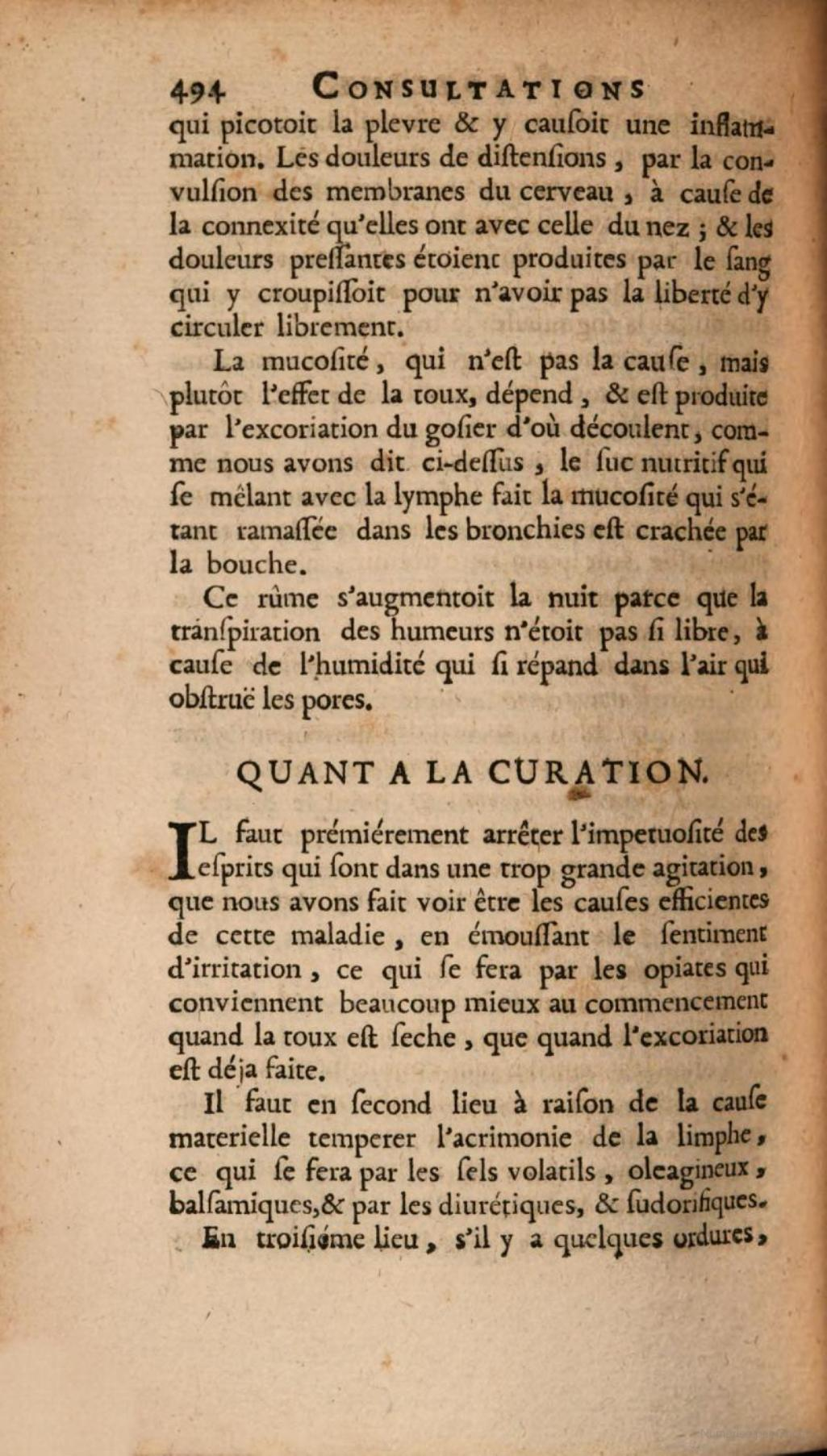
494
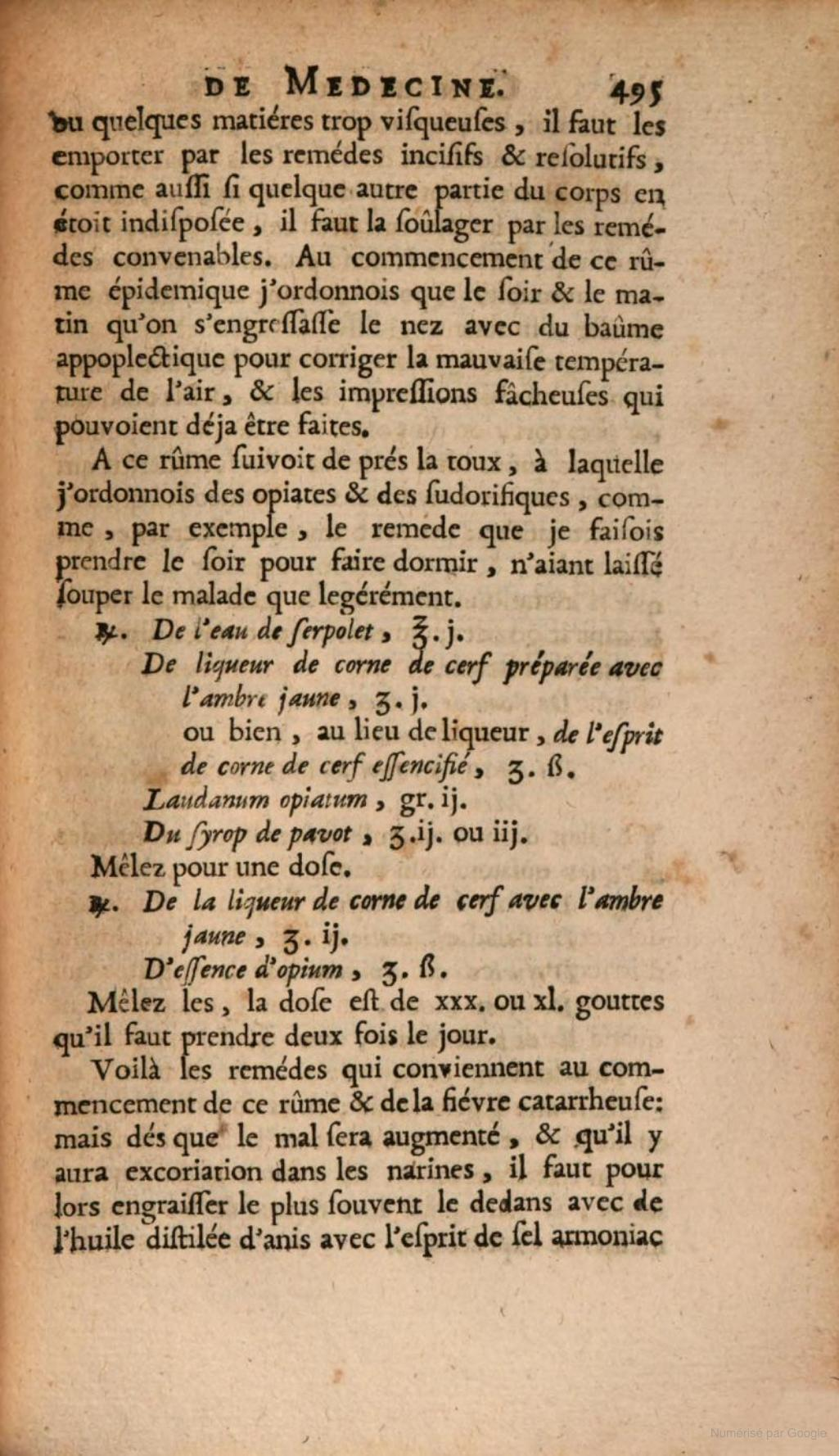
495
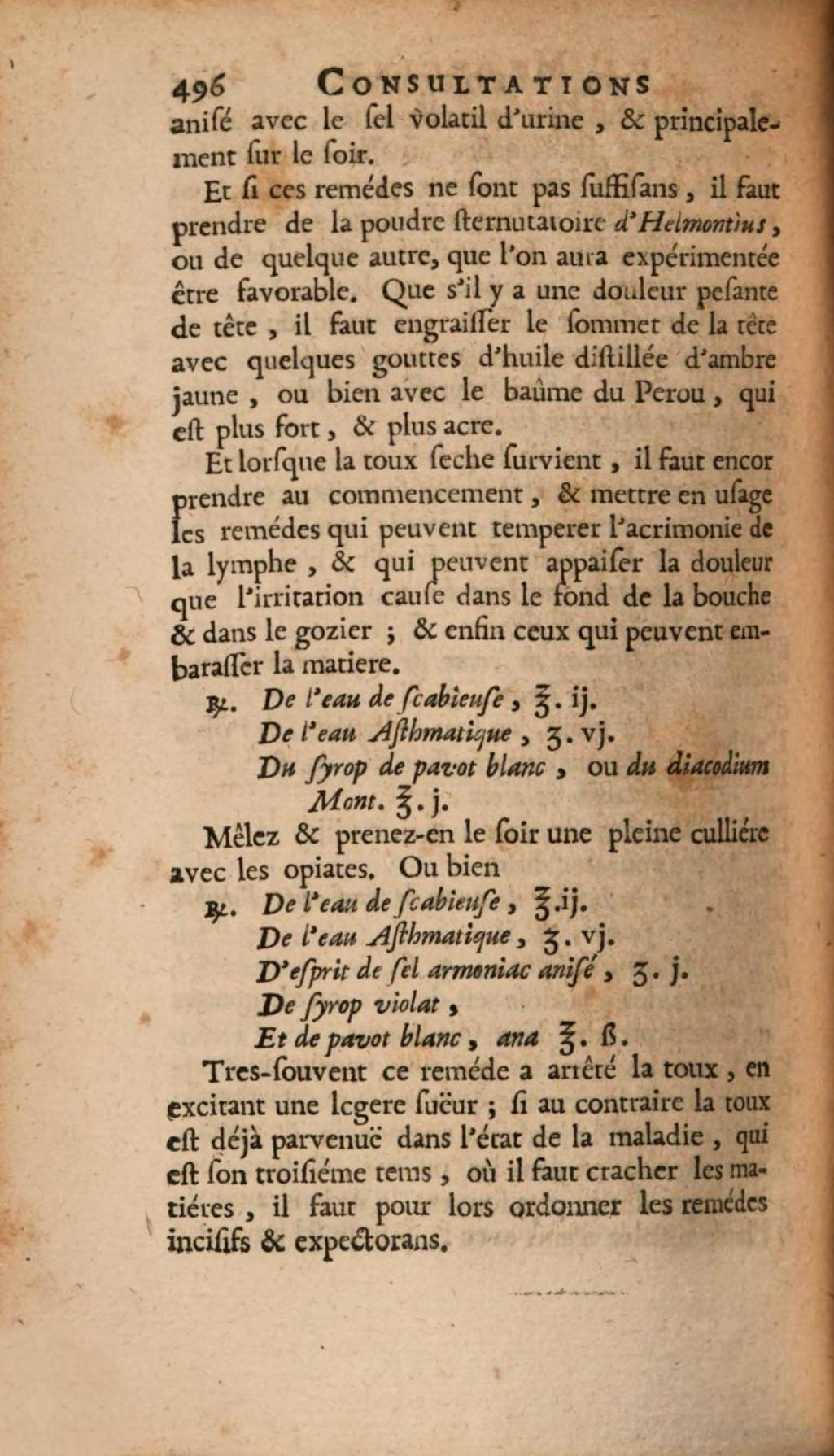
496
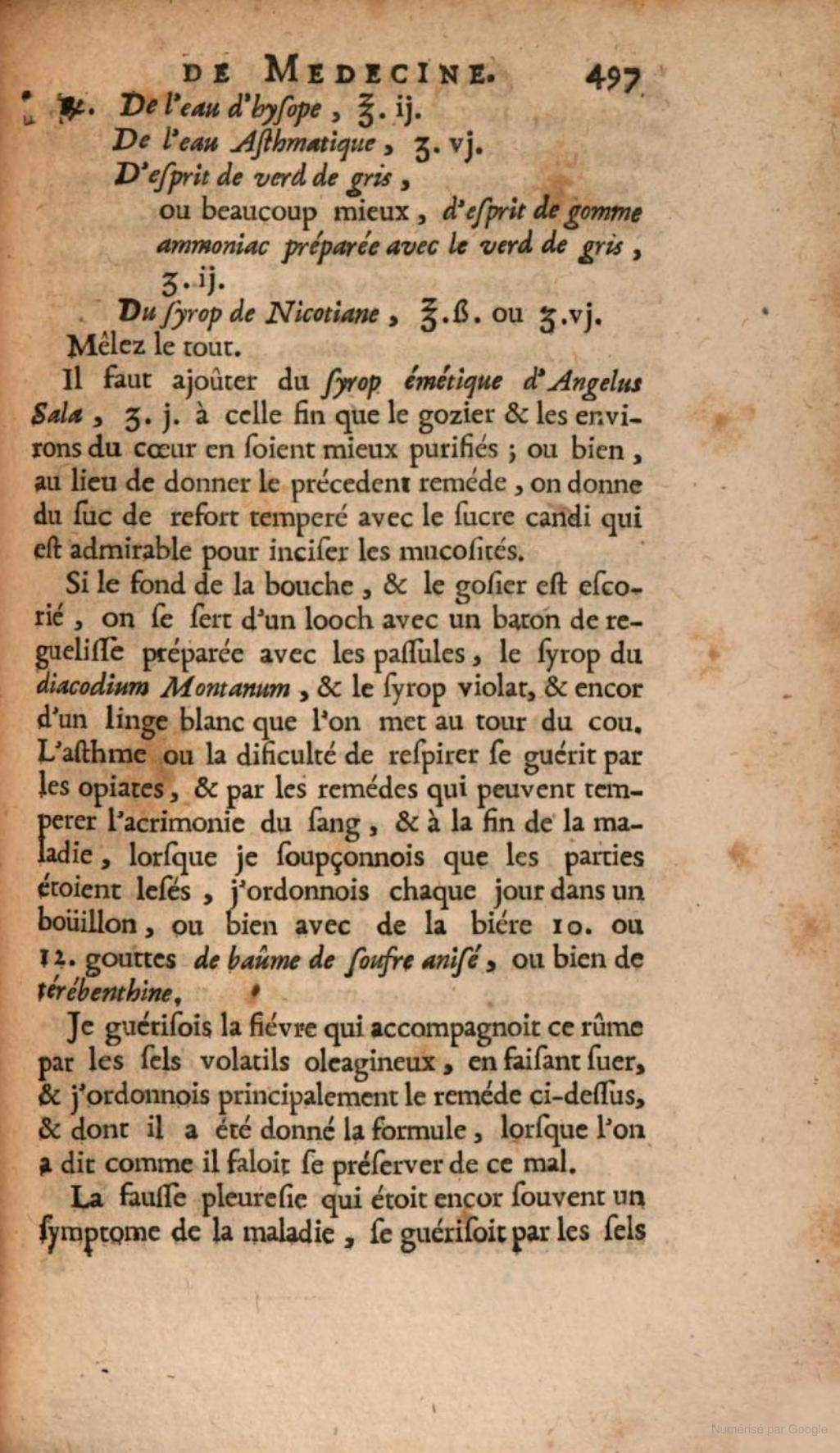
497
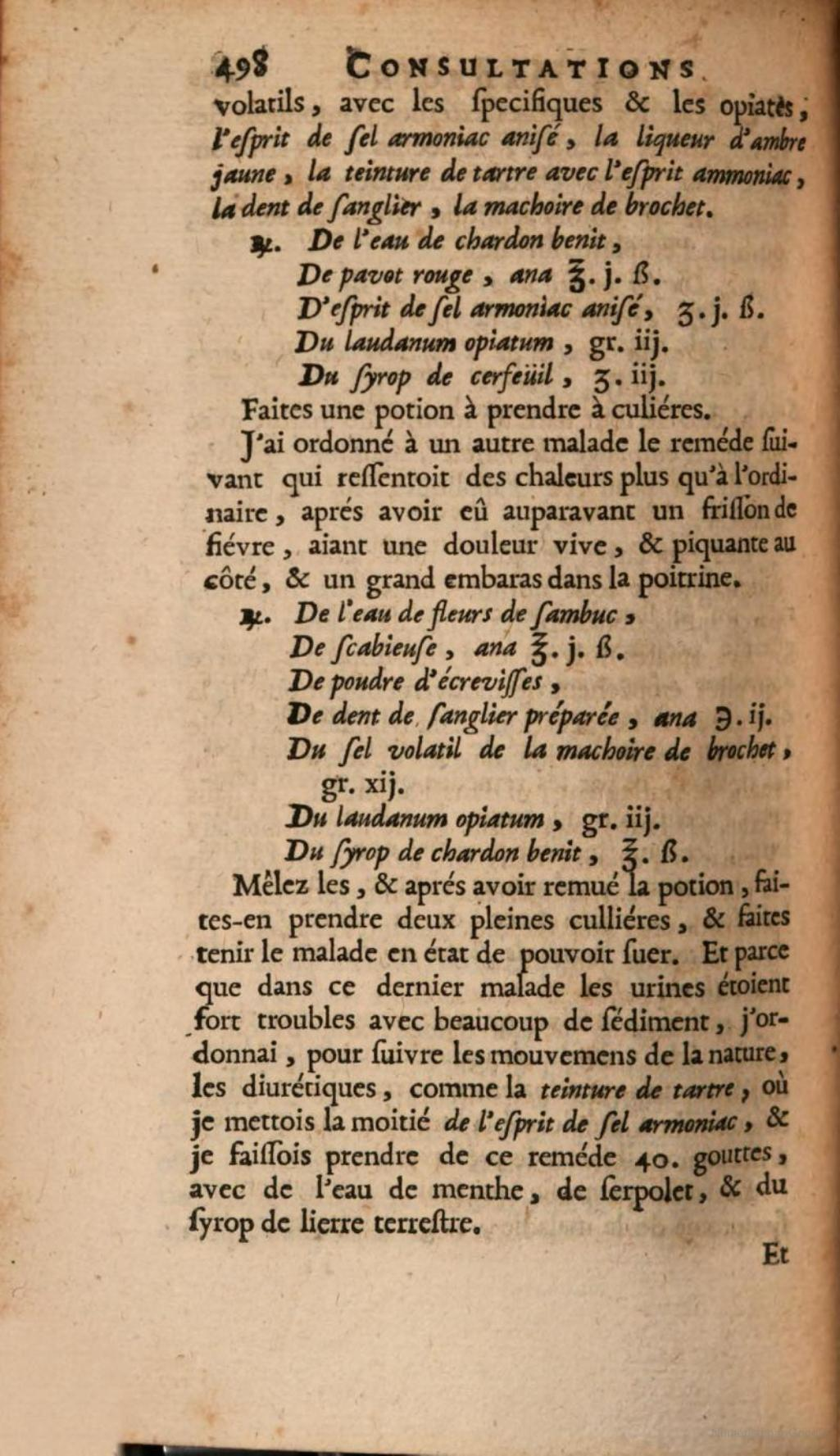
498
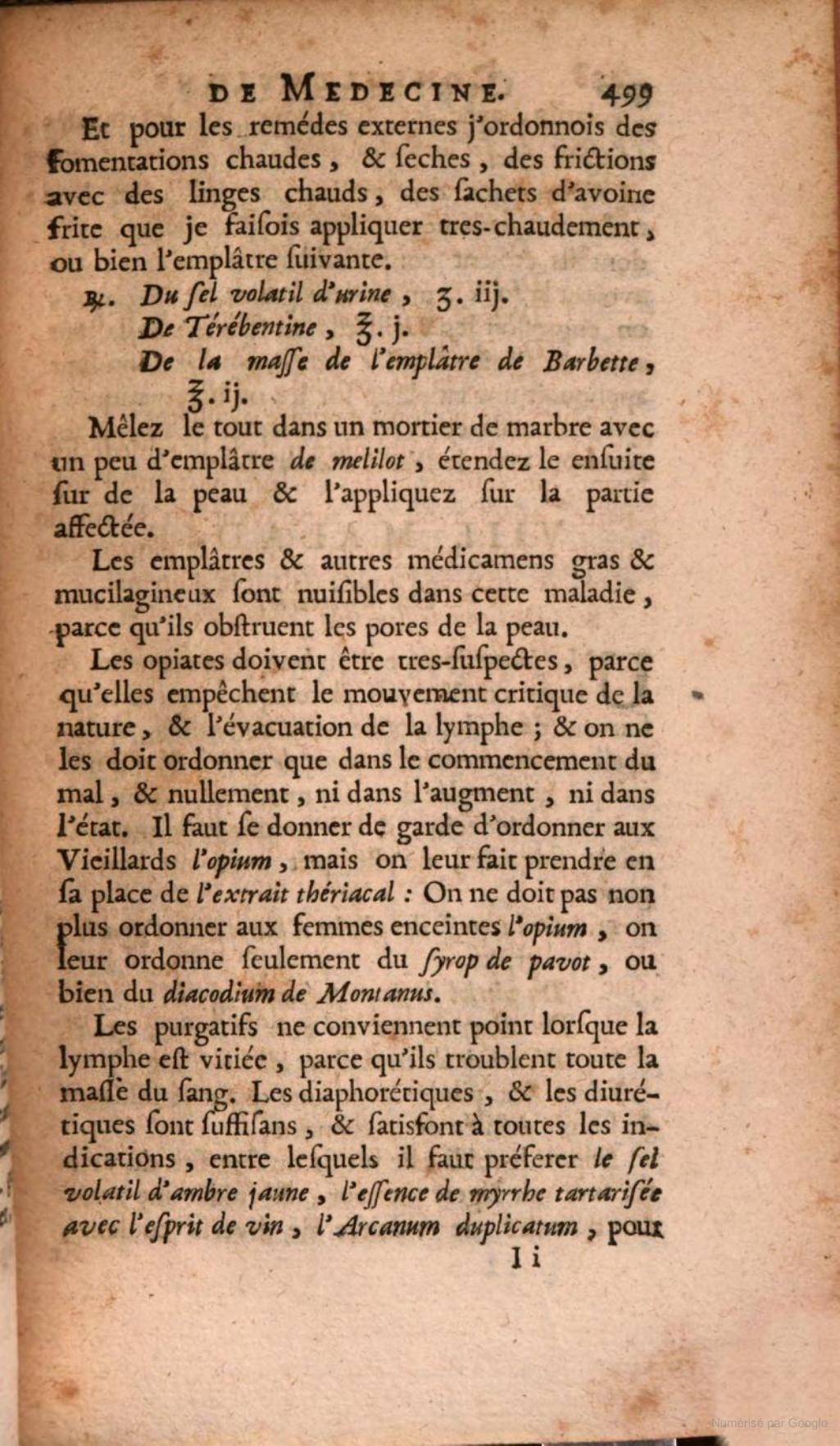
499
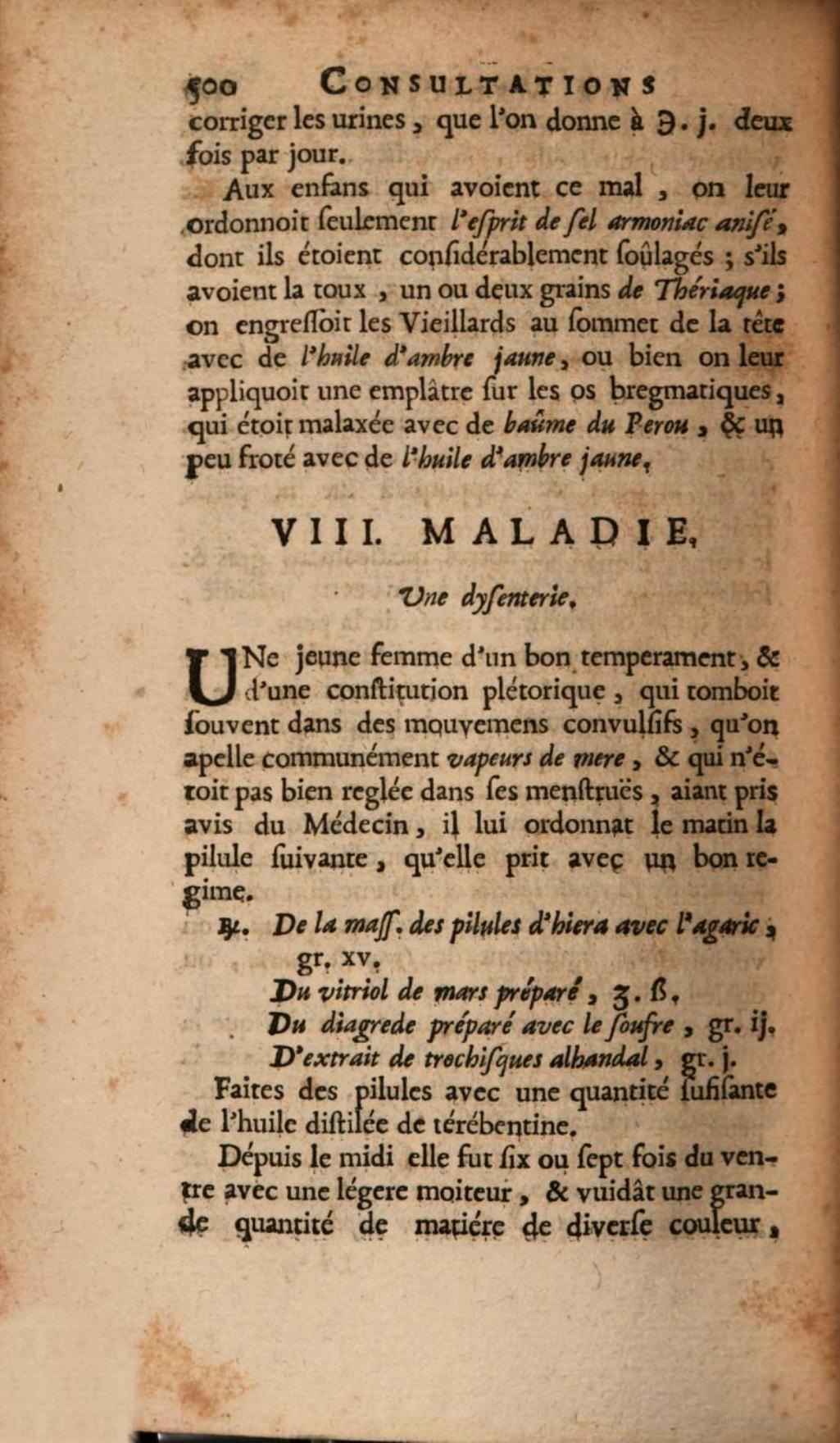
500

Depuis la découverte de Schneider jusqu'en 1751, des anatomistes vont appliqués sans succès à découvrir la structure de la membrane schneidérienne. Nicolas Sténon, Raymond Vieussens, William Cowper, James Drake, Collin, Jean-Baptiste Morgagni, Giovanni Domenico Santorini, Herman Boerhaave, Frederik Ruysch, Jacques-Bénigne Winslow ; et l'Encyclopédie de conclure: « cependant malgré leurs travaux, leurs injections, leurs macérations, il ne paroit pas qu’ils l’ayent encore parfaitement développée ».
En 1510, eut lieu la première pandémie de grippe identifiée ultérieurement comme telle (en). Pour les observateurs ultérieur, la grippe a été reconnue comme une maladie distincte, avec des caractéristiques cliniques cohérentes : fièvre, maux de tête, toux et myalgies, complications rares telles que pneumonie, issues fatales chez les femmes enceintes et leurs fœtus, les nourrissons et les jeunes enfants, et chez les personnes âgées et affaiblies. Incapables d'identifier des agents microbiens ou de comprendre les entités étiopathogéniques, les observateurs contemporains n'ont probablement pas même soupçonné que les fièvres épidémiques périodiques accompagnées de toux pourraient représenter une seule maladie continuellement réémergente. Ils n’apportèrent aussi que peu de preuves de l’efficacité des traitements classiques visant à éliminer les « mauvaises humeurs », savoir provoquer des diarrhées, vomissements, transpiration, cloques ou, plus dangereux encore, la saignée. Ambroise Paré affirma que la saignée et la purgation n’étaient d’aucune aide contre les rhumatismes, mais que tous ceux qui les adoptaient étaient exposés à un danger mortel.
Pendant la Renaissance, l’inefficacité des traitements et les remèdes douteux notamment ont incité les gens à compter sur eux-mêmes pour soigner leurs maladies,. La médecine humorale avait introduit des principes radicaux, résilients, entre eux cohérents, profondément erronés et potentiellement nocifs. Paracelse va ajouter aux médicaments de la médecine hippocratique, les éléments métalliques et notamment l'antimoine en vomitif. Guy Patin, en 1653 grand défenseur de la médecine hippocratique et de la saignée s'insurge violemment contre les antimoniaux de l'École de Montpellier qui ont les faveurs de la Cour (et à partir de 1665, de Molière),,.
La médecine a fait peu de progrès avant le XIXe siècle.

## Concupiscence
Les questions médicales depuis Homère n'étaient jamais déconnectées de questions philosophiques ; et le médecin était amené à traiter tous les aspects de la maladie, compris celle de l'âme : pour guérir, il fallait aussi s'y entendre en langage des passions, savoir « en modérer quelques-unes, en exciter d'autres » : tout ce qui environne le malade et devait contribuer à sa guérison. La concupiscence (ἐπιθυμία / epithumía, les appétits de la chair, que ce soit la faim, la soif ou les pulsions sexuelles) est au cœur de la pensée grecque . Elle se résout chez Platon par la diététique,,,. Dans la Grèce et la Rome antique, les codes de bonne conduite des citoyens dépendaient du souci d'une gestion quotidienne appropriée des plaisirs naturels de toutes sortes. Le « souci de soi » se développe dans les sociétés hellénistiques et romaines. Une raison naturelle se développe ensuite, basée sur la compréhension du citoyen de ses capacités en tant que personne éthique, c'est-à-dire moralement responsable La santé chez Galien devient un équilibre physique et moral (eucrasie, homéostasie). Galien dans les Affections, reprend le concept moral antique et usé de « kalos kagathos » (καλός κἀγαθός, bien et bon), et l'applique à toute personne souhaitant devenir « un homme de bien »,,. L'exercice chez Galien inclut l'exercice physique, l'exercice des arts et l'exercice moral,. La conception globale du comportement humain chez Galien est constamment teintée d'une anxiété quant au pouvoir des appétits de la chair. L’« âme rationnelle » doit s'allier à l’« âme passionnelle », « pour tenir en laisse l’âme végétative ou désidérative, celle qui cherche les plaisirs – mais dont la vie ne peut se passer »,. Cette concupiscence accompagne la pensée occidentale et chrétienne et se teinte du péché originel ; dans son giron la diététique évolue également. Elle se fait rationnelle avec Antoine Lavoisier (1743-1794), Justus von Liebig (1803-1873) et Carl von Voit (1841-1908): la « nutrition » en tant que discipline scientifique apparait au milieu du XIXe siècle. Elle est précédée par les discours du XVIIe siècle sur la conduite alimentaire, teintés de christianisme, plus particulièrement le protestantisme ascétique, dans lesquels pointaient des inquiétudes morales concernant certains modes de vie, en particulier la vie excessive.
En ce qui concerne le rhume, ces considérations morales on l'a vu surgissent de manière insolite dans une lettre du médecin écossais William Small (en) à Benjamin Franklin, du 10 août 1771 dans lequel il reprend un extrait expurgé du De catarrhis de Schneider; entre les deux homme la question se pose de la prévalence du rhume en cas d'excès. En attendant que l'on découvre les microbes, la lettre de Small et la citation de Schneider sont reproduits par le médecin britannique James Bower Harrison dans le Provincial Medical Journal de 1844 : la « Repletion » (« Satiété ») est toujours envisagée dans la prévalence du rhumes.
Les facteurs influençant l'incidence du rhume aujourd'hui sont mieux appréhendés parmi lesquels on trouve l'exercice physique, la surpopulation et la sociabilité, le stress, le tabagisme et l'alcool, le statut immunitaire, le sexe, l'âge, le sommeil, la saison, le froid, la nutrition. La responsabilité individuelle est théorisée comme une stratégie de gestion des coûts de santé; elle est centrée sur des habitudes d’alimentation, d’activités physiques, de consommation d’alcool, de nicotine ou d’activités professionnelles et récréatives.

## Contagion
La conception hippocratique des maladies collectives appelées επιδημία / epidêmía, reposait sur l'idée d'un air vicié, qui donnera en italien le mot « malaria » ou mauvais air ; on parlait de miasmes, c'étaient typiquement les émanations pathogènes des marais qui signaient leur malignité par la puanteur. Cet imaginaire aériste issu d'Hippocrate a duré près de deux mille ans. Reprenant la théorie atmosphérique d'Hippocrate, Galien a affirmé dans une étiologie double que la corruption de l'air accroissait une désorganisation de l'organisme. L'air vicié s'ajoutait aux méfaits de la dyscrasie des humeurs, occasionnée par les excès en tout genre ; la santé était un équilibre physique et moral. Les maladies de l'hiver étaient en outre conditionnées par le froid et l'humide. Les vues de Galien conditionnent encore aujourd'hui notre manière d'appréhender la maladie. À la conception aériste s'est ajoutée une conception hydriste : l'eau polluée pouvait transmettre des humeurs corrompues et causer certaines épidémies comme la peste. À cette époque des règlements sont mis en place pour interdire de jeter à la rue le sang des saignées. Assainir l'eau et l'air deviendra la préoccupation des hygiénistes à partir du XVIIIe siècle. On voit premièrement John Theophilus Desaguliers (1683 - 1744) et l'inventeur Stephen Hales (1677 - 1761) installer des systèmes de ventilation pour endiguer la « fièvre des prison » (le typhus, qui, on le sait aujourd'hui n'est pas transmis par l'air mais par les poux) .
Benjamin Franklin (1706-1790) était profondément impressionné par la valeur de l'air frais, à une époque où il était trop exclu des maisons d'habitation, des hôpitaux et d'autres bâtiments publics. Franklin fut régulièrement consulté sur les meilleures méthodes de ventilation pour des maisons particulières et des hôpitaux,. Dans ses recherches, Franklin a accordé beaucoup d'attention aux « rhumes », et à la manière dont on « attrape un rhume », etc., et alors que la théorie des miasmes prévalait, il a exposé clairement et complètement la contagiosité des « rhumes » qui deviendront cent cinquante ans plus tard les vues de la profession médicale. Les conseils de Franklin apparemment peu orthodoxes semblent prédire l'existence de virus aériens responsables de maladies des voies aériennes supérieures comme le rhume et la grippe. Il affirme en outre que le rhume et la grippe pourraient peut-être se propager par contagion plutôt que par l'air froid. La meilleure défense était dès lors selon lui une bonne ventilation. Tout au long de sa vie, Franklin a aimé vivre les fenêtres ouvertes, même en plein hiver.
Le 25 septembre 1773, Franklin écrit au médecin Benjamin Rush :
« I hope that after, having discovered the benefit of fresh and cool air applied to the sick, people will begin to suspect that possibly it may do no harm to the well. I have long been satisfied from observation, that besides the general colds now termed influenza (which may possibly spread by contagion, as well as by a particular quality of the air), people often catch cold from one another when shut up together in close rooms, coaches, et cetera, and when sitting near and conversing so as to breathe in each other’s transpiration, the disorder being in a certain state »
— Benjamin Franklin, The Works of Benjamin Franklin, Vol. VI Letters and Misc. Writings 1772-1775. John Bigelow

« J’espère qu’après avoir découvert les bienfaits de l’air frais appliqué aux malades, les gens commenceront à soupçonner qu’il ne peut pas nuire aux personnes en bonne santé. J’ai depuis longtemps observé que, outre les rhumes généraux appelés aujourd’hui grippe (qui peuvent se propager par contagion, ainsi que par une qualité particulière de l’air), les gens attrapent souvent froid les uns des autres lorsqu’ils sont enfermés ensemble dans des pièces fermées, des voitures, etc., et lorsqu’ils sont assis côte à côte et conversent de manière à respirer la transpiration de l’autre, le désordre étant dans un certain état. »
— traduction littérale
Ici il répond au médecin anglais et réformateur de la santé Thomas Percival (1740-1804) à propos d'une lettre de celui-ci sur la mortalité élevée à Manchester,:
« It is a curious remark that moist seasons are the healthiest. The gentry of England are remarkably afraid of moisture and of air. But seamen, who live in perpetually moist air, are always healthy, if they have good provisions. The inhabitants of Bermuda St. Helena, and other islands far from continents, surrounded with rocks, against which the waves continually dashing, fill the air with spray and vapor, and where no wind can arrive that does not pass over much sea, and of course bring much moisture; these people are remarkably healthy. And I have long thought that mere moist air has no ill effect on the constitution, though air impregnated with vapors from putrid marshes is found pernicious, not from the moisture, but the putridity. It seems strange that a man, whose body is composed in great part of moist fluids, whose blood and juices are so watery, who can swallow quantities of water and small beer daily without inconvenience, should fancy that a little more or less moisture in the air should be of such importance. But we abound in absurdity and inconsistency.
 […]
Thus, though it is generally allowed that taking the air is a good thing, yet what caution against air! What stopping of crevices! What wrapping up in warm clothes! What stuffing of doors and windows, even in the midst of summer! Many London families go out once a day to take the air, three or four persons in a coach, one perhaps sick; these go three or four miles, or as many turns in Hyde Park, with the glasses both up close, all breathing over and over again the same air they brought out of town with them in the coach, with the least change possible, and rendered worse and worse every moment. And this they call taking the air. From many years’ observations on myself and others, I am persuaded we are on a wrong scent in supposing moist or cold air the causes of that disorder we call a cold. Some unknown quality in the air may perhaps produce colds, as in the influenza, but generally I apprehend that they are the effect of too full living in proportion to our exercise »
— Benjamin Franklin, The Works of Benjamin Franklin, Vol. VI Letters and Misc. Writings 1772-1775. John Bigelow

« C’est une remarque curieuse que les saisons humides soient les plus saines. La noblesse d’Angleterre craint particulièrement l’humidité et l’air. Mais les marins, qui vivent dans un air perpétuellement humide, sont toujours en bonne santé s’ils ont de bonnes provisions. Les habitants des Bermudes, de Sainte-Hélène et d’autres îles éloignées des continents, entourées de rochers contre lesquels les vagues se brisent continuellement, remplissent l’air d’embruns et de vapeurs, et où aucun vent ne peut souffler sans passer sur une grande mer et apporter naturellement beaucoup d’humidité ; ces gens-là sont remarquablement en bonne santé. Et j’ai longtemps pensé que l’air humide n’a aucun effet néfaste sur la constitution, bien que l’air imprégné de vapeurs provenant de marais putrides soit considéré comme pernicieux, non pas à cause de l’humidité, mais à cause de la putréfaction. Il semble étrange qu’un homme dont le corps est composé en grande partie de fluides humides, dont le sang et les sucs sont si aqueux, qui peut avaler des quantités d’eau et un peu de bière chaque jour sans inconvénient, puisse s’imaginer qu’un peu plus ou moins d’humidité dans l’air puisse avoir une telle importance. Mais nous abondons en absurdités et en incohérences.
 […]
Ainsi, bien qu’il soit généralement admis que prendre l’air est une bonne chose, quelle prudence contre l’air ! Quel bouchage des fissures ! Quel enveloppement dans des vêtements chauds ! Quel bourrage des portes et des fenêtres, même en plein été ! Beaucoup de familles londoniennes sortent une fois par jour pour prendre l’air, trois ou quatre personnes dans une voiture, dont une malade peut-être ; elles font trois ou quatre milles, ou autant de tours dans Hyde Park, les vitres par relevées, respirant encore et encore le même air qu’elles ont emporté de la ville avec elles dans la voiture, avec le moins de changements possible, et de pire en pire à chaque instant. Et c’est ce qu’elles appellent prendre l’air. Après de nombreuses années d’observations sur moi-même et sur d’autres, je suis persuadé que nous sommes sur une fausse piste en supposant que l’air humide ou froid est la cause de ce désordre que nous appelons un rhume. Une qualité inconnue de l’air peut peut-être produire des rhumes, comme dans la grippe, mais je pense généralement qu’ils sont l’effet d’une vie trop pleine par rapport à notre exercice. »
— traduction littérale
La notion médicale de contagion avait été formulée par Varron (116-27 av. J.-C.) ; et plus récemment en 1546 par le poète médecin italien Girolamo Fracastoro (1478-1553), dans son De contagione et contagiosis morbis et curatione. Il affirme que des seminaria transmettent la maladie, mais il ne peut les voir : Fracastoro évoque dans ses écrits un appareil à deux lunettes permettant un léger grossissement. Il faut attendre le microscope de Van Leeuwenhoek en 1673 pour que le monde de l'infiniment petit s'ouvre à la connaissance ; enfin il faut attendre 1963 et June Almeida (1930-2007), pour qu'une photographie au microscope électronique d'un coronavirus soit enfin publiée.

Les écrits de Franklin en ce qui concerne les rhume ont été ignorés. On peut le lire dans une lettre de Gustave Flaubert (1821 -1880) à sa sœur (et il se raccroche à l'idée d'une origine cervicale du rhume) :

« Il m'est arrivé une aventure assez aquatique. Figure-toi que j'étais déjà à l'entrée des Champs-Elysées quand j'ai été assailli par une pluie épouvantable qui, en moins d'une minute, m'a mouillé jusqu'aux os. Ma redingote a été trempée, mon chapeau défoncé (j'en ai immédiatement acheté un neuf), les rebords me cachaient les yeux. Quant à mes bottes, il y avait de quoi rire. Elle prenaient l'eau par mon pantalon. Je m'en suis plaint à Derennes. Bref, j'ai été m'éponger et changer de suite, heureusement qu'il n'en est résulté ni rhumatisme ni rhume. Mais il y avait de quoi en avoir, au moins, un fameux, de cerveau, et il m'eût fallu après ça faire garder le lit à mon nez pendant quinze jours. »

— Gustave Flaubert, Correspondance: Supplement, 1830-1863
Le refroidissement de la surface corporelle comme cause des symptômes du rhume ou comme moyen d'augmenter la sensibilité à l'infection, bien que réfutée par Benjamin Franklin en 1773, a persisté tout au long des XIXe et XXe siècles et même à l'heure actuelle, est toujours proposé, bien qu'avec peu de preuves et d'explications scientifiques, comme un mécanisme pouvant influencer la sensibilité à l'infection et au rhume.

## Le rhume de Jane Bennett

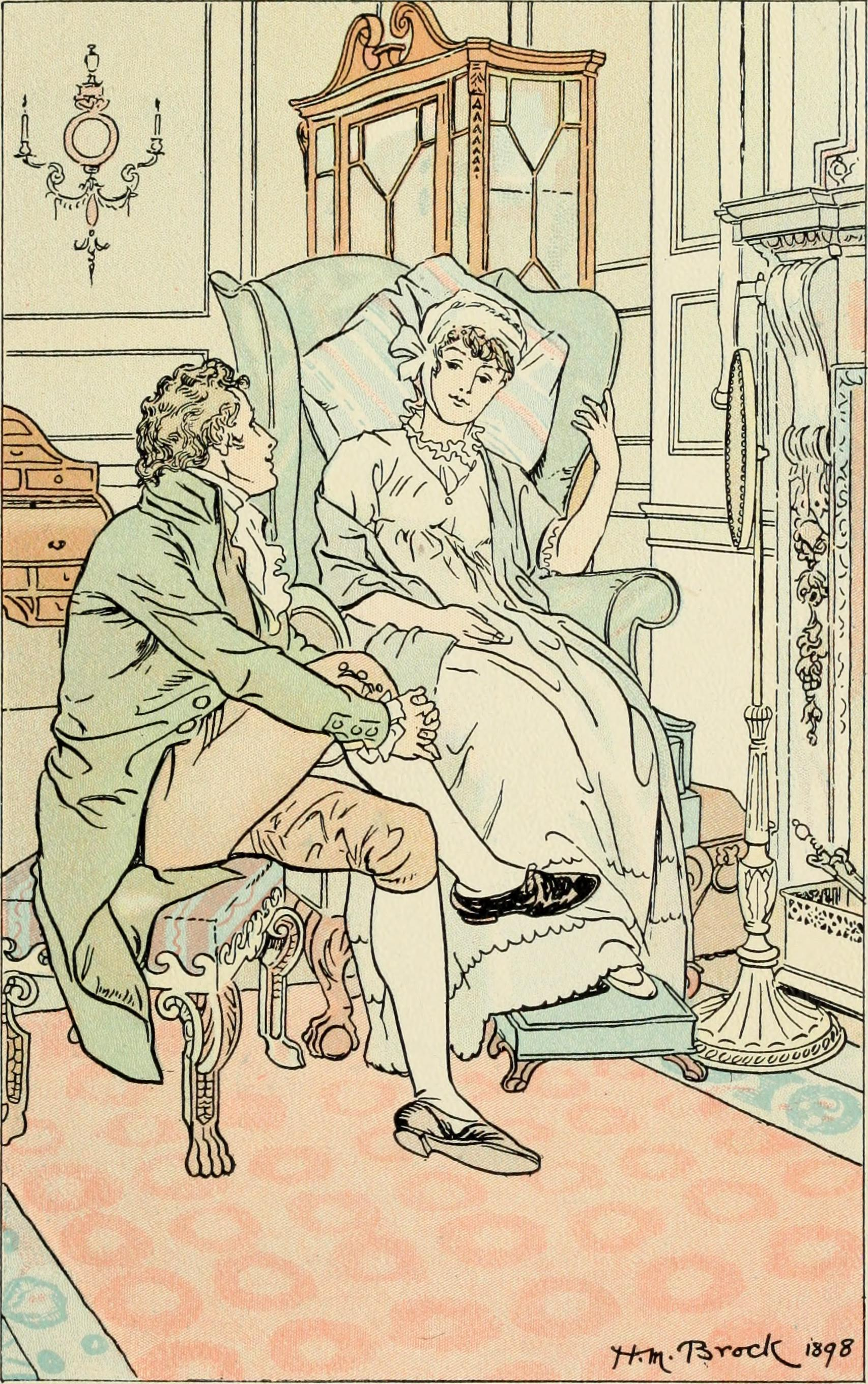
Illustration de H. M. Brock, initialement parue en 1898, pour le chapitre 10 du roman de Jane Austen Pride and Prejudice, rééditée en 1906 : À Netherfield Charles Bingley est aux petits soins pour Jane Bennet tout juste convalescente.

Une femme seule qui s'aventure sous la pluie dans un roman du XIXe siècle finit invariablement par avoir de la fièvre; et parmi toutes les figures littéraires de la Régence et de l'époque victorienne, les héroïnes de Jane Austen sont les plus sensibles aux intempéries et aux bas mouillés. Dans Orgueil et Préjugés de 1813, lorsque Jane, la sœur aînée des Bennett reçoit une invitation à visiter les Bingley à Netherfield Park, la question se pose de savoir si elle ferait mieux de s'y rendre à cheval ou en calèche ; un voyage à cheval exposerait la jeune femme à des conditions météorologiques incertaines ; mais, pour cette raison, augmenterait la probabilité que son séjour, en compagnie de son admirateur Charles Bingley, soit prolongé, si possible par un mariage avantageux ; la calèche étant monopolisée par les activités de la ferme, Jane est obligée d'aller à cheval, et sa mère de l'assurer avec joie qu'elle aura du mauvais temps. Jane, trempée jusqu'aux os est tombée malade. Rendue vulnérable, elle est prise en charge par son intérêt amoureux.

M. Bennet, réprimandant sa femme pour avoir mis Jane en danger : 

« - Eh bien, ma chère […], si votre fille a une sérieuse maladie et qu'elle en meure, ce sera une consolation de savoir qu'elle l'avait gagnée par votre faute et afin de voir M. Bingley.

- Oh! je n'en suis pas inquiète; on ne meurt point d'un petit rhume je suis sûre qu'on prendra bien soin d'elle; tant qu'elle restera là tout ira bien.  »

Le trope chez Austen se répète à différents moments : dans Raison et Sentiments, après une promenade nocturne dans l'herbe humide Marianne Dashwood a succombé à une fièvre putride ; dans Mansfield Park Fanny Price, à l'annonce de l'adultère de M. Crawford et de Mme Rushwort, éprouve des « sentiments de malaise » qui la font passer « de fortes crises de fièvre à un rhume » . Selon la pensée médicale dominante de l'époque. la médecine supposait notamment l'existence de causes prédisposantes et stimulantes de mauvaise santé. La constitution féminine était considérée comme plus sensible, plus nerveuse et plus sensible aux « causes environnementales excitantes » de maladies : dans Orgueil et Préjugés la sortie de Jane sous la pluie, dans Raison et Sentiments, le stress émotionnel de Marianne après son rejet par Willoughby, et ses pieds mouillés, etc.. Les médecins pensaient que l'humidité et le froid forçaient le corps à se réchauffer, diminuaient l'énergie nerveuse et favorisaient les frisson. Dans l'Angleterre de la Régence, les frissons pouvaient rapidement se transformer en fièvres dangereuses. La croyance en la dyscrasie des humeurs galénique comme cause de maladie s'était estompée, et bien que les saignées et les sangsues de la médecine hippocratique aient encore été prescrites, les médecins ont adopté une conception de la maladie mentale plus « neurocentrique ». Conformément à la conception vitaliste de l'époque, les troubles émotionnels étaient considérés comme des altérations du système nerveux,.
David Hartley (1705-1757), dans Observations on Man de1749 a postulé, en accord avec Newton, un éther élastique subtil et rare dans les interstices des corps solides et dans leur voisinage immédiat, et plus dense à mesure qu'il s'en éloigne ; il croyait que la sensation résultait de la vibration des minuscules particules de la substance médullaire des nerfs : le plaisir résultait de vibrations modérées, la douleur de vibrations si violentes qu'elles interrompaient la continuité des nerfs. L'intérêt pour les nerfs est apparu au milieu du XVIIIe siècle au sein de l'aristocratie. La vibration des nerfs était considérée comme essentielle à la santé. Si les nerfs étaient « faibles », une personne risquait de souffrir « de léthargie, de problèmes de santé, d'indigestion et de dyspepsie ». On pensait que les toniques nerveux pouvaient redonner du « tonus » aux nerfs,.
Le XVIIIe siècle sera friand de romans senimentaux ; des œuvres empreintes d'émotion et, souvent de sentiments exaltés qui entraînent des réactions physiques chez leurs protagonistes, telles que des évanouissements, des crises d'angoisse ou un air livide. Beaucoup de personnages chez Austen sont aussi hypochondriaques, la « maladie anglaise ». On reconnait aujourd'hui que le système immunitaire est affecté par le stress, ce qui a donné lieu à une nouvelle discipline, la Psycho-neuro-immunologie.

## Essor de la microbiologie
La période comprise entre 1857 (cultures pures par Louis Pasteur) et le début de la Seconde Guerre mondiale, est parfois appelée « l’âge d’or de la microbiologie », car les progrès rapides et les découvertes réalisées au cours de cette période ont conduit à l’établissement de la microbiologie en tant que science. Les maladies infectieuses, qui n'étaient pas même un concept accepté en 1850, sont passées du statut de superstitions religieuses obscures à celui de science,. Au cours de cette période, les écoles de Robert Koch et de Louis Pasteur ont identifié les micro-organismes pathogènes comme les agents responsables de nombreuses maladies humaines transmissibles. Les postulats de Koch ont été essentiels pour démontrer qu’un microbe spécifique isolé en culture pure à partir d’une lésion de la maladie pouvait provoquer une maladie chez un animal sain, ce qui a donné naissance au concept de microbes pathogènes. Avant cela l'histoire de la microbiologie est jalonnées d'épisodes significatifs :, inoculation variolique par Cotton Mather en 1721, avènement de la vaccination par Edward Jenner en 1796 ; Muscardine par Agostino Bassi en 1838, transmissibilité de la fièvre puerpérale par Ignace Philippe Semmelweis en 1847 ; transmissibilité de la tuberculose par Jean-Antoine Villemin en 1867; identification progressive des germes responsables de la maladie du charbon, enfin bactériologie par Louis Pasteur et Robert Koch.
Le rhume est resté longtemps à virus présumé.
L'histoire moderne de la recherche sur le rhume a commencé avec la seconde Guerre mondiale, à Salisbury en Angleterre, non loin de Stonehenge, l'Hôpital Harvard est créé en 1941 par la Croix-Rouge américaine (ARC), pour gérer les épidémies potentielles liées à la guerre. Coïncidant avec la fin de la première Guerre mondiale, la pandémie grippale de l'année 1918, demeurait dans les esprits, ayant causé dans les rangs de l'Armée américaine autant de morts que durant le conflit. Si un vaccin contre la grippe existait désormais, dont la recherche avait été sponsorisée par l'armée américaine, la recherche sur le rhume banal stagnait,. Les installations de Salisbury sont devenues de 1946 à 1990, la Common Cold Unit (CCU) financée par le British Medical Research Council, dont la vocation était de résoudre le grave problème de perte de productivité lié aux épidémies de rhume. Sur ses 40 ans d'existence, pour des essais de 10 jours, près de 20 000 volontaires, se sont vus inoculer le rhume banal. L'Unité a identifié des centaines de types différents de virus du rhume ; rhinovirus (100 sérotypes de rhinovirus), coronavirus et parainfluenza, découvert comment le rhume se transmettait et examiné l'impact des maladies transmissibles comme le rhume à l'échelle internationale. Elle s'est aussi enquise sur les vaccins, la prévention, l'immunité, ainsi que les facteurs psychologiques et de la question de savoir si le stress rendait les sujets plus vulnérables aux infections ou aux maladies.

### Rhume d'anticipation

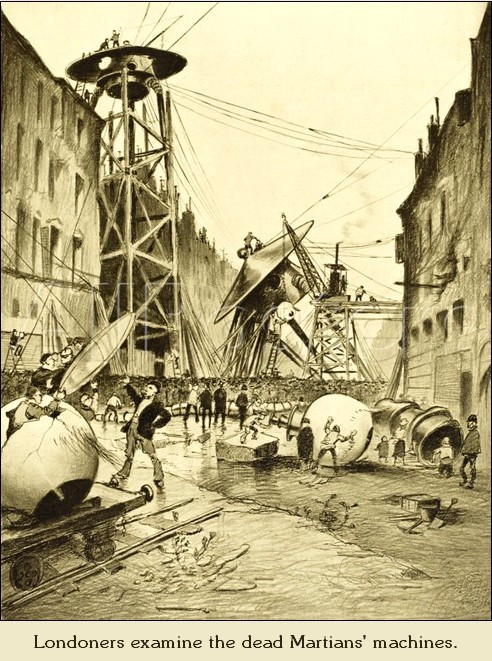
The War of the Worlds. Illustrations de 1906 par Henrique Alvim Corrêa. Les Londoniens examinent les machines martiennes mortes.

La fin du XIXe siècle est fortement marquée par les découvertes de Pasteur et le développement de la théorie microbienne des maladies contagieuses, ce qui va inspirer de nombreux auteurs qui introduisent des micro-organismes dans leur univers littéraire, en tant que nouveaux personnages; quelques fois même par d'authentiques Nobels de médecine comme Charles Richet, qui visionnaire entrevoit leur potentiel en tant qu'arme biologique :« Le Microbe du Professeur Bakermann, récit des temps futurs » (écrit en 1890 se passant en 1935) ; Bakermann a trouvé le moyen de rendre malfaisants les microbes inoffensifs. L'univers merveilleux qui apparaît sous la loupe de microscopes de plus en plus puissants inspire Une invasion de macrobes de André Couvreur. : le professeur Tornada, désireux de se venger du manque de reconnaissance de ses pairs, augmente à la taille d'un immeuble des microbes qu'il lâche ensuite sur Paris.
H. G. Wells, dans La Guerre des mondes en 1898, a écrit une parabole de la fragilité des Empires, alors que l'Empire britannique est à son faîte : Une armée d'invasion martienne est endiguée et détruite par « the humblest things that God, in his wisdom, has put upon this earth. » (« les choses les plus humbles que Dieu, dans sa sagesse, a mises sur cette terre. »), savoir les microbes du rhume.
Au XXIIIe siècle, Leonard McCoy a trouvé un certain nombre de candidats biologiques prometteurs sur Omega IV, qui pourraient conduire à un remède viable contre le rhume (DeForest Kelley dans la deuxième saison de la série télévisée américaine de science-fiction Star Trek, de 1er mars 1968, The Omega Glory).

## Des plantes aux principes actifs
La médecine s'accorde sur le fait qu'il n'existe aucun médicament dont les bienfaits ont été prouvés pour la prophylaxie ou le traitement du rhume,: le Centers for Disease Control and Prevention américain (CDC) ne prescrit rien d'autre que du repos et boire beaucoup de liquide ; des analgésiques et antipyrétiques en vente libre permettent éventuellement d'atténuer les symptômes. Beaucoup de médecines traditionnelles à base de plantes demeurent pertinentes principalement dans la mesure où elles sont souvent prises sous forme de tisanes et assorties d'une période indispensable de repos. Cependant les allégations spécifiques faites sur les vertus thérapeutiques ou de protection des plantes médicinales contre une maladie virale, sont la plupart du temps critiquées comme des allégations exagérées. Parallèlement à la reconnaissance des bienfaits de la phytothérapie ou au retour à des pratiques médicinales traditionnelles, on assiste simultanément aujourd'hui à une reconnaissance renouvelée du potentiel des produits naturels pour la découverte de nouveaux médicaments. Fleurs de tilleul et de sureau, fleurs et herbes de reine des prés, parties aériennes et racines d'échinacée pourpre, églantine, fruits de cassis et d'argousier, jus de citron, etc., en Europe, de nombreuses espèces végétales ont été utilisées contre la grippe et le rhume : en Russie et en Estonie, l'ail, l'ail des ours, l'oignon, la framboise, la canneberge, la mousse d'Islande, les parties aériennes et les racines de la primevère (Primula vulgaris, Primula veris), les feuilles de plantain, l'achillée millefeuille, l'origan, les parties aériennes du thym commun et du serpolet, les feuilles de tussilage, l'écorce de saule, etc. sont utilisés encore pour soigner les rhumes. Dix herbes les plus populaires ont été particulièrement incluses dans une enquête estonienne : Allium sativum L., Allium cepa L., Zingiber officinale Rosc., Citrus x limon, Echinacea purpurea (L.) Moench, Chamomilla recutita (L.) Rauschert et Chamomilla suaveolens (Pursh) Rydb., Tilia cordata Mill., Tilia platyphyllos Scop., Cetraria islandica (L.) Ach., Ribes nigrum L. et Rubus idaeus L..
Des simples fleurs cueillies dans les champs employées en infusion, aux herbiers et commerce des herboristes, des épiciers et apothicaires, il y a dans le commerce des médications une échelle croissante de sophistication dans la préparation et de prix. Pour les rhumes la plupart des gens ne s'adressaient qu'aux premiers, le savoir populaire étant souvent suffisant pour guérir un rhume ; ils s'adressaient aux suivants en cas de complication du rhume, pour calmer les toux, et gérer d'autres complications des rhumes qui n'auraient pas été pris à temps. Probablement, le repos n'était pas négligé comme un facteur important de guérison.
En 1600, il y avait à Londres cinquante médecins qualifiés et à la campagne des médecins qui n’avait reçu aucune éducation universitaire. Les médecins étaient appelés « physicians », et les apothicaires à Londres étaient au nombre de 100. De nombreuses personnes prodiguaient aussi des soins médicaux sans formation institutionnalisée : des charlatans, (Volpone de Ben Jonson), des sages-femmes, des épiciers et des colporteurs, des arracheurs de dents, des rebouteux et des guérisseurs, et qui avaient souvent acquis une expérience pratique conséquente qui les rendaient plus efficaces que les médecins. Un simple calcul statistique suffirait à établir que peu de malades étaient suivis par un médecin pour une maladie. Dans les villes, le prix des consultations était aussi un obstacle à la consultation. Lorsque les premières statistiques de maladies ont été créées des suites à Londres de la peste noire, elles étaient collectées au niveau des paroisses par des prêtres ; et les relevés réalisés par des femmes qui n'avaient aucune connaissance médicale. Cette rareté tendrait aussi à démontrer que souvent les maladies étaient autodiagnostiquées, et aussi automédiquées.
La littérature antique et médiévale des antidotaires montre que le nombre de simples a varié au cours du temps. Les cahiers de recettes transmis jusqu'à nos jours ne sont pas empiriques, mais dérivent souvent d'ouvrages savants de l'Antiquité. Précurseur de toutes les pharmacopée, le De materia medica ou Περὶ ὕλης ἰατρικῆς / Peri hulês iatrikês de Dioscoride, ouvrage considérable en cinq volumes, écrit entre 50 et 70 de notre ère, a été largement diffusé en grec, latin et arabe et a été lu tant en Occident qu'en Orient pendant plus de 1 500 ans, jusqu'à ce qu'il soit supplanté par des herbiers révisés de la Renaissance.
Dans la production des remèdes, la lecture de Galien montre la multiplicité des intervenants plus ou moins sérieux, que l'on rassemble aujourd'hui sous le nom de « charlatans », terme emprunté à l'italien ciarlatano qui n'apparaît en français qu'en 1543. Galien adopte un ton d'autant plus sévère envers les charlatans que l'« intention de tromper et la volonté de s'enrichir sont évidentes ». La valeur marchande d'un ingrédient est inversement proportionnelle à sa rareté et à sa qualité. On l'a vu les épices orientales étaient réputées pour soigner les maladies de l'hiver et ne se retrouvaient que chez les apothicaires. Il entre dans le prix d'un médicament le degré de transformation qu'on lui apporte, soit sa cuisine. Le célèbre thériarque de Galien réunissait cents ingrédients, et les contrefaçons n'étaient pas rares.
Broyage, décoction, infusion d'abord ; les quatre livres des secrets de médecine et de la philosophie chymique montrent que les substances sont distillées ; hydrolat, alcoolat, la recherche de quintessence alchimique débouche sur la chimie; On se met à chercher dans les plantes le principe actif et à le concentrer. Le concept de médecines entièrement synthétiques est embryonnaire en 1910, mais en 1920 les premiers médicaments de synthèse sont produits.

## Des plantes aux médicaments

### Pour désinfecter
Avant même la découverte des microbes, les produits et sous produits du gemmage et de la fabrication de la poix avaient été utilisés avec plus ou moins de succès, pour soigner différentes pathologies.
Les propriétés antiseptiques de la térébenthine ont été utilisées dans des bains de vapeurs térébenthinés jusqu'à des pastilles pour la gorge ou le rhume. Si l'on connait l'usage qui a été fait de goudron de pin, dans les pharmacopées anciennes (Zopissa, goudron de Norvège, eau de goudron, tjärpastiller, etc., la créosote de pin), on connaît moins les utilisations hydrothermales de la résine de pin et les pastilles à la résine de Pinus mugo. Le thermalisme au Pinus mugo aurait été initié par des bucherons-peggiers sur le mont Le Glandasse dans la Drôme en France, qui auraient découvert de manière accidentelle les vertus anti-rhumatismale des vapeurs émanant de leurs fours à poix. L'usage médicinal du goudron de pin est aussi très ancien. Le zopissa évoqué dans Pline l'ancien et dans Dioscoride (Livre I), désignait une poix raclée des navires, et macérée dans l'eau de mer. Au XIXe siècle, on attribue à ce mélange une qualité discussive et résolutive, parce que cette poix et cette résine ont été macérées et pénétrées pendant longtemps par l’eau de la mer. En 1747, l'évêque de Cloyne, George Berkeley, dans son traité Siris : a chain of philosophical reflexions and inquiries concerning the virtues of tar water, sur les vertus de l'eau de goudron (tar water) recommande le goudron de Norvège (Norway tar) de préférence à tout autre, et celui venant des colonies anglaises d'Amérique du Nord (il faut noter qu'à cette époque l'Angleterre s'est détournée du plus gros producteur de goudron de pin, la Suède pour ses munitions de marine, favorisant ses colonies, paradoxalement en raison d'une entente franco-suédoise, le goudron de pin scandinave pour la France est toujours suédois et non norvégien). Les dispensaires de Londres lui adresseraient tous les ans des lettres pour quarante fûts de goudron de Nordfjord, de couleur rougeâtre. L'une des premières mentions de la locution « goudron de Norwege » se trouve dans la traduction française de l'ouvrage de Robert James, A Medicinal Dictionary paru en français un an plus tard (en 1748). L'Encyclopédie (1757) renseigne toutefois qu'au moment où Berkeley enseigne l'usage thérapeutique de l’eau de goudron, la qualité de substance altérée par le feu du goudron, et plus encore sa grande ténacité ou viscosité, l'ont banni de l’ordre des médicaments à usage interne; en sorte qu'en France ce n’est plus un remède. Par la suite à quelques exceptions près (en 1930 encore, un pharmacien de la ville d'Oulu, Yrjö Wilhelm Jalander inventa un bonbon à base de goudron, la Tjärpastiller; en France il y a eu les pastilles Géraudel, les capsules Guyot, au « goudron de Finlande dit de Norwége », etc.) l'usage thérapeutique du goudron de pin a été abandonné.
L'inhalation d'essence de térébenthine (l'huile essentielle de térébenthine) peut être mortelle. Un cas célèbre illustrant la nocivité de cette substance se révéla au grand public à la mort prématurée de l'écrivain et philosophe russe Vladimir Soloviev (1853-1900). Il attachait à ce liquide une signification mystique ou curative ; disant que la térébenthine protégeait contre toutes les maladies, il en répandait sur son lit, ses vêtements, sa barbe, ses cheveux, le sol et les murs de la chambre, et quand il recevait de la visite, il se mouillait les mains avec de la térébenthine et de l'eau de Cologne et l'appelait en plaisantant « Bouquet Soloviev »,.

### Pour calmer la toux
Les opiacés obtenu à partir du pavot somnifère sont connus depuis l'Antiquité. L'opium constitue la plus ancienne drogue du monde. Paracelse au XVIe siècle, devint un adepte de l'opium. L'opium de même qu'un sirop de pavot obtenu à partir des fleurs de pavot somnifère (sirop diacode) prescrit contre la toux au XVIIe siècle, auquel on substituera de plus en plus un soluté d'opium sous le même nom. Milieu du XIXe siècle, les composants de l'opium avaient été isolés et formaient l'ingrédient de base de centaines de médications : teinture d'opium, laudanum, morphine, codéine, etc.,,. Dans les années 1870, la morphine brute dérivée Papaver somniferum a été bouillie dans de l'anhydride acétique pour produire de la diacétylmorphine, facilement convertie en codéine ; cette molécule toujours employée aujourd'hui dans la pharmacopée des traitements antitussifs. Mais avant la codéine, la diacétylmorphine s'étant révélée un antitussif puissant contre la toux causée par des maladies graves et courantes à l’époque, comme la tuberculose et la pneumonie, a été commercialisée en 1899 par Bayer sous le nom d'héroïne, devenue rapidement une drogue récréative,.
Dilaudid, Morphine, Codéine, Opium, Papavérine, Ipécac, et acide acétylsalicylique; toutes ces molécules et leurs combinaisons ont fait l'objet d'une étude contrôlée pour le traitement du rhume pendant un an, au Students' Health Service de l'Université du Minnesota, par Harold S. Diehl en 1933 ; les résultats de cette étude ont montré que l'opium et les principaux alcaloïdes qui en dérivent présentaient une valeur distincte dans le traitement du coryza aigu : le principal résultat observé était une diminution marquée, voire une disparition complète, de la congestion et de l'écoulement nasal. Un peu plus tard, dans Time magazine, Diehl a recommandé une combinaison de codéine-papavérine traitement contre le rhume. Cette étude a fait un écho à une affirmation de Thomas de Quincey dans son ouvrage Confessions d'un mangeur d'opium anglais, disant qu'il était remarquable que pendant toute la période de l'année pendant laquelle il avait pris de l'opium, il n'avais jamais attrapé de refroidissement ni eu la moindre toux ; mais alors qu'il était sevré autour de 1822, un violent rhume l'avait attaqué et il a toussé peu de temps après, (une conséquence du sevrage aux opiacés).
Cinq ans après sa mise sur le marché de l'héroïne aux États-Unis, l'American Medical Association a entamé une campagne de mise en garde à l'égard de son pouvoir toxicomanogène. La morphine était incluse au XIXe siècle dans des préparations qui étaient en vente libre. Médicaments classés comme stupéfiants et lutte contre la toxicomanie, vont faire perdre à ces substances leur statut thérapeutique avant que finalement la facilité d'accès de ces substance soit radicalement modifiée (aux États-Unis par la promulgation, du « Harrison Act » de 1914). L'héroïne a été rendue illégale par le Anti-Heroin Act of 1924 (en).

### Pour faire tomber la fièvre
Une molécule emblématique symbolisant elle les bienfaits de la chimie pharmaceutique, a été commercialisée par Baye un an après l'héroïne, en 1899, sous le nom d'aspirine, l'acide acétylsalicylique, toujours utilisée aujourd'hui pour soigner les symptômes du rhume. Les bienfaits de l'aspirine utilisé comme antipyrétique et analgésique dans la thérapie des rhumes étaient déjà connus de par l'usage de décoctions d'écorce de saule, qui a aussi donné l'acide salicylique (et sa variante la salicyline) datant de 1824. La phénacétine synthétisée en 1878 et mise sur le marché par Bayer en 1887, employée comme analgésique dans certaines préparations contre le rhume a été retirée du marché en 1983 lorsque l'on a constaté qu'elle était cancérogène. L'efficacité de son métabolite, l'acétaminophène est aujourd'hui plébiscité sous le nom de « paracétamol », comme antalgique et antipyrétique pour soulager les symptômes du rhume.

### Pour déboucher le nez
Dans les ingrédients actifs de la plupart des bronchodilatateurs et décongestionnants, on trouve couramment l'éphédrine et la pseudoéphédrine, de la classe des « amines sympathomimétiques », appelés de cette manière parce que leurs actions pharmacologiques « imitent » les effets de l'activation de la partie « sympathique » du système nerveux autonome. Le toxidrome sympathomimétique comprend une tachycardie, une hypertension, une hyperthermie et une agitation. L'effet recherché par ces décongestionnants est la vasoconstriction du système vasculaire nasal et la décongestion de la muqueuse nasale subséquente. Les effets des amines sympathicomimétiques avaient été caractérisés en 1910 par George Barger et Henry Hallett Dale alors qu'ils investiguaient une substance synthétisée en 1887 par Lazăr Edeleanu, qui sera appelée bien plus tard « benzedrine » puis « amphétamine », largement utilisée comme décongestionnant, mais aussi pour réduire le stress, améliorer la concentration et les performances intellectuelles; c'est la muse de Jack Kerouac : Sur la route fut rédigé en trois semaines sous benzédrine. Le composant amine (NH) n'est que l'un des quatre composants moléculaires distincts du squelette de base de toutes les substances sympathomimétiques.; quatre fragments structurels facilement manipulables en laboratoire ; une modification mineure dans l’un des groupes peut aboutir à un médicament ayant des effets significativement différents. L'arrangement bêta-phényléthylamine est aussi essentiel à la plupart des propriétés pharmacologiques et biochimiques de ces composants, en particulier à son pouvoir de libérer la norépinéphrine des sites de stockage neuronaux et de bloquer l'absorption membranaire de la noradrénaline.

Le concept de médecines entièrement synthétiques était embryonnaire en 1910, et personne aux États-Unis ou en Grande-Bretagne n'a immédiatement saisi les implications des découvertes de Edeleanu, Barger et Dale ; il faudra attendre les années 1920 pour que le chimiste et pharmacologue américain, Gordon Alles ouvre la boîte de Pandore, sous la forme de molécules hautement addictives qui comprennent outre les amphétamines, les méthamphétamine, mais aussi les éphédrine et pseudoéphédrine, médicaments largement utilisés à mauvais escient. Ces molécules vont former une industrie immense tant légale qu'illégale.

Éphédrine

L'éphédrine, un médicament naturel obtenu à partir de l'herbe Ma Huang (Ephedra vulgaris, sont aussi utilisés Ephedra sinica, Ephedra distachya L. et à Ephedra equisetina Bunge, en Chine dans la culture des Pen-ts'ao depuis des siècles ; aussi Ephedra alata subsp. alenda (en) dans le Nord de l'Afrique), est entré très tôt dans la médecine traditionnelle des affections respiratoires. L’empereur Shennong (2737 av. J.-C.) aurait placé cette plante dans la classe intermédiaire de sa pharmacopée, le Shennong bencao jing. La pharmacopée de Li Shizhen, le Bencao gangmu, rédigé en 1569, le recommandait aussi pour faire baisser la fièvre, provoquer la transpiration et arrêter la toux. L'éphédrine, le principe actif, a été isolée dans les années 1880 mais n'a été caractérisé qu'en 1924, par les pharmacologues d'élite Ko Kuei Chen et Carl Schmidt. Ils ont souligné que l'éphédrine présentait une grande ressemblance structurelle avec l'adrénaline, l'hormone produite par la médullosurrénale, qui avait été synthétisée en 1904, indépendamment par Friedrich Stolz en Allemagne et Henry Drysdale Dakin en Angleterre.

Adrénaline

L'adrénaline s'est avérée utile pour ralentir les saignements liés à la chirurgie des tissus mous et pour traiter le choc ; mais elle a été aussi largement consommée comme décongestionnant (appliquée via un atomiseur, à la place de la cocaïne auparavant populaire), et comme bronchodilatateur (injecté en cas de crise d'asthme grave). L'adrénaline semblait prometteuse pour le traitement symptomatique des crises d’asthme aiguës, parce qu'elle dilatait les bronches et était un puissant stimulant respiratoire. Elle présentait cependant plusieurs inconvénients sérieux : entre autres son administration entraînait souvent une apnée brève mais désagréable, elle était instable et se décomposait rapidement ; le dispositif d'inhalation n'était pas encore perfectionné et, comme l'adrénaline était inactive lorsqu'elle était prise sous forme de pilule, il fallait l'injecter ; ses actions sur le système humain n’étaient pas du tout spécifiques : elle augmentait le débit cardiaque, la pression artérielle systolique et les taux sanguins d’acide lactique et de glucose, en plus de stimuler la respiration ; elle pouvait provoquer des réactions indésirables allant de l'anxiété et des étourdissements à la mort par hémorragie cérébrale ou arythmie cardiaque.
L'adrénaline a été rapidement remplacée par l'éphédrine. Ephedra sinica est devenue l'objet d'un commerce intense dans les années 1920, ce qui a mené dans les années 1930 à chercher des alternatives, issue de la chimie de synthèse : c'est ainsi que l'amphétamine (développée en 1887) est devenue disponible sous forme d'inhalateur comme décongestionnant nasal sous le nom de benzédrine. Les produits à base d'éphédrine et d'amphétamine ont été commercialisés comme une panacée sûre auprès du grand public; dans les années 1940, les méthamphétamines sont devenues également un médicament miracle largement disponible, utilisé pour traiter l'asthme, la dépression, l'obésité, l'épilepsie et même la dépendance aux opiacés.
L'éphédrine présentait un avantage important par rapport à l'adrénaline : elle était active lorsqu'elle était prise par voie orale, sous forme de pilule ; elle avait en outre une durée d'action beaucoup plus longue, produisait des effets centraux plus prononcés et plus fiables et était beaucoup moins toxique. Dans les années 1920, l’éphédrine a ouvert une nouvelle ère dans la pharmacologie commerciale ; décongestionnant et bronchodilatateur, c'est devenu un traitement à succès contre l'asthme, le rhume et les allergies. La société pharmaceutique Lilly à la fin des années 1920, a dominé le marché nord-américain de l'éphédrine, tirant parti d'un quasi-monopole sur les approvisionnements chinois en plantes d'éphédra. L’usage médical de l’éphédrine a augmenté à un rythme si élevé qu’on a craint l'épuisement des réserves naturelles. C’est ainsi que la recherche d’un substitut à l’éphédrine a commencé.
George Piness, directeur d'un laboratoire de recherche à Los Angeles, qui était au courant des travaux d'Edeleanu, Barger et Dale, a suggéré à Gordon Alles, l'un de ses jeunes chercheurs chimistes, de rechercher un substitut d'amine synthétique à l'éphédrine. Alles a conclu en 1927 que l'amphétamine originale synthétisée par Edeleanu en 1887 était le candidat idéal, qu'il a breveté et accordé sous licence à la société pharmaceutique Smith, Kline & French (SKF). Huit ans avant qu'Alles ne commence ses travaux, un pharmacologue japonais, Akira Ogata avait aussi synthétisé un composé d'amphétamine qui acquerra bien plus tard une notoriété considérable sous le nom de méthamphétamine. Au milieu des années 1930, SKF a développé et commercialisé de manière agressive un décongestionnant en vente libre appelé Benzedrine Inhaler, qui contenait de grandes quantités d'amphétamine volatile, récupérant ainsi une grande partie du marché de Lilly pour les inhalateurs d'éphédrine. Peu de temps après, SKF a poursuivi le développement de comprimés de sulfate de benzédrine pour diverses indications neuropsychiatriques, notamment la dépression mineure. Alles et SKF ont également exploré plusieurs grandes familles d'autres alkylamines ; au milieu des années 1945, SKF commercialisait le 2-amino-6-méthylheptane comme ingrédient de son remède contre le rhume par inhalation Eskay Oralator,. Poussé par la concurrence et la pression croissante de la FDA, des autorités pharmaceutiques de l'État et des forces de l'ordre, SKF a choisi de remplacer l'amphétamine dans son inhalateur décongestionnant et, en 1947, a opté pour la propylhexédrine pour son inhalateur Benzedrex.
Ces composés sympathomimétiques synthétiques ont été retirés depuis longtemps du marché pharmaceutique en vente libre, en raison de problèmes de sécurité et d'abus. L'amphétamine est devenue un médicament hautement contrôlé dont les applications thérapeutiques se limitent au trouble déficitaire de l'attention avec hyperactivité et à la narcolepsie. Les métamphétamines ont été bannies par la FDA en 1959. En 1968, la Burroughs Wellcome Company, fabricant de la « Methedrine », utilisé pour traiter l'obésité sévère, la narcolepsie et le TDAH, a arrêté la production aux États-Unis de ce qui est encore l'un des noms les plus populaires pour la méthamphétamine, en particulier parmi les utilisateurs et les abuseurs qui l'abrègent en « Meth ». L'éphédrine et l'éphédra ont favorisé une perte de poids modeste ce qui a motivé leur utilisation dans des compléments alimentaires, interdite de manière définitive en 2004 par la FDA ; ce qui a relancé l'aventure pharmacologique des années 1940 pour trouver des analogues de l’éphédrine, de l’amphétamine et de la méthamphétamine à placer dans ces suppléments nutritionnels. La méthylhexanamine (DMAA) un médicament sympathomimétique commercialisé depuis 1948 par Eli Lilly and Company comme décongestionnant nasal inhalé a été volontairement retiré du marché dans les années 1970, mais a trouvé à resurgir sous forme de compléments alimentaires pour sportifs vendus aux États-Unis, désormais rendus illégaux.
Avec son successeur la pseudoéphédrine que l'on retrouve aujourd'hui dans la plupart des préparations contre le rhume, l'éphédrine a formé l'ingrédient de base de la méthamphétamine-d, drogue récréative et de travail populaire aux États-Unis. Avant que les trafiquants ne se reportent vers des substances toujours plus éloignées du résultat final, un des moyens employés par l'OICS pour pister les labos de meth jusqu'en 2009, consistait à recenser les transactions les plus insolites de remèdes contre le rhume; chaque année des millions de tonnes de ces précurseurs (en) circulent à travers le monde, et il était facile d'en détourner quelques centaines. Cette situation a créé un climat délétère pour les patients et les entreprises pharmaceutiques. Pour cette raison la pseudoéphédrine a été souvent remplacée par la phényléphrine, un composant qui avait été approuvé par la FDA en 1976 mais dont l'inefficacité a finalement été établie de manière définitive en septembre 2023 ; donc cinquante ans de prise inutile d'un composant qui fait courir au consommateur un risque d'accidents cardiovasculaires,. Aux Pays-Bas, la vente libre d'éphédra et de substances apparentées est interdite depuis 2004, en raison de graves effets secondaires et du manque d'avantages prouvés.

### Pour tuer les microbes

#### Des vaccins
Pour les gens éclairés la découverte d’autant de virus différents réalisée par la Common Cold Unit (CCU) (désormais 200 virus ont été identifiés qui provoquent le rhume), rendait impossible la découverte d’un vaccin efficace. Fin XXe siècle, les dernières tentatives pour trouver un remède au rhume sont devenues plus désespérées, alors que la CCU s'était mise sérieusement à interroger les molécules présentes dans la médecine traditionnelle chinoise, le thé japonais et les oranges. Le centre qui a fermé ses portes en 1990, a beaucoup fait progresser la compréhension que l'on a de la virologie du rhume, mais il a également révélé l'énormité de la tâche pour le vaincre. Un remède contre le rhume aurait pourtant des retombées incalculables sur la santé et sur l’économie.
Winston Price (en), professeur d'épidémiologie américain, est le premier scientifique à avoir tenté sans succès de fabriquer un vaccin contre le rhume en 1957. Price avait réussi à isoler un rhinovirus qu'il a nommé « virus JH » d'après son employeur, l'Université Johns-Hopkins de Baltimore. La fabrication d'un vaccin contre le virus JH a fait la manchette de tous les journaux du pays. Malheureusement l'expérimentation du vaccin n'a pas été à la hauteur des espoirs qu'il a suscités, ce qui indiquait surtout qu’il existait d'autres virus,. Sept familles de virus responsables de la majorité des infections des voies aériennes supérieures (essentiellement le rhume) sont aujourd'hui identifiées: rhinovirus, coronavirus, virus de la grippe et parainfluenza, adénovirus, virus respiratoire syncytial (VRS) et enfin métapneumovirus, isolé pour la première fois en 2001. Un bocavirus humain (en) responsable du rhume a été découvert en 2005, et il est probable que de nouveaux virus attendent d'être découverts. Les échovirus avancent souvent associés à des infections respiratoires légères comme les rhumes.
En 1938, Harold S. Diehl et ses collègues ont publié les résultats d'un essai remarquable sur l'efficacité des vaccins contre le rhume considérée comme l'un des premiers exemples d'essai randomisé, en double aveugle et contrôlé par placebo.
La recherche d'un vaccin est régulièrement relancée, mais se heurte à des obstacles économiques: la recherche coûte chère, et les risques financiers liés à la production d'un vaccin sont importants. En 2016, le cours de l'action de la société américaine Novavax a chuté de 83 % après l’échec de son vaccin contre le VRS, l’une des familles de virus responsables du rhume, une opportunité ratée estimée à 1 milliard de dollars pour les ventes rien qu’aux États-Unis. (Un vaccin contre le VRS destiné aux personnes âgées a été approuvé le 3 mai 2023 par la US Food and Drug Administration. On peut aussi protéger les nourrissons contre le VRS en vaccinant la mère pendant la grossesse,,. Dans une campagne de vaccination classique, à mesure que la proportion d’individus vaccinés atteint une masse critique, une immunité collective se met en place, où les virus cessent de circuler, car la chaîne d’infection est rompue ; c'est ce mirage lointain qui fait encore aujourd'hui avancer la recherche.

#### Des antibiotiques
Les antibiotiques ne fonctionnent ni contre le rhume ni contre la rhinite purulente aiguë mais ont été souvent prescrits dans l’espoir qu’ils pourraient prévenir les infections bactériennes secondaires ; l'utilisation systématique d'antibiotiques pour ces affections n'est pas recommandée,. Bon nombre des dilemmes auxquels sont confrontés les défenseurs de la santé publique en ce qui concerne les infections des voies respiratoires – de la surprescription d’antibiotiques à la sous-utilisation apparente du vaccin pneumococcique polysaccharidique (en) – remontent à leurs origines après la Seconde Guerre mondiale. Un programme complet de lutte contre la pneumonie a été initié qui avant les antibiotiques, s'est d'abord appuyée sur la sérothérapie, ensuite les sulfamides, les premiers antibactériens.

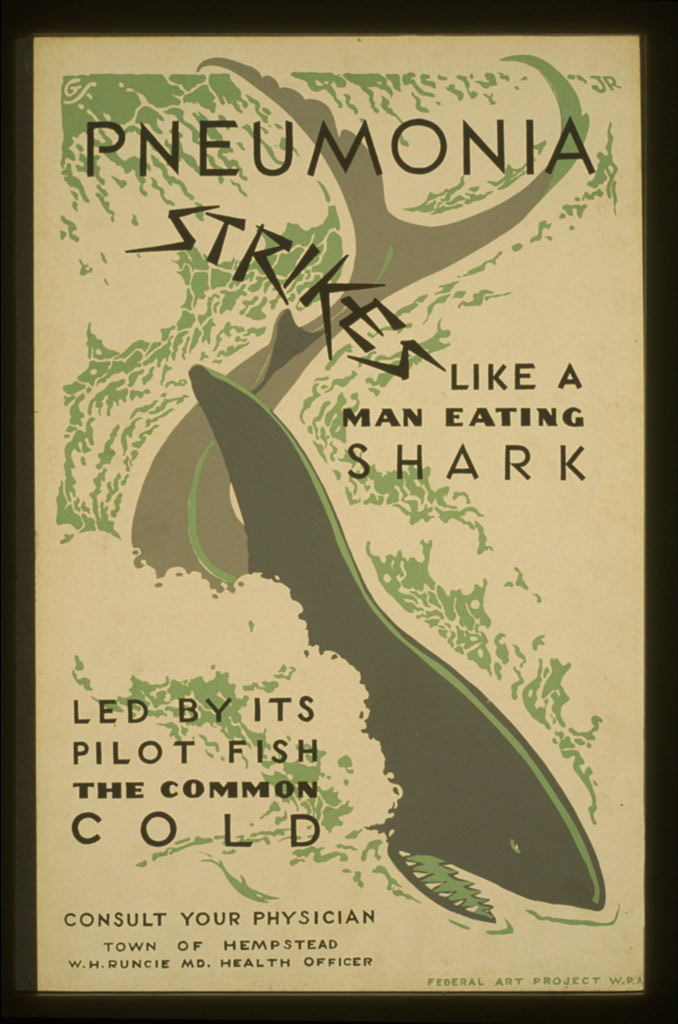
Cette affiche de 1937 du Federal Art Project de la Work Projects Administration a été créée à New York dans le cadre du pneumonia control programs, pour encourager les citoyens à consulter leur médecin pour un traitement contre le rhume. : ..

Les infections virales des voies respiratoires supérieures sont souvent compliquées par des maladies bactériennes plus graves, comme la pneumonie. Bien que le virus de la grippe soit le plus souvent évoqué dans ce contexte, les virus impliqués dans le rhume banal sont aussi évoqués. En cas d'infection par un virus respiratoire, des facteurs tels que la vieillesse, une faible déficience immunitaire et une mauvaise nutrition, peuvent permettre une maladie respiratoire plus grave comme la bronchiolite ou la pneumonie, et moins fréquemment entraîner la mort.
Avant les sulfamides, et la pénicilline puis d'autres antibiotiques, jusqu'après la Seconde Guerres mondiale, les pneumonies (aux côtés de la tuberculose et des maladies vénériennes) demeuraient un grave problème de santé publique, une maladie auto-limitée, dont l’évolution n’était influencée que de manière limitée par la médecine. En 1917-1918, une épidémie de rougeole s'est produite aux États-Unis, au sein des camps militaires de l'armée américaine, qui a fait plus de 3 000 morts dont beaucoup de bronchopneumonies ; c'est un cas unique et bien documenté de pandémie avant l'arrivée des antibiotiques ; et dont l'histoire généralement a été éclipsée par la pandémie grippale de 1918. La rougeole était alors une maladie virale présumée, et la bronchopneumonie, un diagnostic pathologique post-mortem plutôt qu'une description clinique. Le traitement de la pneumonie visait alors à prévenir et à gérer rapidement les complications: un traitement à base de digitaline et d'analeptiques cardiaques (caféine, camphre et épinéphrine) devait prévenir les insuffisances cardiaques. Le camphre était également utilisé pour le coryza, le camphre ou la codéine pour la toux, la morphine pour la toux ou la douleur. Des milliers de soldats ont été thoracotomisés à la suite d'empyèmes bactériens post viraux, en particulier ceux associés à Streptococcus haemolyticus, et ont souffert de handicaps graves toute leur vie. Certaines thoracotomies ont provoqué des morts cardiaques subites. La compréhension de la copathogénèse virale-bactérienne s'est avérée cruciale des mois plus tard lorsque la pandémie de grippe espagnole a provoqué dans les camps des milliers de pneumonies bactériennes post-grippales similaires.
À la fin des années 1920, la sérothérapie antipneumococcique spécifique de type I s’est avérée efficace dans les grands hôpitaux du Nord-Est des États-Unis, essais cliniques contrôlés collaboratifs en partie financé par la Metropolitan Life Insurance Company, qui avait perdu plus de 24 millions de dollars en prestations de décès excédentaires à la suite de l’épidémie de grippe de 1918-1919 et était devenue l’un des principaux contributeurs à la campagne contre les maladies respiratoires dans la première moitié du XXe siècle. Des années 1930 jusqu'au début des années 1940, dans le sillage du New Deal, les défenseurs de la santé publique aux États-Unis ont fait de la pneumonie un problème de santé publique majeur, coïncidant avec l’essor de la sérothérapie. Tous les pneumocoques n’étant pas identiques, le Rockefeller Institute a classé les pneumocoques en types I, II et III et IV, et ont procédé à la fabrication de sérums efficaces pour chacun des types,. Un problème complet de soins a été défini : Les Pneumonia control programs.
Le programme atteignit temporairement ses objectifs. Cependant, l’avènement des sulfamides puis de la pénicilline plus efficaces a rapidement ruiné les programmes de lutte contre la pneumonie. La pneumonie a cessé d'être un problème majeur de santé publique. Revenue dans le giron du praticien privé, elle a de plus en plus été gérée par l’utilisation de chimiothérapies moins spécifiques. Dans un contexte de moindre dépendance aux données de culture d’expectorations (typage), les appels à continuer de considérer la pneumonie avec inquiétude, ont contribué à l’extension de l’administration de sulfamides pour les infections des voies respiratoires supérieures; du sulfathiazole (en) et de la sulfapyridine (en) à titre prophylactique a été administré aux rhumes, grippes et rougeoles pour prévenir les risques de pneumonie, bien qu'ils n'aient aucun effet sur le rhume. Un praticien de Virginie s'est défendu de façon très martiale en 1941, dénonçant la surveillance centralisée de l'État. Les bénéfices potentiels d'une thérapie « prophylactique » par sulfamide dans les infections des voies respiratoires supérieures ne se sont pas concrétisés, mais il est devenu évident pour certains cliniciens que ces pratiques allaient à conduire à des organismes résistants. Les recommandations des instances publiques concernant la surprescription des sulfamides puis des antibiotiques vont se heurter à la liberté de prescription des praticiens privés: la « république de la science » incarnée par les praticiens autonomes à l’ère du médicament miracle.
La disparition virtuelle du rhumatisme articulaire aigu aux États-Unis est souvent attribuée à l’utilisation excessive d’antibiotiques qui étaient administrés pour le rhume et qui ont accessoirement éradiqué de nombreux streptocoques potentiellement nocifs (des infections qui seraient restés asymptomatiques en cas d'immunocompétence, ce qui se produit la plupart du temps).
Le début des années 1990 a été témoin d’une augmentation particulière (bien que progressive) de la résistance pneumococcique à la pénicilline et aux représentants d’autres classes d’antimicrobiens, perçue comme découlant en grande partie de la surconsommation d’antibiotiques. Comme cela avait été le cas six décennies plus tôt, des partenariats efficaces impliquant les cliniciens, les responsables de la santé publique et les patients ont été réclamés, ainsi que des programmes de contrôle institutionnels des antibiotiques. La pneumonie est redevenu un problème de santé publique,. L’administration d’antibiotiques pour le rhume est généralement aujourd'hui condamnée, principalement parce qu'elle conduit à une résistance aux antibiotiques ; cependant c'est au détriment de rares patients dont l'infection streptococcique non traitée conduirait à une fièvre rhumatismale ou à une glomérulonéphrite.

## Un business
Aucun médicament n'existe à ce jour dont les bienfaits ont été prouvés pour la prévention ou le traitement du rhume,. Cependant l'inconfort important ressenti lors d'un épisode de rhume, la méconnaissance du cours naturel de la maladie, motivent généralement une médication importante du rhume. Une histoire de la médication du rhume montre que le rhume est souvent autodiagnostiqué et automédiqué. Une automédication qui s'appuie sur l'usage de plantes médicinales s'est prolongée jusqu'à nos jours dans certaines régions du monde. Sont venus s'ajouter des produits pharmaceutiques certains en vente libre dont l'efficacité est discutée tout autant si ce n'est plus que leurs prédécesseurs. Les pratiques médicinales traditionnelles ont constitué la base de la plupart des premiers médicaments. Accompagnant la révolution industrielle une industrie pharmaceutique puissante s'est progressivement développée s'appuyant sur la chimie.
En 1932 déjà, la prévention et le traitement du rhume étaient devenus un Big business, à tel point que le magazine Fortune lui a consacré un article important en octobre 1932. À propos de cette industrie, Fortune déclarait : « Le moindre des soucis de celui qui s'occupe du rhume est sa formule. Ce qui entre dans la composition de ses pilules, de ses sirops ou de ses pommades est clairement une considération secondaire. La façon de vendre sa préparation est ce qui inquiète principalement l'aspirant fabricant de remèdes contre le rhume. Il est dans un métier où les concurrents sont nombreux et les scrupules peu nombreux »,. Comme la plupart des grands remèdes contre le rhume, Vicks est la création d'un pharmacien d'une petite ville qui aimait bricoler et composer ses propres médicaments : Lunsford Richardson (en) vivait à Greensboro, en Caroline du Nord, dans une région où les gens soignaient leurs rhumes fréquents en avalant des médicaments bruts composés en grande partie d'ipéca, un médicament qui pouvait avoir des effets désastreux sur la digestion. Le Vicks Magic Croup Salve à usage externe, qui s'appellera par la suite Vicks VapoRub , le premier « Vicks » d'une longue série à succès, était un mélange de vaseline, de camphre, de menthol, du thym, d'eucalyptus et de térébenthine. Après la première Guerre Mondiale, Vicks est devenu l'un des leaders dans le domaine du rhume, et au cours des quatre années de 1925 à 1929, alors qu'elle était cotée au Big Board, les bénéfices de Vicks se sont élevés à 10 392 000 $, dont 6 000 000 $ ont été distribués en dividendes. En 1930 les fils du fondateur, Lunsford et Henry S. Richardson ont vendu Vicks à Drug, Inc. dans le cadre d'un échange d'actions valant alors 38 000 000 $., opération qui leur a été bénéfique et qui leur a donné des maisons de campagne dans le Connecticut et en Caroline du Nord, et des loisirs qu'ils ont employé à pêcher en Floride, chasser la caille dans les Carolines et chasser au Canada. Alors qu'à cette époque le métier du rhume était une petite entreprise, où les crédits publicitaires de 100 000 $ dans une seule entreprise étaient plutôt rare, en 1932 Vicks dépensait plus d'un million de dollars par an en publicité, 26 millions de pots étaient utilisés chaque année. Cette année là, Vicks Chemical Co a ajouté à sa gamme Vicks Nose and Throat Drops and Vicks Cough Drops, les trois produits rassemblés avec Vicks VapoRub sous le nom de « Vicks Plan for Better Control-of-Colds ». Contrairement à l'aspirine, dont la formule était brevetée, Vicks n'était rien de plus qu'un médicament dont la marque était enregistrée au Bureau des brevets des États-Unis; on pouvait parfois trouver la recette dans les formulaires à partir desquels les pharmaciens pouvaient composer des médicaments ; Vicks en 1932 n'avait pas les bonnes grâces de l'Amercan Medical Association.
En 1932, les médicaments brevetés étaient beaucoup plus respectables et moins amusants que ce qui avait été jusque là produit . Quiconque vendait des remèdes contre le rhume devait composer avec l'Amercan Medical Association (A.M.A.) à laquelle étaient alors affilié quelque 96 000 des 150 000 médecins du pays. L'A.M.A. en 1932 avait déplacé son artillerie lourde vers le secteur de l'éthique. Selon l'A.M.A., une préparation pharmaceutique « éthique » était une préparation qui, quelle que soit la publicité auprès de la profession médicale, n'était pas présentée au public comme étant « bonne pour une maladie spécifique ». Il en résultait une différenciation nette des producteurs. Le Vicks VapoRub était en 1932 ce qu'on appelle un médicament breveté contraire à l'éthique. Contrairement à Vicks, les entreprises pharmaceutiques Lilly, Merck, Sharp & Dohme, Squibb, Parke, Davis et Abbott Laboratories étaient des fabricants « éthiques » qui abordaient le délicat métier de la préparation de médicaments contre le rhume « avec toute la crainte et le tremblement scientifiques qui s'imposent ». En gros les fabricants éthiques imprimaient la formule dans le catalogue, avec des avertissements écrits : « « Indiqué dans certains cas...», « S'est parfois avéré utile... », ce que Vicks semblerait-il ne faisait pas.
Dans la décennie 1935-1945, à la suite des Pneumonia control programs,la nouvelle classe de médicaments des sulfamides, capables de contrôler les infections bactériennes a déclenché une révolution thérapeutique, suivie d'une révolution pharmaceutique (aiguillée par la seconde Guerre Mondiale) ; Merck (sulfapyridine) et Lederle (filiale de American Cyanamid, qui a développé la sérothérapie puis deviendra le plus gros fabricant au monde de sulfamide), ont contribué à façonner les interprétations des cliniciens dans l'éventail déroutant de la littérature antipneumococcique, ainsi qu'assuré la transition thérapeutique du sérum au sulfamide. Une révolution du marketing pharmaceutique dans l'après Seconde Guerre mondiale était en marche, s'accompagnant d'une révolution des produits pharmaceutiques (dont les sulfamides ont été l'un des fers de lance). Avant qu'un marché sécurisé ne soit mis en place pour les sulfamides, un empoisonnement de masse à l'élixir sulfanilamide en 1937 a été le déclencheur d'un changement radical dans la manière de distribuer les médicaments.
Le développement anarchique des médicaments au début du XXe siècle va obliger l'État à légiférer, accentuant le rôle prescripteur du médecin. À côté des médicaments sur prescription, vont voir le jour le médicaments en vente libre (OTC) dont beaucoup servent aujourd'hui dans l'automédication pharmaceutique du rhume. La publicité pour les produits non soumis à prescription étant autorisée, c'est aussi un moyen pour les firmes pharmaceutiques d'intensifier leur communication auprès du public. L'automédication du rhume est encouragée par l'industrie pharmaceutique.
Aux États-Unis, une corrélation peut être démontrée entre l'augmentation du nombre des produits pharmaceutique en vente libre pour le rhume et la diminution du nombre de visites chez le médecin.

## Du repos
La plupart des gens sont à l'aise de déclarer qu'ils sont malades lorsqu'il s'agit d'un rhume banal contrairement à d'autre maladies plus graves, et plus invalidantes. Les comportements liés à la maladie, compris la léthargie, le retrait social et les changements d'appétit, sont les réponses communes à toutes les créatures vivantes. Cependant les normes socio-économiques et culturelles se sont montrées très prégnantes face à la maladie chez les humains; ce qui fait que beaucoup de personnes qui travaillent dans de nombreux domaines, compris la médecine, sont souvent susceptibles de se présenter au travail alors qu'elles sont malades, ce qui du point de vue de la santé est une aberration.
Autour de 1775, même si l'on en connaissait pas la cause, la réflexion sur le rhume ou la grippe était arrivée à une forme d'aboutissement: la théorie catarrhale antique était réfutée ;Benjamin Franklin (1706-1790), écartant en 1173, l'idée selon laquelle les températures froides et le rhume étaient liés avait affirmé le caractère contagieux de la maladie ; la Gazette de santé en 1775, professant le caractère inapproprié des saignées dans la thérapie des rhumes et grippes convenait alors que « Le meilleur de tous les remèdes a été & est encore de n'en faire aucun. ». Relativement au travail, en 1772, le médecin écossais William Buchan (1729–1805) dans Domestic Medicine, un best-seller largement diffusé en Europe et traduit en français, convenait de l'importance du repos en cas de rhume,. Il est cité par David Tyrrell :
« When those who labour for their daily bread have the misfortune to catch cold they cannot afford to lose a day or two in order to keep themselves warm and take a little medicine by which means the disorder is often so aggravated as to confine them for a long time or even to render them ever after unable to sustain hard labour. But even such of the labouring poor as can afford to take care of themselves are often too hardy to do it they affect to despise colds and as long as they can crawl about scorn to be confined by what they call a common cold. Hence it is that colds destroy such numbers of mankind. Like an enemy despised they gather strength from delay till at length they become invincible »
— William Buchan, Domestic Medicine

« Quand ceux qui ne vivent que du travail de la journée ont le malheur de gagner un rhume, il leur est difficile et presque toujours impossible de consacrer un jour ou deux à se tenir chaudement, et à faire quelques remèdes : delà cette indisposition faisant souvent des progrès rapides , ces malheureux, se trouvent bientôt obligés de garder la maison pendant un temps considérable ; et même ils deviennent pour jamais incapables de soutenir des travaux fatigants. Il y a plus ceux de ces journaliers qui auraient le moyen de prendre ces soins quand ils sont enrhumés dédaignent souvent de le faire. Ils affectent de mépriser les rhumes ; et tant qu'ils peuvent se traîner, ils ne veulent pas rester chez eux pour ce qu'ils appellent un simple rhume : d'où il arrive qu'un si grand nombre de personnes de cette classe périssent par les suites de cette indisposition ; parce que tel qu'un ennemi méprisé, le rhume gagne de la force par les délais, jusqu'à ce qu'à la fin il devient invincible. »
— Jean-Denis Duplanil, Médecine Domestique ou traité complet Des Moyens de se conserver en santé, Par G[uillaume] Buchan. , Moutardier, 1802
De l'aveu de Buchan le livre n'a pas rencontré une approbation universelle de la profession : et sa dédicace au président de la Royal Society, « Sir Joseph Banks, Bart. » ne l'a pas protégé de la censure de ses collègues médecins qui n'ont pas manqué de le persécuter. C'est que l'ouvrage exhibait certains « secrets » bien gardés de la profession. Il a encouragé la prophylaxie, et a recommandé le repos au lit et les boissons chaudes en cas de rhume ; et déclaré que les rhumes négligés pouvaient conduire à enracinement de la maladie : « La pleurésie, la péripneumonie, une pulmonie mortelle sont les effets ordinaires des rhumes que l'on a absolument négligés ou que l'on a mal traités ».
Vitrine du Life Extension Institute (en), l'économiste américain Irving Fisher et Eugene Lyman Fisk dans How to Live, Rules for Healthful Living Based on Modern Science en 1915, ont préconisé pour les personnes enrhumées de rester au lit toute la journée au début, afin de garder le corps bien au chaud, en particulier les pieds ; ils ont affirmé qu'une infraction modérée à certaines règles mineures de santé — comme de ne pas rester au lit — n'était pas incompatible avec le maintien d'une bonne santé, mais que de telles infractions, aussi modérées soit-elle, étaient totalement incompatible avec le maintien d'une bonne santé « au sens d'atteindre la plus grande efficacité et puissance physique et mentale ». Dans une réédition ultérieure de l'ouvrage en collaboration avec Haven Emerson (en) en 1938 ils ont préconisé le repos strict au lit en cas de rhume et repris ce qui semblerait une punchline habituelle « Go to bed when you have a cold and stay there until you are well » (« Allez vous coucher lorsque vous avez un rhume et restez-y jusqu'à ce que vous soyez guéri »). Harold S. Diehl (1891 – 1973) en 1955, dans son ouvrage Elements of Healthful Living, (alors qu'il préconisait codéiné et papavérine pour soigner les rhumes) reprend dans son intégralité la description de Fisher:
« First, as to bed rest: "Go to bed when you have a cold and stay there until you are well" is good advice. Its value lies in protecting others from exposure, in increasing general resistance, and in keeping the body warm. Bed rest during the acute stages of colds, supplemented by such other treatment as is indicated, would doubtless diminish their severity, limit their spread, and reduce the frequency of complications. Unfortunately, like most good advice, this is rarely followed. Most people just will not stay in bed unless they feel ill. »
— Diehl, Harold S., Elements of healthful living

« Tout d'abord, en ce qui concerne le repos au lit : « Allez vous coucher lorsque vous avez un rhume et restez-y jusqu'à ce que vous soyez guéri » est un bon conseil. Son utilité réside dans la protection des autres contre l'exposition, dans l'augmentation de la résistance générale et dans le maintien de la chaleur corporelle. Le repos au lit pendant les phases aiguës du rhume, complété par tout autre traitement indiqué, diminuerait sans aucun doute sa gravité, limiterait sa propagation et réduirait la fréquence des complications. Malheureusement, comme la plupart des bons conseils, ce conseil est rarement suivi. La plupart des gens ne restent tout simplement pas au lit à moins de se sentir malades. »
— Traduction littérale, Elements of healthful living

## Émergence d'une nosologie du rhume
Les maladies peuvent être considérées comme des actes ou des invasions de dieux, de démons ou de mauvais esprits, et traitées par l'invocation de pouvoirs prétendument surnaturels. Cette conception archaïque prévaut dans les textes homériques où les médecins sont des dieux, comme Asclépios. Dans la lutte entre la conception magique et la conception scientifique, cette dernière est progressivement sortie victorieuse dans le monde occidental. Dans le Corpus hippocratique une conception rationnelle de la maladie se met en place,. Les diverses sécrétions venant des yeux (larmes et conjonctivites), des oreilles, de la bouche et des narines (mucus) contribuent à forger l’idée que le cerveau est à l’origine de ces flux, traités comme des courants d'eau, ou à la manière que l'on a d'utiliser le verbe ῥέω / rhéô , qui va donner les mots rhume et catarrhe. Sept catarrhes partent du cerveau et irriguent le corps et y déterminent la plupart des maladies.
Le rhume présentait des symptômes physiques évidents et notamment une rhinorrhée démonstrative et reproductible par des errhines et des sternutatoires, c'était une maladie dont la périodicité était aussi connues, et que l'on pouvait articuler autour de saisons.et imprudemment lier au froid et à l'humide. Quand il ne s'attaquait pas aux plus âgés et aux nourrissons, c'était de plus une maladie bénigne, dont on pouvait prédire l'issue favorable, et si la médecine antique ne lui appliquait pas trop vite l'arsenal thérapeutique lourd de la médecine humorale, le rhume se guérissait spontanément au bout d'une période certaine. Le phlegme, l'humeur principale responsable du rhume, permettait aussi d'expliquer « la maladie sacrée » de Hippocrate, Platon et Aristote, l'épilepsie — « La maladie dont il s'agit attaque les phlegmatiques et non les bilieux; le germe en commence chez l'embryon encore enfermé dans l'utérus » — ce qui permet de l'arracher à l'emprise des dieux et la faire rentrer dans le champ d'expertise de la médecine rationnelle,. La médecine hippocratique puis galénique permettait de prévenir les maladies liées au catarrhe, par des régimes particuliers ou des purgatifs.
L'étiologie des catarrhes et leurs pathogenèse sont estimés de cette manière par les François de Fougerolles qui a écrit un traité en 1610 De senum affectibus praecavendis, nonnullisque curandis enarratio: le catarrhe se développe à partir d'une accumulation de mucosités brutes dans la tête résultant d'une altération d'une ou plusieurs facultés naturelles (excréments), généralement la digestion ou l'excrétion. Le froid extérieur notamment, mais aussi la chaleur excessive, empêchent le cerveau, au départ froid et humide (ceci renvoie aux quatre qualités élémentaires), d'assimiler adéquatement les humeurs qui y affluent. De plus, le catarrhe se développe à partir des vapeurs qui s'élèvent des humeurs chaudes des organes viscéraux et se condensent dans le cerveau (affirmation d'Aristote). Depuis le cerveau, les mucosités s'écoulent par des ouvertures (il s'agit des ouvertures supposées entre l'encéphale et le nasopharynx et que l'on s'emploie toujours à cette époque à chercher, cette théorie est infirmée par Schneider dès 1655,), d'où le nom de catarrhus (dont l'étymologie indique qu'il s'agit d'un écoulement vers le bas), d'abord dans le nez et la bouche. Par la gorge, il atteint ensuite le tube digestif, dont la chaleur peut parfois provoquer une nouvelle évaporation du liquide en direction du cerveau, les poumons et l'aorte. De par son mode de propagation, le catarrhe est à l'origine de nombreux troubles pulmonaires et respiratoires ainsi que de problèmes digestifs, et il est indirectement responsable de maladies systémiques comme les tremblements, la paralysie, la fièvre, l'atonie, l'atrophie, la cachexie et l'arthrite. Les mucosités peuvent également obstruer les ouvertures des ventricules dans le cerveau lui-même et devenir ainsi une cause essentielle d'apoplexie, d'épilepsie et de catalepsie. De même Jérôme Accoramboni au XVe siècle regardait un grand nombre de maladies dans toutes les parties du corps comme des catarrhes, dans la mesure où il les fait naître par le drainage du cerveau. Il en tire non seulement diverses maladies de l'estomac, mais aussi des douleurs, des abcès et des excoriations dans les intestins et diverses douleurs articulaires ; et Accoramboni pense finalement qu'il serait difficile de trouver dans le corps humain un membre qui ne puisse souffrir d'écoulements de catarrhes depuis le cerveau.
Alors que Schneider s'applique à anéantir la théorie catarrhale, il explique dans son cinquième tome du De catarrhis, sept catarrhes Oculorum, Aurium, Narium, Pulmonis, Stomachi, Medulla Spinalis, Sanguinis (yeux, oreilles, nez, poumon, estomac, moelle épinière, sang) ; cette nomenclature, avant tout de nature physiologique, a accompagné l'histoire de la médecine occidentale sur deux mille ans. Mais cette théorie catarrhale ne pouvait disparaître instantanément, se raccrochera un moment au système lymphatique, avant qu'elle ne prenne un tournant pathologique et le sens général d'« inflammation », toutes les maladies caractérisées par leur suffixe « -ite », à commencer par les rhinite, bronchite, entérite et conjonctivite. Le rhume prend le nom de « coryza ». L'épilepsie devient une affection neurologique.
Depuis le rhume est déconnecté de cette arborescence primitive, mais il en garde l'héritage, ne serait-ce que par la pérennisation des mots « rhume » ou de l'expression « rhume de cerveau ». Le rhume banal, comme on l'appelle, garde au XXIe siècle, la double particularité d'être la maladie infectieuse la plus répandue au monde et l'une des plus insaisissables; la nosologie aussi est restée longtemps assez floues sur la définition du rhume; enfin la tâche n'a pas été facilitée par la foule de virus découverts au XXe siècle, à l'origine du rhume.
La médecine occidentale a toujours utilisé des catégories de maladies pour guider le diagnostic et le traitement. Pour un patient souffrant de toux, par exemple, la phtisie n’était pas la même chose que le catarrhe ou hume banal. Les systèmes de classification formels tels que nous les connaissons aujourd’hui n’ont suscité que peu d’intérêt jusqu’au XVIIIe siècle. La plupart des pratiques médicales occidentales prémodernes reposaient sur l’axiome selon lequel chaque corps malade était malade à sa manière. La capacité d’interpréter les signes et d’adapter individuellement le traitement distinguait le praticien médical érudit des praticiens moins expérimentés qui offraient le même traitement à chaque patient, indépendamment de sa constitution individuelle. Le médecin londonien Thomas Sydenham a suggéré au XVIIe siècle de regrouper les phénomènes morbides comme les botanistes regroupent les plantes dans une taxinomie basée sur des observations globales de similitudes et de différences. il plaidait en faveur de l'empirisme dans une profession qui valorisait des approches plus théoriques. Le Nosologia Methodica Sistens Morborum de François Boissier de Sauvages en cinq volumes, représente le monde des maladies comme un système de 10 classes, 295 genres et 2 400 espèces de maladies. Le Rheuma, (rheume, on le connaît par la difficulté de respirer avec une sensation de lourdeur dans le pied, qui est accompagnée ou précédée de coryza, de fièvre, d'enrouement, etc.) fait partie des Anhelationes Oppressivae (Classis V, Ordro II, XII). La Classification internationale des maladies (CIM-11), compte aujourd'hui 55 000 entités pathologiques, recueil devenu trop volumineux pour être imprimé. Le rhume banal est compté comme CA00 Rhinopharyngite aiguë et fait partie des Affections des voies respiratoires supérieures, une évolution du CIM-10. Mais des classifications nationales peuvent voir le jour éventuellement la preuve que rien n'est acquis , ainsi la définition du rhume données en 2021 par l'Académie nationale de médecine française qui a introduit l'appellation d'IVVAS pour « infection virale des voies aériennes supérieures », dans laquelle les termes « rhume banal » « rhinopharyngite aiguë », « rhinosinusite aiguë », « rhinite aiguë » et « sinusite aiguë » sont considérés comme les synonymes de la même entité clinique ; sont exclus de la définition les rhume d’origine allergique, de même que la grippe.

## Le rhume de Tom Paris
Date interstellaire 48 734,2 (25 Septembre 2371), The Doctor (Hologramme Médical d'Urgence, technologie identique au Holodeck) à Tom Paris :
« The Doctor : Neurotransmitters are normal. Synaptic functions stable. Hold still.This is an extremely sensitive scan.

Lieutenant Tom Paris : What I wouldn't give to see good old Doc Brown right now.

The Doctor : What?

Lieutenant Tom Paris : Doc Brown. Lollipops in the waiting room. No holocomic books more than 6 months old, hose calls. I caught a bad cold one time when I was 9 years old. The Doctor whipped up a pot of garlic soup and brought it over himself.

Tuvok : Your report doctor

The Doctor : I still have a serie of test to perform, but other than his irritating lapses into nostalgia, I see nothing wrong with him »traduction
— Kim Friedman, écrit par Brannon Braga et Joe Menosky, Star Trek: Voyager. Cathexis. 1er mai 1995